# سید علی خامنه‌ای
سیّد علی حسینی خامنه‌ (زادهٔ ۲۹ فروردین ۱۳۱۸) معروف به سید علی خامنه‌ای، روحانی و سیاستمدار ایرانی است که از سال ۱۳۶۸ دومین رهبر جمهوری اسلامی ایران است. او در فاصلهٔ سال‌های ۱۳۶۰ تا ۱۳۶۸ سومین رئیس‌جمهور ایران بود. خامنه‌ای در جایگاه رهبری، طبق قانون اساسی جمهوری اسلامی ایران، عالی‌ترین مقام کشور و فرمانده کل نیروهای مسلح محسوب می‌شود. او همچنین امام جمعهٔ تهران و یکی از مراجع تقلید شیعه دوازده‌امامی در ایران است. خامنه‌ای پنجمین رئیس کشور مسن در جهان و پنجمین رئیس کشور از لحاظ طولانی‌ترین دوران حضور در قدرت به‌شمار می‌رود.
خامنه‌ای در حوزه‌های علمیهٔ مشهد، نجف و قم به تحصیل پرداخت و از سید محمدهادی میلانی اجازهٔ روایت گرفت. او در نوجوانی با سید مجتبی نواب صفوی — طلبه و بنیان‌گذار و رهبر جمعیت فدائیان اسلام — آشنا شد و تحت تأثیر اقدامات انقلابی اسلامی او قرار گرفت. خامنه‌ای در سال ۱۳۳۶ با سید روح‌الله خمینی، رهبر آیندهٔ جمهوری اسلامی، دیدار کرد و در سال ۱۳۴۱ همزمان با تصویب‌نامهٔ انجمن‌های ایالتی ولایتی به نهضت وی پیوست. او در راستای اهدافِ نهضت خمینی، به فعالیت‌های ضد حکومت پهلوی ادامه داد و شش بار بازداشت شد. در سال ۱۳۵۶ ژاندارمری او را به مدت سه سال به ایرانشهر و سپس به جیرفت تبعید کرد که با اوج‌گیری اعتراضات در سال ۱۳۵۷ این حکم بی‌اثر شده و به مشهد بازگشت. او به‌عنوان مسئول کمیتهٔ تبلیغات برای استقبال از خمینی، راهی تهران شد.
پس از انقلاب ۱۳۵۷ خامنه‌ای عضوی از شورای انقلاب، امام جمعهٔ تهران، و معاون وزیر دفاع شد. او در دورهٔ نمایندگی مجلس به سال ۱۳۶۰، هدف یک ترور نافرجام شد که بر اثر آن دست راستش از کار افتاد. او در دوران ریاست‌جمهوری‌اش، رئیس شورای عالی پشتیبانی جنگ و اولین رئیس مجمع تشخیص مصلحت نظام و همچنین نایب‌رئیس اول شورای بازنگری قانون اساسی بود. به‌دنبال مرگ خمینی در سال ۱۳۶۸، مجلس خبرگان او را به‌عنوان دومین رهبر ایران انتخاب کرد. او از سال ۱۳۷۳ به‌عنوان یکی از مراجع تقلید شیعیان مورد قبول جامعهٔ مدرسین حوزه علمیه قم اعلام شد و به‌جای انتشار توضیح‌المسائل، تنها به انتشار استفتائات اکتفا کرده است. اعلام مرجعیت او با انتقادهایی همراه بود. خامنه‌ای در دورهٔ رهبری خود با امواج اعتراضی گسترده‌ای از جمله اعتراضات دانشجویی ۱۳۷۸، اعتراضات جنبش سبز در سال‌های ۱۳۸۸ و ۱۳۸۹، اعتراضات دی ۱۳۹۶، اعتصابات ۱۳۹۷–۱۳۹۸، اعتراضات آبان و دی ۱۳۹۸ و خیزش ۱۴۰۱ ایران مواجه شده که همه را به شکل خون‌باری سرکوب کرده است.
فوربز در سال‌های ۲۰۱۵ و ۲۰۱۸ خامنه‌ای را یکی از قدرتمندترین افراد جهان نامید. کمیتهٔ حفاظت از روزنامه‌نگاران، از او به‌عنوان یکی از ۱۰ دشمن آزادی بیان در جهان نام برده است. انتقاد از او ممنوع است و افراد به اتهام توهین به او، اغلب در رابطه با اتهامات کفر، در ایران محاکمه شده‌اند. احکام آن‌ها شامل شلاق و سپری کردن زندان بوده و برخی از آن‌ها نیز در بازداشت کشته شدند. خامنه‌ای در زمینهٔ چگونگی رهبری و ادارهٔ کشور مورد انتقادات قرار گرفته است و حکومتش به‌طور معمول دیکتاتوری توصیف شده است. او همه‌گیری کووید-۱۹ را احتمال «حملهٔ بیولوژیکی» توصیف و واردات واکسن آمریکایی و انگلیسی به ایران را ممنوع کرد که عفو بین‌الملل واکنش نشان داد و در بیانیه‌ای نوشت: «خامنه‌ای در حال بازی با جان میلیون‌ها انسان است.» همچنین خامنه‌ای در فرازهایی از سخنانش به همکاری جن و انس در شیوع کرونا در ایران اشاره کرد. ایالات متحده در سال ۲۰۱۹ خامنه‌ای و دفتر او را تحریم کرد. به وی اتهاماتی چون دستور ترور میکونوس نسبت داده شده است. همچنین در فروردین ۱۴۰۴ سباستین باسو، دادستان اصلی پرونده انفجار آمیا، مرکز یهودیان آرژانتین در بوئنوس آیرس از دادگاه فدرال این کشور خواست که برای علی خامنه‌ای، رهبر ایران حکم بازداشت داخلی و بین‌المللی صادر کند. سلامتِ او همواره موضوعِ گمانه‌زنی در رسانه‌های ایرانی و غیرایرانی بوده است.
از آغاز حملات اسرائیل به ایران در ۲۳ خرداد ۱۴۰۴، خامنه‌ای در پناهگاه زیرزمینی مخفی شد. وی پس از هفته‌ها غیبت در ۱۴ تیر ۱۴۰۴ در مراسمی به مناسبت ماه محرم در حسینیه بیت رهبری در تهران حاضر شد.

## نام و تبار
جدِّ بزرگِ خامنه‌ای، سیّد محمّد حسینی تفرشی، از سلسله سادات افطسی است. شجرهٔ وی به سلطان سید احمد می‌رسد که با پنج واسطه از اخلاف علی بن الحسین — امام چهارم شیعیان — است. جدش سید حسین خامنه‌ای در خامنه به دنیا آمد و در حوزهٔ علمیهٔ نجف، در زمرهٔ فقها و مدرسان آن حوزه و از علمای طرف‌دار جنبش مشروطه ایران بود. پدرش، سید جواد خامنه‌ای از علما و مجتهدان عصر خود بود و از محمدحسین نائینی، سید ابوالحسن اصفهانی و آقا ضیاءالدین عراقی، اجازهٔ اجتهاد داشت.
سید هاشم نجفی میردامادی، پدربزرگ مادری خامنه‌ای، مفسر قرآن و امام جماعت مسجد گوهرشاد بوده که در زمان رضاشاه به‌علت اعتراض به کشتار مردم در واقعهٔ مسجد گوهرشاد، به سمنان تبعید می‌شود. به‌گفتهٔ علی‌اکبر ولایتی در دائرةالمعارف بزرگ اسلامی، سلسلهٔ نسب خامنه‌ای از سوی مادر به جعفر صادق، امام ششم شیعیان، می‌رسد. بنا به گفتهٔ مراد ویسی در رادیو فردا، پدربزرگ مادری او، زاده و بزرگ‌شدهٔ نجف و دانش‌آموختهٔ حوزهٔ علمیهٔ نجف و نیز از سادات میردامادی اصفهانی و مشخصاً نجف‌آبادی بود. او حدوداً در ۴۰سالگی به ایران مهاجرت کرد و در مشهد به تبلیغات مذهبی و تحصیل و تدریس و نوشتن کتاب‌های اسلامی مشغول بود. وی سالیان بسیار امام جماعت مسجد گوهرشاد بود و به تفسیر قرآن اشتغال داشت و کتاب تفسیر قرآن خلاصةالبیان را نوشت. او در زمان کشف حجاب در حکومت رضاشاه در مسجد گوهرشاد مبارزاتی کرد و پس از مخالفت با این طرح به سمنان تبعید شد.

## پیش از ریاست‌جمهوری

### سرگذشت در سال‌های ابتدایی

#### تولد و کودکی

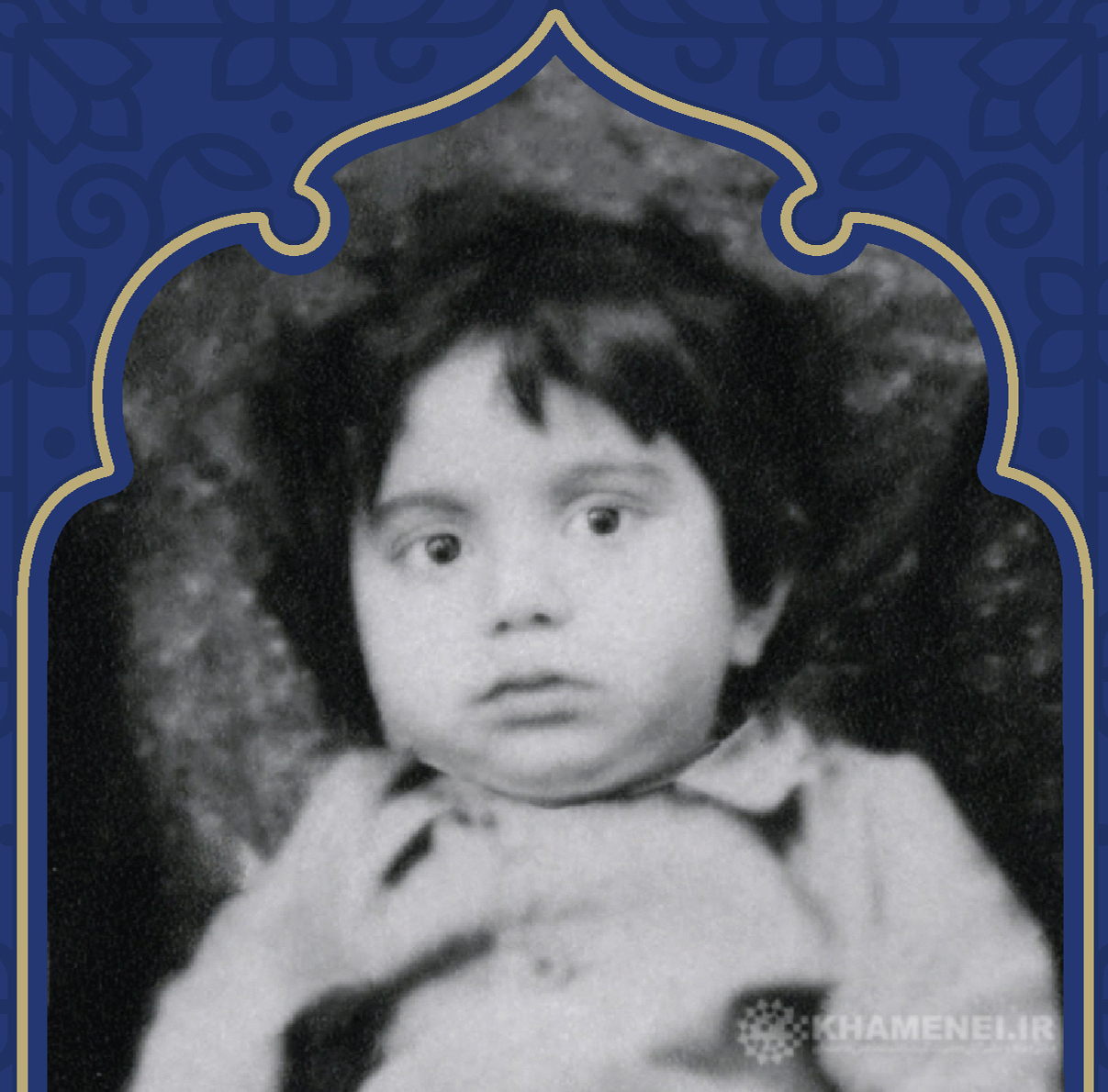
قدیمی‌ترین عکس از خامنه‌ای در یک و نیم سالگی - آبان ماه ۱۳۱۹ خورشیدی

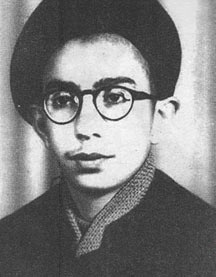
خامنه‌ای در دوران کودکی

سید علی حسینی خامنه‌ای در مشهد متولد شد. تاریخ تولد او در شناسنامه ۲۴ تیر ۱۳۱۸ (مصادف با ۱۶ ژوئیهٔ ۱۹۳۹) ثبت شده است، اما خود او تاریخ صحیح زادروزش را ۲۹ فروردین همان سال می‌داند. خانوادهٔ او اصالتاً آذری و از شهر خامنه هستند. بنابر گزارش خود او از دوران کودکی‌اش، این دوران در فقر گذشت و تا حدود پنج‌سالگی در خانه‌ای نسبتاً کوچک در محله‌ای فقیرنشین در مشهد ساکن بود که فقط یک اتاق و یک زیرزمین داشت. بعدها جمعی از ارادتمندان به سید جواد خامنه‌ای زمین کوچکی را در کنار آن خانه خریداری و هدیه کردند و خانه او دارای سه اتاق شد. او تحصیل را از چهارسالگی به‌همراه سید محمد، برادر بزرگش در مکتب‌خانه و با فراگیری قرآن آغاز کرد و پس از مدتی دورهٔ دبستان را در نخستین مدرسهٔ اسلامی مشهد، به نام «دارالتعلیم دیانتی» گذراند. در همین روزها، یادگیری قرائت و تجوید قرآن را نزد برخی قاریان قرآن مشهد آغاز کرد.

#### تحصیلات حوزوی
خامنه‌ای آموزش دینی خود را از سن چهارسالگی در خانه آغاز کرد و پدرش سید جواد خامنه‌ای اولین مربی او بود و به او قرآن آموزش می‌داد. او با علاقهٔ شخصی و تشویق والدین، هم‌زمان با تحصیل در کلاس پنجم دبستان، تحصیلات مقدماتی حوزوی را در مدرسهٔ سلیمان‌خان مشهد آغاز کرد. وی بخشی از مقدمات را نزد پدرش آموخت. به اعتقاد وی تحصیلش در مدرسه سلیمان خان در سال‌های اول دههٔ ۱۳۳۰ که همزمان با حضور نواب صفوی در مشهد بود، تأثیر زیادی در آیندهٔ سیاسی او داشت. او ادامه تحصیلاتش را در مدرسهٔ نواب گذراند و دورهٔ سطح را در آنجا به پایان رساند. او همچنین هم‌زمان با تحصیلات حوزوی، دورهٔ دبیرستان را تا سال دوم متوسطه ادامه داد.
خامنه‌ای معالم الاصول را نزد سید جلیل حسینی سیستانی، شرح لَمعِه را نزد پدر و میرزا احمد حسینی سیستانی، فرائدالاصول، مکاسب و کِفایه الاصول را نیز نزد پدر و هاشم قزوینی آموخت. وی در سال ۱۳۳۴ در درس خارج فقه سید محمدهادی میلانی حاضر شد. پس از آن در سال ۱۳۳۶ طی سفر کوتاهی همراه خانواده به نجف رفت و در دروس مدرّسانِ بنام حوزهٔ علمیهٔ نجف، ازجمله سید محسن حکیم، سید ابوالقاسم خویی، سید محمود شاهرودی، میرزا باقر زنجانی و میرزا حسن بجنوردی شرکت کرد؛ ولی به‌دلیل عدم تمایل پدرش برای اقامت در نجف، به مشهد بازگشت. در همین سال و پیش از رفتن به قم، محمدهادی میلانی به او اجازهٔ روایت داد.
خامنه‌ای در اواخر ۱۳۳۷ در ۱۹ سالگی به قم رفت. در هنگام ورودش به حوزهٔ علمیهٔ قم در مدرسهٔ حجتیه مستقر شد و حجره گرفت. دوران اقامتش در قم با شرکت در درس استادانی همچون سید حسین بروجردی، سید روح‌الله خمینی، مرتضی حائری یزدی و سید محمد محقق داماد در فقه و اصول و سید محمدحسین طباطبایی در فلسفه گذشت. و بیشتر وقتش در این دوره را به تحقیق، مطالعه و تدریس می‌گذراند و در مجموع پنج سال بین سال‌های ۱۳۳۷ تا ۱۳۴۳ را در قم ماند. در سال ۱۳۴۳ با نابینا شدن یکی از چشمان پدرش به‌دلیل آب‌مروارید، برای کمک به پدر به مشهد بازگشت و در آنجا بار دیگر در جلسات درس سید هادی میلانی حضور یافت که تا ۱۳۴۹ تداوم داشت.

### سرگذشت در تحولات پیش از انقلاب اسلامی
هرچند سابقهٔ کنش‌های سیاسی وی برگرفته از سابقهٔ خاندان اوست که زمینه‌ای سیاسی و مذهبی را فراهم ساخته بودند، اما سه رویداد سیاسی حساس در دوران جوانی خامنه‌ای رخ داد که بر دیدگاه‌های سیاسی او تأثیر گذاشت: اصلاحات اجتماعی شاه، تحولات سیاسی ملی شدن نفت ایران توسط مصدق و آشنایی او با نهضت اسلامی نواب صفوی. اولین بار که خامنه‌ای با فعالیت سیاسی یک روحانی شیعه مواجه شد، آن زمان بود که سید ابوالقاسم کاشانی از نهضت مصدق حمایت می‌کرد. اما به‌گفتهٔ خودش اولین بارقه برای ورود وی به فعالیت سیاسی با دیدن سید مجتبی نواب صفوی در مشهد آغاز شده است. تنها دیدار او با نواب صفوی در سال ۱۳۳۱ و در پی سفر نواب به مشهد و سخنرانی او در مدرسهٔ سلیمان خان بوده است. خامنه‌ای دربارهٔ این دیدار می‌گوید: «همان وقت جرقه‌های انگیزش انقلاب اسلامی به‌وسیلهٔ نواب صفوی در من به وجود آمد و هیچ شکی ندارم که اولین آتش را مرحوم نواب در دل ما روشن کرد.»
خامنه‌ای خود را از شاگردان فقهی، اصولی، سیاسی و انقلابی سید روح‌الله خمینی می‌داند. گرچه اولین دیدار وی با روح‌الله خمینی در سال ۱۳۳۶ صورت پذیرفت اما شخصیت سیاسی خمینی در جریان طرح انجمن‌های ایالتی و ولایتی برای او هویدا شد. خامنه‌ای در سال ۱۳۴۱ در جریان لایحهٔ انجمن‌های ایالتی و ولایتی به نهضت خمینی پیوست و مبارزه با حکومت پهلوی می‌پردازد. علی اکبر ولایتی وی را از نخستین افرادی می‌داند که قبل از قیام پانزده خرداد سال ۱۳۴۲ با خمینی همراه شد. در بهمن ۱۳۴۱ ه‍.ق پس از همه‌پرسی آن لایحهٔ، خامنه‌ای و برادرش سید محمد مأمور رساندن گزارش محمدهادی میلانی به خمینی در قالب نامه در مورد واکنش مردم مشهد به این همه‌پرسی شدند. از این پس، خمینی وظیفهٔ رساندن پیام‌هایش به روحانیون خراسان و مردم مشهد را به خامنه‌ای محول کرد. این پیام‌ها شامل ترسیم خط‌مشی مبارزه بود. در یکی از این پیام‌ها، از علما و روحانیون خواسته بود تا از روز هفتم محرم، واقعهٔ مدرسهٔ فیضیه را بازگو کنند تا رفتار رژیم پهلوی با مخالفان برای مردم تبیین شود.

#### فعالیت‌های سیاسی و بازداشت‌ها

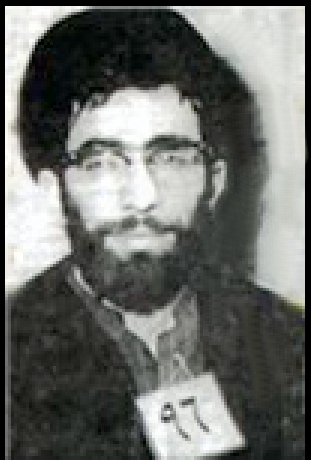
اولین بازداشت خامنه‌ای به دلیل سخنرانی دربارهٔ یورش به مدرسه فیضیه و سلطه اسرائیل در خرداد ۱۳۴۲ در بیرجند

خامنه‌ای در منابر و مجالس برخی شهرهای خراسان همچون بیرجند، دربارهٔ مسائلی همچون یورش به مدرسهٔ فیضیه و سلطهٔ اسرائیل بر جوامع اسلامی سخنرانی می‌کرد. به‌دنبال این سخنرانی‌ها حکومت پهلوی وی را برای اولین بار در ۱۲ خرداد ۱۳۴۲ در بیرجند توسط شهربانی بازداشت و زندانی کرد. با تظاهرات ۱۵ خرداد ۱۳۴۲ او را از بیرجند به مشهد منتقل و تحویل بازداشتگاه نظامی کردند. مدت حبس او در این بازداشت ۱۰ روز عنوان شده است. وی پس از آزادی اول از زندان، با حضور در جلساتی که در منزل سید هادی میلانی به‌منظور تداوم نهضت خمینی در غیاب وی — که در حصر به سر می‌برد — تشکیل شد، ارتباط خود را با میلانی حفظ کرد و پس از مدتی راهی قم می‌شود و در آنجا فعالیت‌های سیاسی‌اش را ادامه می‌دهد. وی به طرفداری از سیّد محمود طالقانی، یدالله سحابی و مهدی بازرگان، که به‌دلیل حمایت از سید روح‌الله خمینی زندانی بودند، تلگرافی برای این افراد می‌فرستد. او طلاب خراسانی را برای اعتراض به حصر خمینی رهبری کرد و نامه‌ای به حسنعلی منصور — نخست‌وزیر وقت — نوشت.
بازداشت دوم او مربوط به سفرش به زاهدان است. وی در دی ۱۳۴۲ با عده‌ای از دوستانش به کرمان رفت و پس از سه روز توقف در کرمان و سخنرانی و دیدار با عالمان و طلاب شهر، عازم زاهدان شد. در آن جا نیز به‌دلیل سخنرانی‌ها و فعالیت سیاسی، مجدد توسط شهربانی بازداشت و در ۱۲ بهمن تحویل ساواک شد و از آنجا به زندان قزل‌قلعه در تهران منتقل شد. خامنه‌ای اسفند همان سال با قرار التزام به عدم خروج از تهران آزاد می‌شود و تا پیروزی انقلاب ۱۳۵۷ همواره تحت کنترل نیروهای امنیتی حکومت پهلوی وقت قرار داشت.
در پاییز ۱۳۴۳ پس از بازگشت به مشهد، در کنار مراقبت از پدر فعالیت سیاسی خویش را ادامه داد. در ۲۹ بهمن ۱۳۴۳ به تبعید سید روح‌الله خمینی در ضمن نامه‌ای خطاب به امیر عباس هویدا اعتراض کرد. وی به‌همراه روحانیونی چون عبدالرحیم ربانی شیرازی، محمد حسینی بهشتی، علی فیض مشکینی، احمد آذری قمی، علی قدوسی، اکبر هاشمی رفسنجانی، سید محمد خامنه‌ای و محمدتقی مصباح یزدی گروه یازده‌نفره‌ای را شکل دادند که فعالیت‌شان مبارزه با حکومت پهلوی بود. این گروه که به‌عنوان اولین تشکیلات سرّی حوزهٔ علمیهٔ قم شناخته می‌شود، در اواخر سال ۱۳۴۵ توسط ساواک کشف شد و خامنه‌ای نیز به همین دلیل مورد تعقیب قرار گرفت. در همین دوران خامنه‌ای به ترجمهٔ کتاب آینده در قلمرو اسلام اقدام کرد. ساواک این کتاب را توقیف می‌کند ولی نمی‌تواند او را بازداشت کند. مدتی پس از آن، او امامت مسجد امیرالمؤمنین را بر عهده گرفت. وی همچنین در بهار سال ۱۳۴۹ سلسله جلساتی را برگزار کرد که ایدهٔ مبارزاتی آن مبتنی بر تدوین جهان‌بینی و ایدئولوژی اسلامی بوده است. با دستگیری سید حسین قمی و اعتراض خامنه‌ای، ساواک در چهارده فروردین ۱۳۴۶ وی را در مراسم تشییع مجتبی قزوینی برای سومین بار دستگیر می‌کند. او تا ۲۶ تیرماه همان سال را در بازداشت سپری کرد.
در پی کشته‌شدن سید محمدرضا سعیدی در ۲۰ خرداد ۱۳۴۹ توسط ساواک که از مهم‌ترین مروّجین مرجعیت خمینی در آن مقطع بود، خامنه‌ای تلاش کرد به‌همراه شمار دیگری اعتراضات مردمی به کشته شدن وی را به نفع مبارزه هدایت کند. بر اثر همین فعالیت‌ها بود که عده‌ای از طلاب دست به تهیه و انتشار اعلامیه‌هایی در حمایت از خمینی و انتقاد از حکومت پهلوی و ساواک زدند. به‌دنبال این فعالیت‌ها و با گسترش اعتراض‌ها و مبارزه‌ها، ساواک در ۲ مهر ۱۳۴۹ خامنه‌ای را برای بار چهارم دستگیر، و تا ۲۱ دی آن سال در زندان لشکر خراسان در بازداشت نگه‌داشت. وی پس از آزادی از این حبس، مجدد سخنرانی‌هایی در مخالفت با حکومت در هیئت انصار الحسین تهران ایراد کرد. خامنه‌ای در نهم شهریور ۱۳۴۹ به عنوان سرپرست گروه امداد راهی مناطق زلزله‌زدهٔ جنوب خراسان و فردوس می‌شود. وی در این مدت نیز به فعالیت تبلیغی و سیاسی خویش ادامه می‌دهد.
خامنه‌ای در سال ۱۳۵۰ به درخواست سیّد محمود طالقانی سخنرانی‌هایی در مسجد هدایتِ تهران، که مورد توجه دانشجویان و جوانان مبارز بود، انجام داد. به مناسبت مخالفت‌ها با جشن‌های ۲۵۰۰ ساله از سوی خمینی، ساواک نسبت به فعالیت روحانیون مبارز بسیار حساس شد. به همین جهت خامنه‌ای در مرداد ۱۳۵۰ به ساواک مشهد احضار، و مدتی در زندان لشکر خراسان بازداشت شد. او پس از آزادی، فعالیت‌های خود را ادامه داد و در همان سال دو بار دیگر نیز بازداشت شد؛ یک مرتبه در آبان که بازداشت کوتاه‌مدتی در زندان لشکر خراسان بود. و دیگر بار در ۲۱ آذر که با اتهام اقدام برضد امنیت داخلی به ۳ ماه حبس محکوم شد.

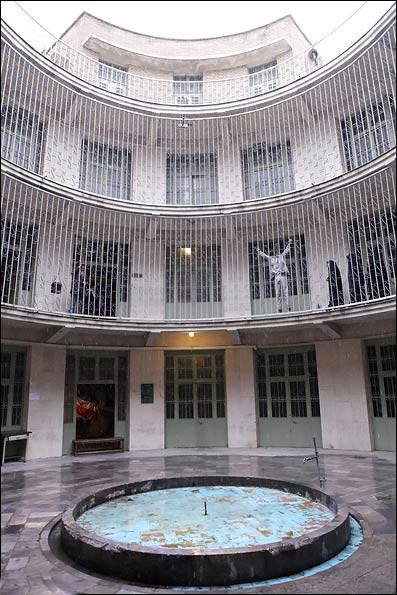
زندان کمیته مشترک ضدخرابکاری ساواک که خامنه‌ای از دی ۱۳۵۳ تا شهریور ۱۳۵۴ در آن زندانی بود.

بین سال‌های ۱۳۵۰–۱۳۵۳ درس‌های تفسیر و ایدئولوژی خامنه‌ای در سه مسجد کرامت و امام حسن و میرزا جعفر در مشهد تشکیل می‌شد. این فعالیت‌ها موجب شد که در دی ۱۳۵۳ ساواک خانه او در مشهد را تفتیش کند، او را دستگیر و بسیاری از یادداشت‌ها و نوشته‌هایش را ضبط کند. خامنه‌ای در فروردین ۱۳۵۲ برای تبلیغ عازم نیشابور می‌شود و جلساتی را در مساجد آن شهر برگزار می‌کند. در خرداد ۱۳۵۲ جلسات تفسیر وی را ساواک در مسجد امام حسن و منزل وی تعطیل می‌کند. در آذر ۱۳۵۲ به دعوت بانی و واقف مسجد کرامت مشهد، فعالیت خود را در آنجا دنبال می‌کند ولی ساواک او را بازداشت می‌کند. در آبان ۱۳۵۳ به دعوت محمد مفتح به سخنرانی در مسجد جاوید تهران می‌پردازد. وی در دی ۱۳۵۳ دوباره بازداشت می‌شود و به زندان کمیته مشترک ضد خرابکاری در تهران منتقل می‌شود. بنابر گفتهٔ وی، دشوارترین و سخت‌ترین دوران حبس برای او همین دوران بوده است. در نهایت وی در ۲ شهریور ۱۳۵۴ از زندان آزاد شد. پس از آزادی از زندان به مشهد بازگشت و مجدد به فعالیت‌های سیاسی خود ادامه داد، اما دیگر امکان تشکیل کلاس‌های سابق به او داده‌نشد. خامنه‌ای دربارهٔ پنجمین بازداشت خویش توسط ساواک می‌نویسد:
از سال ۱۳۴۸ زمینهٔ حرکت مسلحانه در ایران محسوس بود. حساسیت و شدت عمل دستگاه‌های جاری رژیم پیشین نیز نسبت به من، که به قرائن دریافته بودند چنین جریانی نمی‌تواند با افرادی از قبیل من در ارتباط نباشد، افزایش یافت. سال ۱۳۵۰ مجدداً و برای پنجمین بار به زندان افتادم. برخوردهای خشونت‌آمیز ساواک در زندان آشکارا نشان می‌داد که دستگاه از پیوستن جریان‌های مبارزهٔ مسلحانه به کانون‌های تفکر اسلامی به‌شدت بیمناک است و نمی‌تواند بپذیرد که فعالیت‌های فکری و تبلیغاتی من در مشهد و تهران از آن جریان‌ها بیگانه و به‌کنار است. پس از آزادی، دایرهٔ درس‌های عمومی تفسیر و کلاس‌های مخفی ایدئولوژی و… گسترش بیشتری پیدا کرد.

#### بازداشت آخر و تبعید
با درگذشت سید مصطفی خمینی، مبارزات جدی‌تر شد. رژیم پهلوی هم در واکنش به این فعالیت‌ها، به‌رغم اعلام سیاست فضای باز سیاسی، به سرکوب مبارزان پرداخت. به‌دنبال اجرای این سیاست، برخی از مبارزان سرشناس به تبعید محکوم شدند که خامنه‌ای هم جز آنان بود. در اواخر سال ۱۳۵۶ ه‍. ش، نیروهای امنیتی پهلوی وی را دستگیر و از سوی کمیسیون امنیت اجتماعی خراسان به مدت ۳ سال به ایرانشهر تبعید شد. وی تا اواخر دوران حکومت پهلوی، به سبب ممانعتی که از خروج وی برای زیارت عتبات عالیات و دیدار با سید روح‌الله خمینی صورت گرفت از خروج از کشور منع شد.
ودر اواسط سال ۱۳۵۷ با اوج‌گیری مبارزات انقلاب ایران، از تبعیدگاه آزاد شده به مشهد بازگشت. به سبب فعالیت‌های مبارزاتی و سیاسی در مسجد آل رسول ایرانشهر و رفت و آمد قشرهای مختلف به منزل وی شدیداً نیروهای امنیتی وی را تحت نظر داشتند. به‌دنبال کشتار مردم در ۱۹ فروردین ۱۳۵۷ در یزد، نامه‌ای در محکومیت این حرکت منتشر کرد که در سراسر کشور به‌صورت اعلامیه پخش شد. در ۲۸ تیر ۱۳۵۷ در پی اعتراض طلاب حوزهٔ علمیهٔ مشهد به تبعید خامنه‌ای، مأموران انتظامی این حرکت را سرکوب کردند.
به نظر ولایتی در دائرةالمعارف بزرگ اسلامی، فعالیت‌های انقلابی و مردمی خامنه‌ای سبب آن شد که محل تبعید وی به جیرفت تغییر یابد. بر همین اساس خامنه‌ای در ۲۲ مرداد به جیرفت تبعید شد و در آنجا نیز به فعالیت خود بر ضد حکومت پهلوی ادامه داد و سخنرانی‌هایی در مسجد جامع ایراد کرد از جمله سخنرانی که در پانزدهم شهریور ۱۳۵۷ صورت گرفت. وی علاوه بر نوشتن نامه به سید علی‌محمد دستغیب پیرامون حوادث کشور و مبارزه با حکومت پهلوی، راهکارهایی نیز ارائه می‌داد. وی در همین دوره برای فعالیت مبارزاتی علیه حکومت مخفیانه راهی کهنوج شد.
در اول مهر ۱۳۵۷ از کهنوج راهی مشهد شد و روند ساماندهی امور انقلابی و مبارزه را ادامه داد. در هنگام اقامت سید روح‌الله خمینی در فرانسه، اقامت وی را عاملی برای پدید آمدن موجی از امید و تصمیم در دل مردم دانست و در نهایت خواستار بازگشت خمینی از فرانسه بود. هنگام اقامت در مشهد فعالیت مبارزاتی وی شدت بیشتری به خود گرفت و سخنرانی‌هایی افشاگرانه را ایراد می‌نمود. خمینی نیز با وی در ارتباط بود و خواستار ملاقات با وی و صدوقی شد. خامنه‌ای در یک سخنرانی که در ورزشگاه سعدآباد مشهد ایراد کرد خواستار بازگشت خمینی شد. به‌خاطر تشدید فعالیت‌های سیاسی در مشهد، قوچان، شیروان و بجنورد بار دیگر مأموران امنیتی وی را دستگیر کردند. از وی در اسناد ساواک به‌عنوان یکی از پرچمداران برجستهٔ انقلاب در خراسان نام برده‌اند. در خطبهٔ شب عاشورا در حرم امام رضا، برخلاف سنت قبلی که دعایی برای محمدرضا پهلوی خوانده می‌شد وی خطبه را به نام سید روح‌الله خمینی خواند و تظاهرات روز عاشورا در مشهد را نیز سامان‌دهی کرد. وی همچنین از جمله افراد معترض و متحصن به حملهٔ مأموران حکومتی وقت به بیمارستان شاهرضای مشهد بود. وی همچنین در تظاهراتی که برای همراه ساختن کارکنان استانداری خراسان در جلوی جمعیت حضور داشت و سعی کرد تا از کشتار مردم در ۱۰ دی ۱۳۵۷ جلوگیری به عمل آورد. در ۲۲ دی ۱۳۵۷ با فرمان خمینی به‌عنوان یکی از اعضای شورای انقلاب اسلامی انتخاب شد لذا مشهد را ترک کرد و راهی تهران شد. وی پس از استقرار در مدرسه رفاه در آغاز پیروزی انقلابی اسلامی ایران، مسئول کمیته تبلیغات برای استقبال از خمینی بود. وی همچنین در تحصن‌ها و نشر اعلامیه و قطعنامه‌هایی که علیه بسته شدن فرودگاه مهرآباد توسط بختیار صادر شده بود، نقشی بسیار پر رنگ داشت. محل این تحصن‌ها عمدتاً دانشگاه تهران بود. وی پس از آن عمدتاً مسئول کمیته دفتر تبلیغات سید روح‌الله خمینی بود و انتشار نشریه‌ای به نام او را بر عهده گرفت و در آن نیز مقالاتی نگاشت.

### سال‌های آغازین انقلاب اسلامی

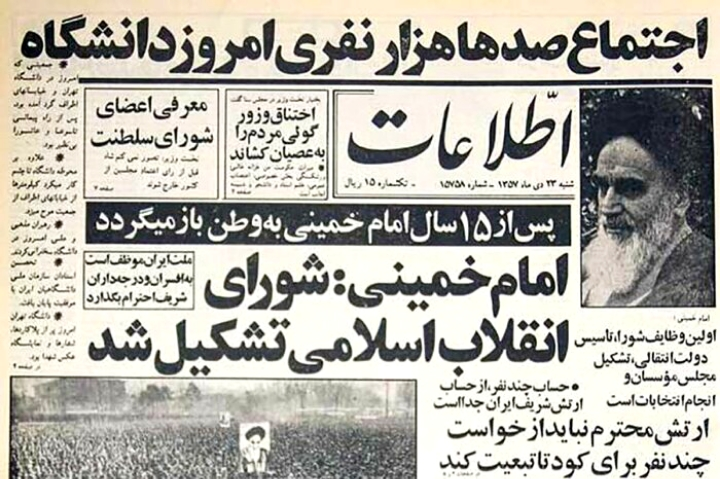
تیتر روزنامه اطلاعات، دربارهٔ تشکیل رسمی شورای انقلاب اسلامی

سرانجام، روح‌الله خمینی در ۲۳ دی ۱۳۵۷ شورای انقلاب اسلامی ایران را برای راهبری انقلاب تأسیس کرد و روز بعد از آن محمدرضا شاه از کشور خارج شد. با خروج شاه و عدم موفقیت دولت شاپور بختیار، خمینی در ۱۲ بهمن از تبعید در فرانسه به ایران بازگشت و با اعلام بی‌طرفی ارتش در ۱۵ بهمن، دولت موقت ایران به نخست‌وزیری مهدی بازرگان شکل گرفت. در نهایت در ۲۲ بهمن ۱۳۵۷ انقلاب به پیروزی رسید.

#### شورای انقلاب
یکی از نخستین عرصه‌های نقش‌آفرینی خامنه‌ای در جمهوری اسلامی، عضویت و فعالیت در شورای انقلاب بود. این شورا به دستور روح‌الله خمینی از اوایل آبان ۱۳۵۷ شکل گرفت و اعضای آن توسط او به‌تدریج انتخاب شدند، و به‌صورت رسمی در ۲۲ دی ۱۳۵۷ تشکیل گردید. خامنه‌ای در اواخر دی‌ماه به پیشنهاد مرتضی مطهری در این جلسات حضور پیدا کرد. شورا در این مقطع، مسئول تصمیم‌گیری‌های مهم از جملهٔ مذاکره با مقامات حکومت پهلوی و مقامات کشورهای خارجی بود.
به‌رغم تغییر چندین‌باره ترکیب اعضای شورای انقلاب در ادوار چهارگانهٔ آن تا پایان فعالیت در ۲۹ تیر ۱۳۵۹ خامنه‌ای عضو ثابت آن باقی ماند. با ادغام دولت موقت و شورای انقلاب در اواخر تیر ۱۳۵۸ برخی اعضای شورای انقلاب از سوی آن شورا به برخی از وزارتخانه‌ها راه یافتند و از جمله خامنه‌ای به معاونت امور انقلاب وزارت دفاع انتخاب گردید. در این زمان مصطفی چمران وزیر دفاع بود. همچنین وی به عضویت کمیسیون وزرای امنیتی که سرپرستی و مسئولیت کلیهٔ امور انتظامی، نظامی و امنیتی داشت انتخاب شد. از دیگر مأموریت‌های او از طرف شورای انقلاب، مسئولیت مرکز اسناد و نیز سرپرستی سپاه پاسداران انقلاب اسلامی در ۳ آذر ۱۳۵۸ بود. او در ۵ اسفند ۱۳۵۸ از مسئولیت سرپرستی سپاه به دلیل نامزدی در انتخابات نخستین دوره مجلس شورای اسلامی استعفا کرد.

#### نمایندگی مجلس

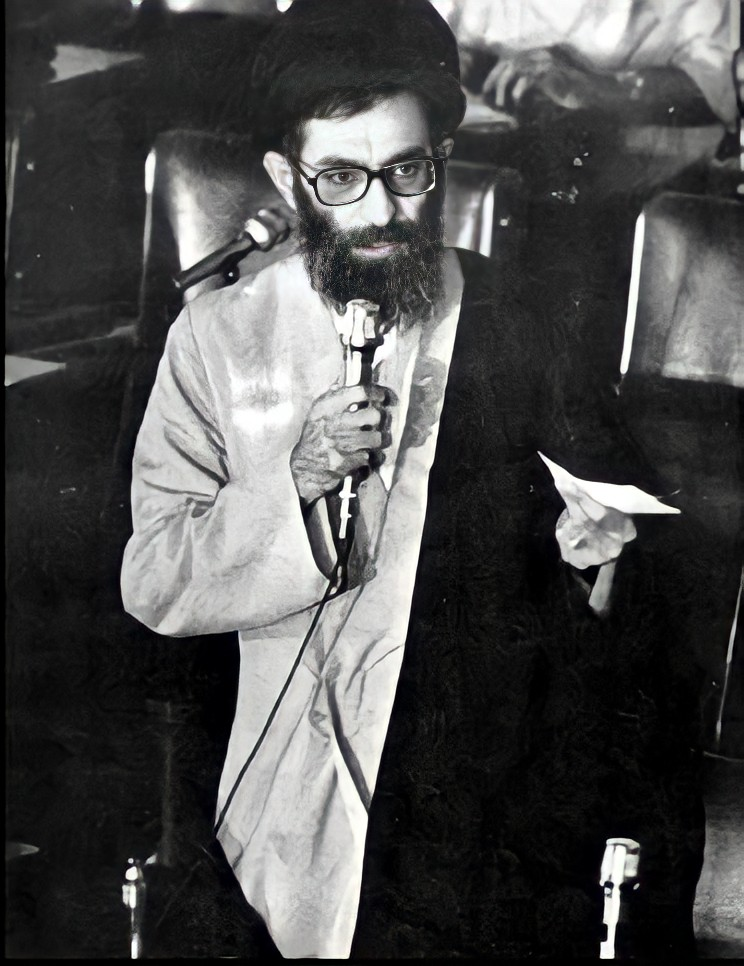
خامنه‌ای در مجلس اول شورای اسلامی در جلسه استیضاح بنی صدر؛ تیر۱۳۶۰

خامنه‌ای پس از نامزدی برای انتخابات نخستین دورهٔ مجلس شورای اسلامی در اسفند ۱۳۵۸ ه‍. ش، از سوی ائتلاف بزرگ شامل جامعهٔ روحانیت مبارز تهران، حزب جمهوری اسلامی و چندین سازمان و گروه اسلامی دیگر در انتخابات مجلس شورای اسلامی حمایت شد و در اردیبهشت ۱۳۵۹ بعد از فخرالدین حجازی، حسن حبیبی، مهدی بازرگان، علی اکبر معین فر، در حوزهٔ انتخابیهٔ تهران پنجم شد و به اولین دورهٔ مجلس شورای اسلامی راه یافت.
در مجلس، عضو و رئیس کمیسیون امور دفاعی بود. از موضع‌گیری‌های مهم او در طول نمایندگی می‌توان به صحبت‌های او در موافقت با طرح عدم کفایت سیاسی بنی‌صدر برای ریاست جمهوری اشاره کرد. با آغاز جنگ ایران و عراق در ۳۱ شهریور ۱۳۵۹ و به‌سبب حضور در جبهه‌های جنگ، در جلسات مجلس شورای اسلامی کمتر حضور یافت و پس از جراحت شدید در ۶ تیر ۱۳۶۰ در موارد معدود در آن حاضر شد. با انتخاب شدن در انتخابات ریاست جمهوری مهر ۱۳۶۰ از مجلس خارج شد.

#### امامت نماز جمعه

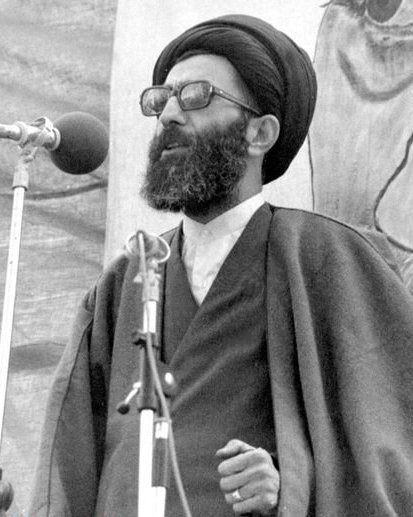
خامنه‌ای در حال امامت نماز جمعه تهران در ۱۳۵۸

خامنه‌ای از ۲۴ دی ۱۳۵۸ به‌عنوان امام جمعهٔ تهران توسط سید روح‌الله خمینی منصوب شد. دوران امامت جمعه او در طول چهل سال گذشته را می‌توان به سه دوره تقسیم کرد که در طول این سه دوره، بیش از ۲۴۰ بار به اقامهٔ نماز پرداخته است. اولین دوره، از ۲۸ دی ۱۳۵۸ تا ترور او در ۶ تیر ۱۳۶۰ ادامه داشت. دورهٔ دوم، چند ماه پس از ترور تا انتخاب او به‌عنوان رهبر ادامه پیدا کرد. در این دوره در نماز جمعهٔ ۲۴ اسفند ۱۳۶۳ که به امامت او بود بمب‌گذاری شد و طی آن ۱۴ نفر کشته و ۸۸ تن زخمی‌شدند. دورهٔ سوم، امامت او از دوران رهبری تاکنون است. نماز جمعهٔ ۲۷ خرداد ۱۳۹۸ اولین نماز جمعهٔ او از بهمن ۱۳۹۰ به بعد است.

#### ترور در مسجد ابوذر

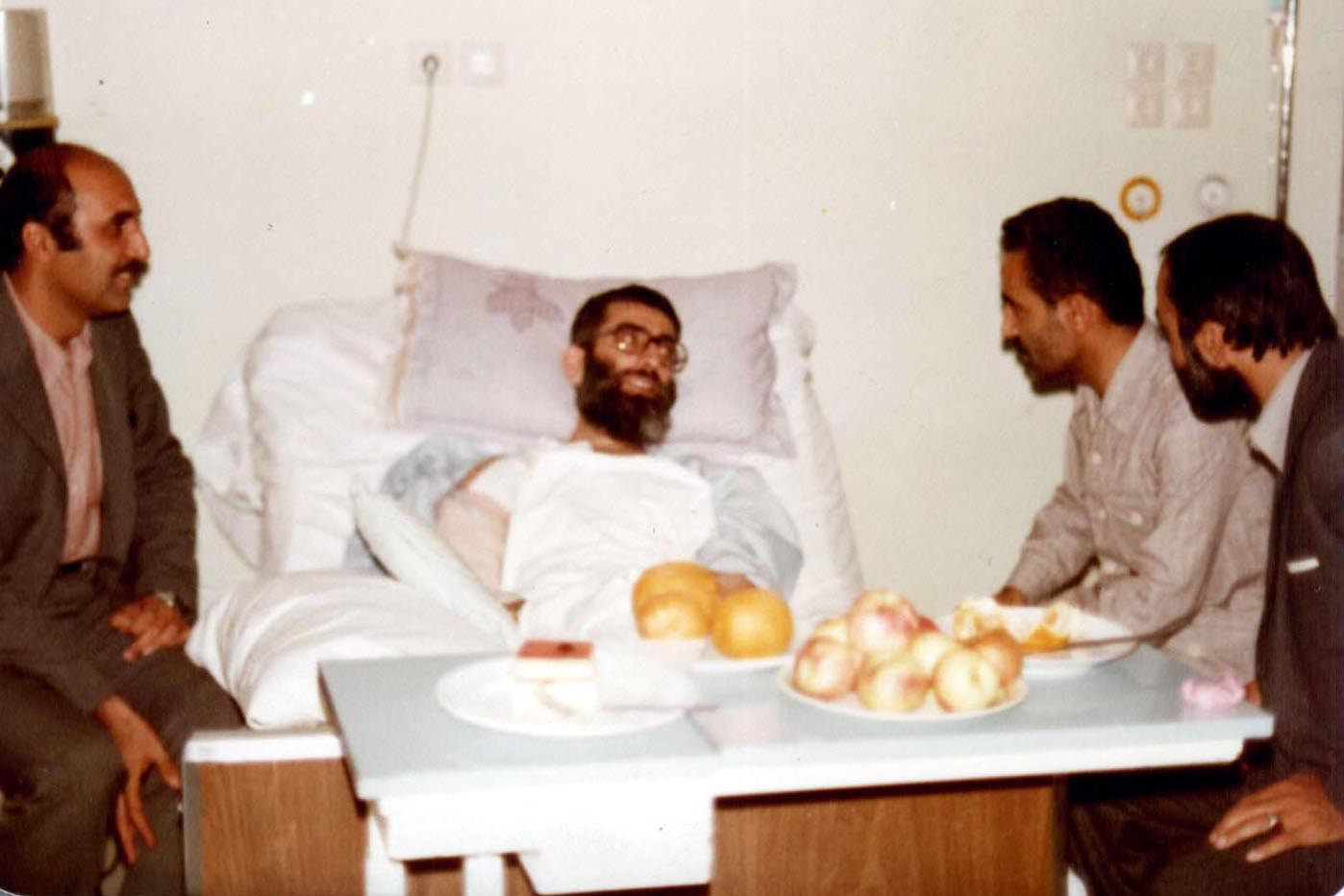
بازدید محمد علی رجایی از خامنه‌ای بر روی تخت بیمارستان

خامنه‌ای در ۶ تیر ۱۳۶۰ در هنگام سخنرانی هدف ترور قرار گرفت. او در آن زمان نمایندهٔ مجلس شورای اسلامی و امام جمعهٔ تهران بود. سوءقصد به خامنه‌ای حدود یک هفته بعد از عزل ابوالحسن بنی‌صدر از مقام ریاست‌جمهوری از سوی مجلس صورت گرفت. یک روز بعد از این واقعه، انفجار در مقر حزب جمهوری اسلامی در تهران به کشته شدن شمار زیادی از اعضای این حزب، از جمله سید محمد بهشتی انجامید.
ضبط صوت، که درون آن بمب جاسازی شده بود، در سمت چپ نزدیک به قلب سخنران گذاشته شده بوده است. یکی از محافظان ضبط صوت را قدری به سمت راست جابه‌جا می‌کند و خامنه‌ای هم از میکروفون فاصله می‌گیرد. پس از چند دقیقه از شروع سخنرانی بمب منفجر می‌شود. خامنه‌ای به‌شدت مجروح و بیهوش شد، او را به بیمارستان بهارلو سپس برای مراقبت بیشتر به بیمارستان قلب تهران منتقل کردند. یکی از محافظان می‌گوید بعد از اینکه خود را به تریبون رساند، دید که روی جدارهٔ داخلی ضبط نوشته شده بود «اولین عیدی گروه فرقان به جمهوری اسلامی!». با وجود تلاش پزشکان برای ترمیم پوست دست راست او، دست راست او از کار افتاد.
احمد قدیریان این ترور را کار جواد قدیری و سازمان مجاهدین خلق می‌داند. ایرج مصداقی ضمن رد وجود عاملی به نام قدیری عامل ترور را فردی به نام اروج امیرخان‌زاده، عضو گروه رهروان فرقان، می‌داند. امیرخان‌زاده گفته بود که در بنیان‌گذاری رهروان فرقان با شخص دیگری به نام ایرج افشاری مشارکت کرده است.

#### در جنگ ایران و عراق

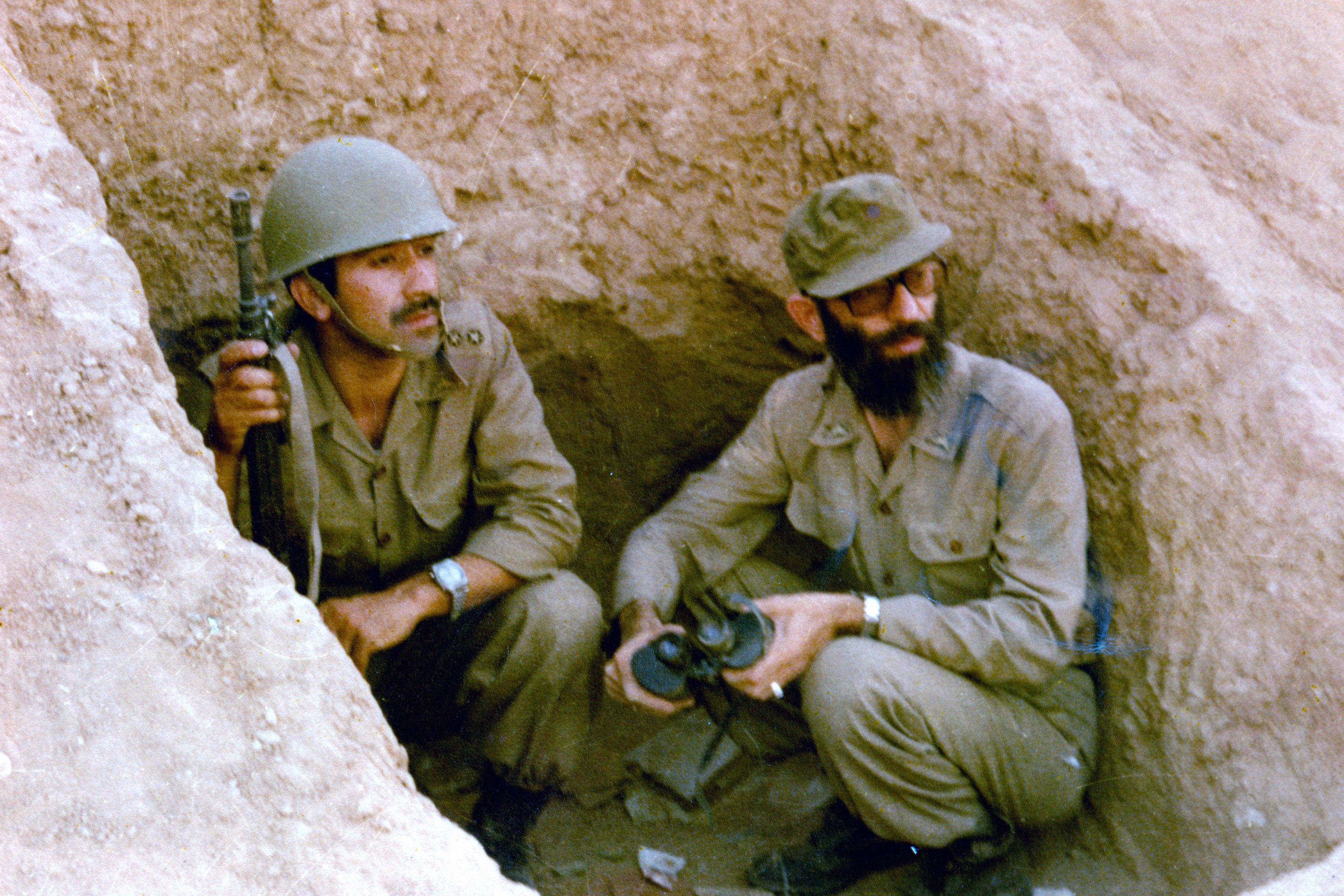
حضور خامنه‌ای در جبهه در اوایل جنگ ایران و عراق

به‌گفتهٔ علی اکبر ولایتی، خامنه‌ای از نخستین ساعات آغاز جنگ ایران و عراق، در مسائل جنگ به ایفای نقش پرداخت. ساعاتی پس از شروع حملهٔ عراق به ایران اولین اطلاعیه در مورد حملهٔ ارتش عراق به ایران را از رادیو اعلام کرد. در ۵ مهر ۱۳۵۹ در جبهه‌های جنگ حضور یافت تا گزارشی از وضعیت جبهه‌ها و امکانات نیروهای ایرانی منطقهٔ مورد حملهٔ نیروهای عراقی تهیه نموده و به سازمان‌دهی نیروها برای مقابله با دشمن کمک کند. بر این اساس راهی جبههٔ جنوب شد و تا اواسط بهار سال ۱۳۶۰ در آن جبهه استقرار داشت. پس از آن، در جبههٔ غرب حاضر شد، حضور او در جبهه‌ها تمام‌وقت نبود و برای کارهایی مانند اقامهٔ نماز جمعه به تهران می‌آمد و برمی‌گشت. بیشتر وقت او در جبهه‌ها برای هدایت، پشتیبانی و طراحی عملیات ستاد جنگ‌های نامنظم صرف می‌شد. از اقدامات این ستاد که خامنه‌ای در آن نقش داشت، تشکیل گروه‌های نظامی مخصوص شکار تانک بود. در پشتیبانی از جبهه‌های خرمشهر، آبادان و سوسنگرد نقش مؤثری داشت و در تقویت نیروهای نظامی مردمی مثل سپاه و بسیج و تهیهٔ نیازمندی‌های فنی و تجهیزاتی آنها نقش بسیاری ایفا نمود. از دیگر تلاش‌های وی ایجاد هماهنگی بین سپاه و ارتش در جبهه‌ها و عملیات نظامی بود. به‌فرمان سید روح‌الله خمینی در ۲۰ مهر ۱۳۵۹ شورای عالی دفاع ملی عهده‌دار کلیهٔ امور جنگ شد و خامنه‌ای در ۲۰ اردیبهشت ۱۳۵۹ نمایندهٔ خمینی در این شورا و نیز سخن‌گوی آن شد. در این مدت مشاور خمینی در امور و مسائل جنگ نیز بود. خامنه‌ای در عملیات شکستن حصر آبادان حضور مستقیم داشت.

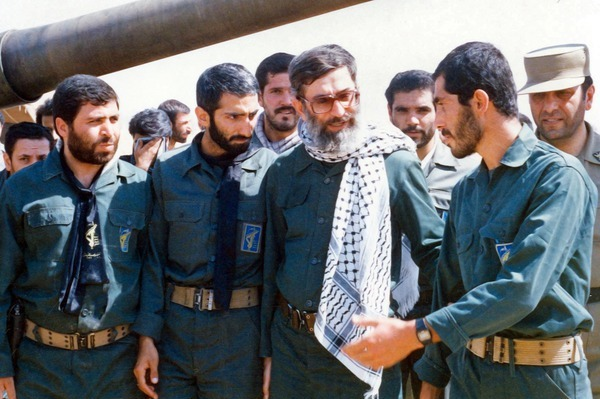
خامنه‌ای به‌عنوان رئیس‌جمهور در جمع سپاهیان لشکر ۳۱ عاشورا در مرداد ۱۳۶۷

بنا بر ادعای سید ابوالحسن بنی‌صدر، که در آن زمان فرماندهی کل قوا را بر عهده داشته است، خامنه‌ای در نبرد کرخه کور در جبههٔ جنگ حضور یافته اما فرار وی از منطقهٔ عملیاتی موجب تضعیف روحیه و فرار سربازان شده است. از سوی دیگر سایت مشرق‌نیوز به نقل از امیرحسین ثابتی ادعا دارد که در جریان جنگ اساساً چنین اتفاقی نیافتاده است، و در خاطرات هیچ‌کدام از رزمندگان به این موضوع اشاره نشده است. همچنین چند تن از نمایندگان مجلس در سال ۱۳۶۰ از خامنه‌ای دربارهٔ علت شکست جنگ و نه فرار او، سؤال می‌کنند. خامنه‌ای در این‌باره و در جلسه مجلس شورای اسلامی به تاریخ ۳۱ خرداد ۱۳۶۰ می‌گوید: «در آن ماجرا هیچ‌کس مقصر نبوده و همه تلاش خود را کردند و خیانتی مشاهده نکردم.»
در تابستان ۱۳۶۷ با پذیرش قطعنامهٔ ۵۹۸ توسط ایران، جنگ به پایان رسید. پذیرش قطعنامهٔ ۵۹۸ در جلسه‌ای به ریاست خامنه‌ای و با حضور مسئولان عالی‌رتبه در ۲۶ تیر ۱۳۶۷ به تصویب رسید و خمینی نیز این مسئله را قبول کرد. به‌دنبال این تصمیم خامنه‌ای به‌عنوان رئیس‌جمهور در نامه‌ای در ۲۷ تیر ۱۳۶۷ به دبیرکل وقت سازمان ملل متحد، خاویر پرز دکوئیار، پذیرش قطعنامهٔ ۵۹۸ سازمان ملل از سوی ایران را اعلام کرد.

## دوران ریاست‌جمهوری

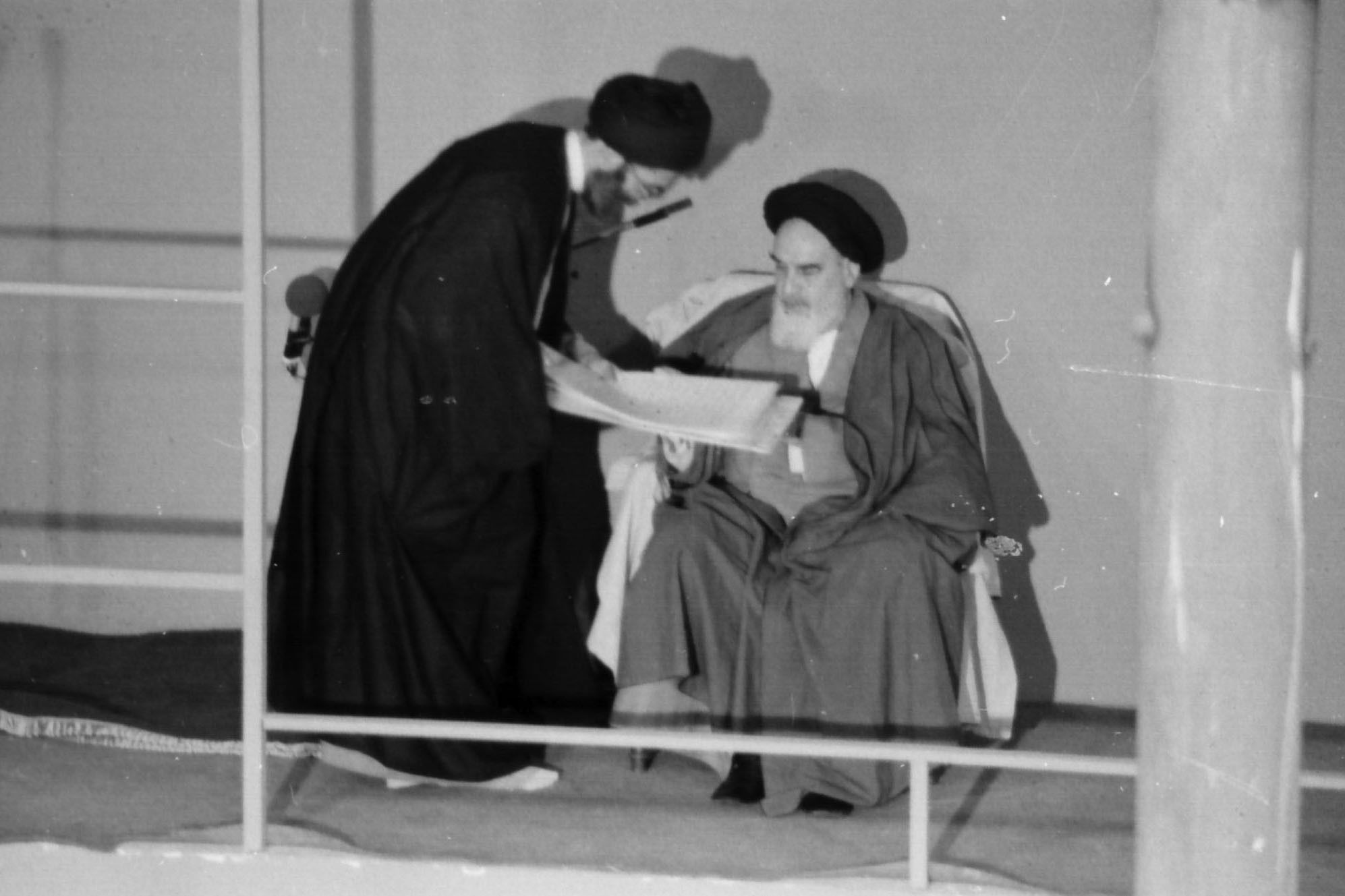
مراسم تنفیذ حکم ریاست جمهوری خامنه‌ای در سال ۱۳۶۰

پس از قتل و ترور محمدعلی رجایی، دومین رئیس‌جمهور ایران، شورای مرکزی حزب جمهوری اسلامی و نیز جامعهٔ مدرسین حوزهٔ علمیهٔ قم به اتفاق آرا خامنه‌ای را به‌عنوان نامزد ریاست‌جمهوری انتخاب کردند، سید روح‌الله خمینی که با تصدی روحانیون در مقام ریاست جمهوری موافق نبود، با نامزدی او موافقت کرد. از مهم‌ترین حامیان او در انتخابات ائتلاف بزرگ نیروهای خط امام بود. انتخابات در ۱۰ مهر ۱۳۶۰ برگزار شد و خامنه‌ای با کسب اکثریت آراء (۱۱/ ۹۵٪) به‌عنوان رئیس‌جمهور انتخاب شد. در ۱۷ مهر ۱۳۶۰ روح‌الله خمینی حکم ریاست‌جمهوری وی را تنفیذ کرد و او در ۲۱ مهر به‌عنوان سومین رئیس‌جمهور اسلامی ایران در مجلس شورای اسلامی سوگند یاد کرد. خامنه‌ای در ۲۷ مهر ۱۳۶۰ علی‌اکبر ولایتی را به‌عنوان نخست‌وزیر به مجلس شورای اسلامی معرفی کرد، ولی نتوانست اکثریت آرا نمایندگان را کسب کند. در ۴ آبان ۱۳۶۰ میرحسین موسوی را به‌عنوان نخست‌وزیر به مجلس معرفی کرد و او توانست اکثریت آرا نمایندگان مجلس را کسب کند.

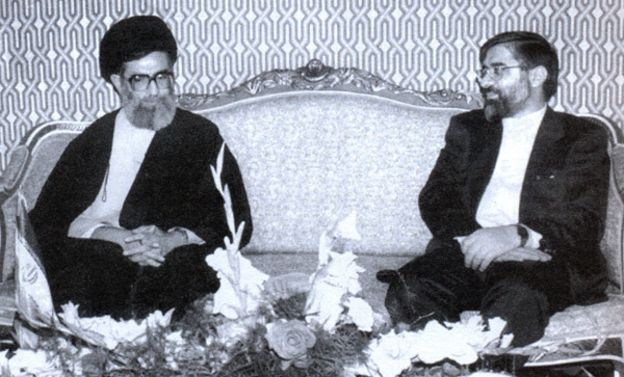
خامنه‌ای در کنار میرحسین موسوی

خامنه‌ای ریاست‌جمهوری خود را در حالی آغاز کرد که نهاد ریاست‌جمهوری دارای ساختار مناسبی نبود. گروه‌های مشاور و کارگروه‌ها برای کمک به رئیس‌جمهور هنوز تشکیل نشده بود و این امر مشکلات فراوانی را برای عملکرد رئیس‌جمهور پدیدمی‌آورد. به‌تدریج، دفتر ریاست‌جمهوری با چندین مشاور و کارگروه شکل گرفت. خامنه‌ای در ابتدا بخشی از تلاش‌های خود را معطوف ساختارسازی برای دفتر رئیس‌جمهور و نهاد ریاست‌جمهوری کرد. بعدها در پی ابهام در شرح وظایف رئیس‌جمهور که کاستی آن در تعامل با نخست‌وزیر در طول دورهٔ اول آشکار شده بود، قانون اختیارات رئیس‌جمهور تهیه و تدوین شد و در تاریخ ۱۶ اردیبهشت ۱۳۶۵ به تصویب مجلس شورای اسلامی رسید. خامنه‌ای با موسوی در موضوعات مختلفی از جمله دیدگاه اقتصادی و انتخاب وزرا اختلاف نظر داشتند. به‌گفتهٔ سید مصطفی میرسلیم خامنه‌ای معتقد بود بخش خصوصی باید در فعالیت‌های اقتصادی مشارکت بیشتری داشته باشند اما موسوی مخالف بود. در پی این اختلاف نظرها در چهارساله اول ریاست‌جمهوری، خامنه‌ای مایل نبود برای دومین بار در انتخابات ریاست‌جمهوری شرکت کند، اما پس از آنکه خمینی آن را تکلیف شرعی او دانست، تصمیم گرفت که در انتخابات چهارمین دورهٔ ریاست‌جمهوری نامزد شود و از خمینی خواست که در انتخاب نخست‌وزیر مختار باشد و او هم پذیرفت. پس از انتخاب مجدد به‌عنوان رئیس‌جمهور، و در آستانهٔ انتخاب نخست‌وزیر وقتی معلوم شد می‌خواهد فرد دیگری را برای نخست‌وزیری معرفی کند، برخی نظامیان و در راس آنها محسن رضایی به خمینی گفتند که پیشرفت در جبهه‌های جنگ منوط به نخست‌وزیری دوباره میرحسین موسوی است. خمینی به جهت مصلحت جنگ این نظر را پذیرفت و به خامنه‌ای حکم کرد که موسوی را به‌عنوان نخست‌وزیر معرفی کند. خامنه‌ای هم با وجود مخالفت خود، موسوی را به مجلس معرفی کرد. ۹۹ نفر از نمایندگان به نخست‌وزیری موسوی رای منفی کردند و خامنه‌ای در سخنرانی‌ای گفت «این‌ها ۹۹ نفر نیستند و با من صد نفر هستیم.» در دورهٔ دوم ریاست‌جمهوری اختلافات رئیس‌جمهور و نخست‌وزیر ادامه یافت و در مواردی مانند معرفی اعضای کابینه، تشدید هم شد.
او طی ۷ سال از دوران ریاست‌جمهوری‌اش که مقارن با جنگ بود، بخش زیادی از مذاکرات خارجی خود را به مذاکره با هیئت‌های صلح که مأموریت میانجی‌گری داشتند، اختصاص داد. در دورهٔ ریاست‌جمهوری به‌دلیل مخالفت خمینی با حضور در جبهه‌های جنگ، فقط به بازدیدهای محدود می‌رفت. خامنه‌ای در این دوره رئیس شورای عالی پشتیبانی جنگ بود. این شورا به‌دلیل شرایط خاص جنگ در ۱۳۶۵ و به‌منظور به‌کارگیری هرچه بهتر امکانات کشور در خدمت جنگ و انجام دادن اقدامات مؤثر در بسیج نیروها و امکانات برای رفع نیازمندی‌های جبهه‌های جنگ تشکیل شد. روح‌الله خمینی در پاسخ به استعلام او در ۱۹ بهمن ۱۳۶۶ مصوبات آن شورا را تا پایان جنگ لازم‌الاجرا اعلام کرد. خمینی در حکمی در ۴ اردیبهشت ۱۳۶۸ خامنه‌ای شورای بازنگری قانون اساسی متشکل از ۲۰ نفر ازجمله او، به‌عنوان نائب رئیس اول، را تعیین نمود تا به بازنگری و تکمیل قانون اساسی بپردازند.

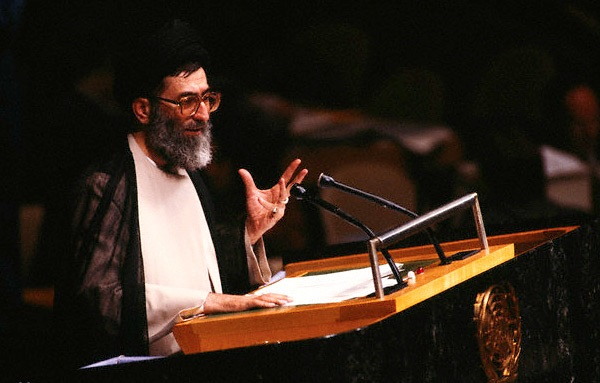
سخنرانی خامنه‌ای در چهل و دومین اجلاس مجمع عمومی سازمان ملل متحد در ۱۳۶۶

در دوران هشت‌ساله ریاست جمهوری خامنه‌ای دستگاه سیاست خارجی و دیپلماسی ایران فعال‌تر شد. او در دورهٔ اول ریاست‌جمهوری از ۱۵ تا ۲۰ شهریور ۱۳۶۳ به کشورهای سوریه، لیبی و الجزایر و در دورهٔ دوم از ۲۳ دی تا ۳ بهمن ۱۳۶۴ به کشورهای پاکستان، تانزانیا، زیمبابوه، آنگولا و موزامبیک سفر کرد. برای شرکت در هشتمین اجلاس سران جنبش عدم تعهد در هراره مجدداً به زیمبابوه سفر کرد. در این سفر در اجلاس سران سخنرانی کرد و با برخی از سران این کشورها گفت‌وگو کرد. از ۲ تا ۶ اسفند ۱۳۶۷ به کشورهای یوگسلاوی و رومانی و از ۱۹ تا ۲۶ اردیبهشت ۱۳۶۸ به کشورهای چین و کره شمالی سفر کرد. خامنه‌ای در ۳۱ شهریور ۱۳۶۶ در چهل و دومین اجلاس مجمع عمومی سازمان ملل متحد شرکت کرد و در سخنرانی خود دیدگاه‌ها و مواضع اصولی جمهوری اسلامی ایران را تشریح کرد. این سفر او با استقبال ایرانیان و مسلمانان مقیم نیویورک و مطبوعات بین‌المللی مواجه شد. از اقدامات دیگر خامنه‌ای در زمینهٔ سیاست خارجی می‌توان به برقراری ارتباط با گروه‌های سیاسی شیعی در افغانستان، عراق و لبنان و ایجاد تفاهم بین آن‌ها و تشکیل مجلس اعلای اسلامی عراق اشاره کرد. در این دوره، به دامنهٔ حمایت ایران از مبارزان اسلامی در لبنان، فلسطین، عراق و افغانستان افزوده شد.
دیدار با قشرهای مختلف مردم، بازدید از مؤسسات و سازمان‌های گوناگون، شرکت در مراسم افتتاح طرح‌ها، شرکت در همایش‌ها و سفرهای استانی از دیگر برنامه‌های خامنه‌ای در دورهٔ ریاست‌جمهوری بود. به‌گفتهٔ ولایتی سفرهای خامنه‌ای به استان‌ها و مناطق مختلف کشور، با هدف ملاقات با قشرهای مختلف مردم، رفع اختلافات مقامات محلی، پیگیری مسائل مربوط به جنگ و همکاری سپاه و ارتش، دیدار با علما و بزرگان شهرها و روستاها، بررسی مسائل و مشکلات اقتصادی و مانند آن ازجمله فعالیت‌های مستمر او بود.

### ریاست شورای عالی انقلاب فرهنگی
در ۸ شهریور ۱۳۶۲ خامنه‌ای، اولین ترمیم عمده در ستاد انقلاب فرهنگی و تقویت آن با حضور مسئولان اجرایی با پیشنهاد خود را براساس حکم روح‌الله خمینی عهده‌دار شد. و به‌دنبال آن برخی مسئولان اجرایی مانند نخست‌وزیر، وزرای فرهنگ و آموزش عالی و فرهنگ و ارشاد اسلامی و دو نفر دانشجو به انتخاب جهاد دانشگاهی به ستاد اضافه شد. درپی بازگشایی دانشگاه‌ها و افزایش مراکز آموزشی و گسترش فعالیت ستاد انقلاب فرهنگی؛ خامنه‌ای دومین ترمیم در ستاد انقلاب فرهنگی را بر اساس پیام خمینی در ۱۹ آذر ۱۳۶۳ ه‍. ش، صورت داد. در این ترمیم، ستاد انقلاب فرهنگی به شورای عالی انقلاب فرهنگی تغییر نام یافت، شورا با ترکیب جدیدی از اعضا تشکیل شد و رئیس‌جمهور رئیس این شورا شد. سومین دورهٔ شورای انقلاب فرهنگی در سال ۱۳۷۵در دوران رهبری او تشکیل شد. و او طی حکمی اعضای جدید شورا را تعیین و بر اهمیت جایگاه و وظایف شورا تأکید کرد.

### ریاست مجمع تشخیص مصلحت
در پی اختلافات مجلس شورای اسلامی و شورای نگهبان در تصویب لوایح مختلف، روح‌الله خمینی در پاسخ به نامهٔ سران کشور، در ۱۷ بهمن ۱۳۶۶ با تشکیل مجمع تشخیص مصلحت موافقت کردند. بر این اساس، خامنه‌ای اولین رئیس مجمع تشخیص شد. او این سمت را تا پایان دورهٔ ریاست‌جمهوری عهده‌دار بود.

## دوران رهبری
پیش از درگذشت خمینی به‌عنوان نخستین رهبر جمهوری اسلامی، حسینعلی منتظری برای جانشینی او برگزیده شده بود. اما در ۶ فروردین ۱۳۶۸ و همزمان با درگیری منتظری با سران نظام، خمینی او را از این سمت عزل کرد و منتظری نیز استعفا داد. پس از درگذشت خمینی، اعضاء مجلس خبرگان رهبری در ۱۴ خرداد ۱۳۶۸ ه‍. ش، خامنه‌ای را که در آن زمان رئیس‌جمهور ایران بود، به سمت رهبر موقت جمهوری اسلامی ایران برگزیدند. به‌گفتهٔ ولایتی، انتخاب خامنه‌ای به مقام رهبری بعد از درگذشت خمینی، یکی از فرازهای مهم تاریخ جمهوری اسلامی ایران است. عدم انتخاب جانشین برای خمینی از یک طرف و حساسیت‌های ناشی از شرایط «نه جنگ و نه صلح» بین ایران و عراق و تداوم دشمنی بین قدرت‌های جهانی و جمهوری اسلامی، به این دوره از تاریخ ایران حساسیت ویژه‌ای داد.

### برگزیدگی به رهبری

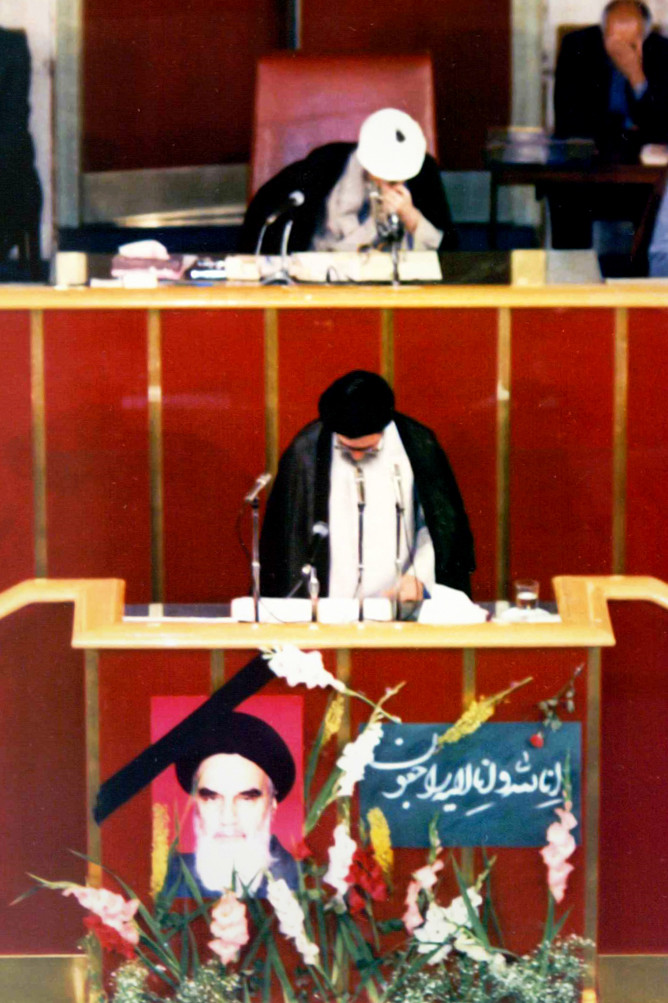
خامنه‌ای در حال خواندن وصیت خمینی در مجلس خبرگان رهبری

پس از مرگ روح‌الله خمینی، مجلس خبرگان جلسهٔ فوق‌العاده‌ای در ۱۴ خرداد ۱۳۶۸ ه‍. ش، تشکیل داد. در این جلسه نخست با اکثریت آرا به استعفای حسینعلی منتظری رسمیت داده شد. سپس، در خصوص انتخاب یک مرجع تقلید بالفعل، که در آن زمان تنها سید محمدرضا گلپایگانی مطرح بود، بحث شد و در این خصوص توافق حاصل نشد. در ادامه، موضوع رهبری شورایی مطرح شد، که نتوانست آرای کافی را به‌دست بیاورد. با مطرح شدن نام خامنه‌ای برای رهبری فردی، هاشمی رفسنجانی به درخواست حاضران خاطراتی از خمینی دربارهٔ صلاحیت خامنه‌ای برای رهبری آیندهٔ نظام می‌گوید. در نهایت ۶۰ نفر از ۷۴ عضو حاضر رأی به رهبری موقت خامنه‌ای دادند، هرچند که خود وی صراحتاً مخالف بود و خود را شایستهٔ این مقام نمی‌دانست. پس از بازنگری در قانون اساسی و انجام همه‌پرسی، مجلس خبرگان بار دیگر براساس قانون اساسی جدید در مورد رهبری خامنه‌ای رأی‌گیری کرد که اکثریت خامنه‌ای را به رهبری انتخاب کردند.

### رخدادها در دوران رهبری
دوران رهبری خامنه‌ای با اعتراضات گسترده‌ای همراه بوده است اما او این رخدادها را به رسمیت نمی‌شناسد و دستور سرکوب آن‌ها را می‌دهد.
در جریان قتل‌های زنجیره‌ای ایران در دههٔ ۱۳۷۰، برخی از دگراندیشان و مخالفان حکومت جمهوری اسلامی به دست نیروهای وزارت اطلاعات کشته شدند. خامنه‌ای این قتل‌ها را حوادثی بسیار بد و نفرت‌آور توصیف کرد و آن‌ها را غیرقانونی خواند.
در تیر ۱۳۷۸، پس از اعتراضات به توقیف روزنامهٔ سلام لباس شخصی‌ها و مأموران امنیتی به کوی دانشگاه حمله کرده و به ضرب‌وجرح و بازداشت شماری از دانشجویان پرداختند. اعتراض‌ها در بسیاری از شهرهای کشور تا ۲۳ تیر ادامه یافت. بر پایهٔ یکی از سخنرانی‌های خامنه‌ای، شمار قابل‌توجهی از روزنامه‌ها به‌گونه‌ای فله‌ای توقیف و نزدیک به هزار روزنامه‌نگار بیکار شدند.
از ۹ مرداد ۱۳۹۷ با افزایش قیمت طلا و کاهش شدید ارزش ریال در برابر دلار اعتراضات ۱۳۹۷ انجام شد.
در پی افزایش قیمت ناگهانی بنزین در آبان ۱۳۹۸، تظاهرات گسترده‌ای در چندین شهر آغاز شد. در دومین روز اعتراضات (۲۵ آبان) فراکسیون امید مجلس طرح فوریتی «بازگشت قیمت بنزین به قیمت قبل» را تهیه کرد و بنا بود روز بعد، آن را تقدیم هیئت رئیسهٔ مجلس کند. اما پس از سخنرانی خامنه‌ای در ۲۶ آبان و تأکید او بر حمایت از تصمیم سران قوا، سخنگوی این فراکسیون اعلام کرد به دلیل «تاکیدات رهبر جمهوری اسلامی» طرح مزبور از دستور کار خارج شده است. علی خامنه‌ای در سخنرانی خودش، از تصمیم سران قوا مبنی بر افزایش قیمت بنزین حمایت کرده بود. هم‌زمان محمود صادقی، نمایندهٔ مجلس، گفت که رهبر با ارسال یادداشتی خطاب به نمایندگان، آن‌ها را از مخالفت با مصوبهٔ سران قوا برحذر داشته است. به‌گزارش رویترز در ۲۳ دسامبر ۲۰۱۹، چند روز بعد از آغاز اعتراضات آبان‌ماه ۱۳۹۸ خامنه‌ای از شیوهٔ برخورد مسئولان با ناآرامی‌ها انتقاد کرده و به مقامات امنیتی ارشد و سایر مقامات دولتی گفت: «جمهوری اسلامی در خطر است. به هر شکلی شده به اعتراض‌ها پایان بدهید. دستور من این است.» به‌گفتهٔ علی شمخانی، خامنه‌ای گفت شهروندان عادی که بدون داشتن هیچ‌گونه نقشی و در میانهٔ درگیری‌ها جان باخته‌اند در حکم شهید محسوب شوند.
در دی ۱۳۹۸، قاسم سلیمانی، فرماندهٔ نیروی قدس سپاه پاسداران انقلاب اسلامی در حملهٔ هوایی ایالات متحده به فرودگاه بین‌المللی بغداد کشته شد، و در پی آن ایران پایگاه عین‌الاسد آمریکا را با موشک بالستیک هدف قرار داد.
به‌دنبال پنهان‌کاری شلیک موشک به هواپیمایی اوکراینی توسط سپاه، تظاهرات دی ۱۳۹۸ روی داد که شعارهای بیشتری از جمله «این همه سال جنایت، مرگ بر این ولایت»، «کشته ندادیم که سازش کنیم، رهبر قاتل رو ستایش کنیم»، «ننگ ما، ننگ ما، رهبر الدنگ ما»، «مرگ بر خامنه‌ای» علیه خامنه‌ای گفته شد. به‌دنبال آن خامنه‌ای به‌عنوان فرماندهٔ کل قوا عذرخواهی نکرد و تنها به یک تسلیت کفایت کرد و از فرماندهان سپاه به‌خاطر «توضیح به مردم» تشکر کرد. وی معترضان به پنهان‌کاری دولت‌مردان و فرماندهان سپاه را فریب‌خوردهٔ رسانه‌های خارجی دانست. همچنین گفت که شرکت کنندگان در تشییع جنازهٔ قاسم سلیمانی مردم ایران هستند نه آن‌هایی که در اعتراضات به سقوط هواپیما عکس قاسم سلیمانی را پاره کرده‌اند و علیه او و سپاه شعار داده‌اند.
در جریان اعتراضات ۱۴۰۰ اصفهان، ابوالفضل قدیانی در ۸ آذر ۱۴۰۰، خامنه‌ای مسئول سرکوب اعتراضات مسالمت‌آمیز اصفهان و چهارمحال بختیاری می‌داند و گفت: «نظام استبداد دینی به‌ریاست مستبد امروز ایران علی خامنه‌ای بالاخره نتوانست تحصن اعتراضی مسالمت‌آمیز، خشونت‌پرهیز و مدنی مردم شریف و شجاع اصفهان را تحمل کند و ناگزیر ماهیت ضدمردمی، خشن و سرکوبگر خود را بار دیگر آشکار کرد و پس از آتش زدن چادرهای برپاشده متحصنین در زاینده‌رود با گاز اشک‌آور و شلیک گلوله‌های ساچمه‌ای و باتوم به معترضان حمله‌ور شد و به ضرب‌وجرح آنان پرداخت، کثیری از معترضان را به‌شدت مجروح و عدهٔ زیادی از آنان را دستگیر کرد و به خیال خام خود آتش اعتراضات به‌حق مردم را خاموش کرده است.»
پس از کشته شدن مهسا امینی، اعتراضات در اکثر شهرها از شهریور ۱۴۰۱ شروع و همچنان ادامه دارد. به‌گفتهٔ گاردین این اعتراضات بزرگ‌ترین چالش حکومت از اول انقلاب است. در آذر ۱۴۰۱، خواهر خامنه‌ای در جریان خیزش ۱۴۰۱ ایران از خامنه‌ای و «خلافت مستبدانه» او اعلام برائت کرد و افزود: «برادرم صدای مردم ایران را نمی‌شنود و به‌نادرستی صدای مزدوران و جیره‌خوارانش را صدای مردم ایران می‌شمارد.» خامنه‌ای ۴ آذر ۱۴۰۱ از بسیجیان که در عرصه سرکوب معترضان بودند اینطور تمجید می‌کند: «فرهنگ بسیجی، فرهنگ مجاهدان گمنام است که بدون چشم‌داشت و با خطرپذیری، از همه وجود خود برای خدمت به کشور مایه می‌گذارند و برای رهایی بخشیدنِ دیگران مظلوم واقع می‌شوند، همچنان‌که در قضایای اخیر، بسیجیان مظلومانه در عرصه بودند تا ملت در مقابلِ اغتشاشگران و عناصر غافل یا مزدور دچار مظلومیت نشود.» سید علی خامنه‌ای در دهمین هفته خیزش ۱۴۰۱ ایران، ضمن اغتشاش نامیدن اعتراضات، تهدید کرد که بساط شرارت، جمع خواهد شد و نیز خواستار مجازات معترضان به اندازه گناهانشان شد. در پی دستور خامنه‌ای مبنی بر جمع کردن «بساط شرارت»، سرکوبگری‌های نیروهای حکومتی در مناطق غربی ایران، به‌ویژه در استان‌های کردستان، کرمانشاه و آذربایجان غربی افزایش چشمگیری یافت به طوری که نزدیک به ۴۰۰ شهروند معترض به‌دست نیروهای امنیتی کشته شدند.
پس از جنگ اسرائیل و حماس، خامنه‌ای در دانشگاه افسری امام علی در ۱۸ مهر ۱۴۰۲ گفت: «ما پیشانی و بازوی طراحان مدبر و هوشمند و جوانان فلسطینی را می‌بوسیم، اما آن‌ها که می‌گویند حماسه اخیر کار غیر فلسطینی‌ها است دچار محاسبه غلط شده‌اند.» همچنین در حساب کاربریش در همان روز اول حمله نوشته بود: «گفته بودیم که به سراغتان می‌آییم.» و در پستی در حساب ایکس نوشت: «رژیم صهیونیستی به دست مردم فلسطین و نیروهای مقاومت در سراسر منطقه ریشه کن خواهد شد.» یک روز پس از انتشار خبر کشته شدن سید حسن نصرالله، رویترز به نقل از منابع آگاه اعلام کرد که علی خامنه‌ای، رهبر ایران «تحت تدابیر شدید امنیتی» به «یک مکان امن» منتقل شده است. این اولین بار بود که گفته می‌شد او در پی تهدیدات نتانیاهو به یک مکان امن منتقل می‌شود. خامنه‌ای چند روز بعد از این خبر، در حسینیهٔ امام خمینی، محل معمول دیدارهای عمومی‌اش، سخنرانی کرد و «آمریکا و غربی‌ها» را «مدعیان دروغین صلح» دانست که باید «شرشان از منطقه [خاورمیانه] کم شود».

#### جنک ایران و اسرائیل
در۲۳ خرداد ۱۴۰۴ اسرائیل، از طریق نیروهای دفاع اسرائیل و موساد، حملات گسترده‌ای در ایران علیه اهداف نظامی و تأسیسات هسته‌ای آغاز کرد و همچنین مقامات بلندپایه نظامی و دانشمندان هسته‌ای را ترور کرد. از آغاز حملات اسرائیل به ایران خامنه‌ای در پناهگاه زیرزمینی مخفی شده و از استفاده از وسایل ارتباطی الکترونیکی نیز اجتناب می‌کند. به سبب حالت روحی ناپایدار، از مشارکت در تصمیمات حساس منع شده و فرماندهان سپاه برای حفظ تعادل روانی وی، اطلاعات واقعی درگیری‌ها را از او مخفی می‌دارند.
در ۵ تیر، مقاله‌ای در بی‌بی‌سی منتشر شد که به ناپدید شدن خامنه‌ای در طول جنگ و واقعیت جدید ایران که وی با آن مواجه شده است، پرداخته بود. طبق این مقاله: «زمانی که او از مخفی‌گاه خود بیرون آید - البته اگر بیرون آید - منظره‌ای از مرگ و ویرانی خواهد دید. بدون شک هنوز هم در تلویزیون دولتی ظاهر خواهد شد و ادعای پیروزی در درگیری خواهد کرد. او نقشه‌ای برای بازسازی تصویرش خواهد کشید. اما با واقعیت‌های جدید - حتی عصری جدید - روبرو خواهد شد.» خامنه‌ای در همان روز بیانیه‌ای ضبط‌شده خطاب به مردم منتشر کرد که در آن، همان‌طور که مقاله پیش‌بینی کرده بود، اعلام کرد که ایران هم اسرائیل و هم ایالات متحده را در جنگ پیروز شده است. در پاسخ به بیانیه خامنه‌ای، رئیس‌جمهور آمریکا دونالد ترامپ پستی در شبکه اجتماعی «تروث سوشال» منتشر کرد و در آن ادعا کرد که خامنه‌ای دربارهٔ پیروزی ایران به صراحت دروغ گفته است و رویکرد خامنه‌ای باعث شده تا او کار بر روی تسهیل تحریمها را متوقف کند.

## خانواده
پدر خامنه‌ای، سید جواد و پدربزرگ پدریش سید حسین خامنه‌ای از روحانیان آذری مقیم نجف بودند و جد او از تفرش به آذربایجان هجرت کرده بود. سید حسین خامنه در شمار فقها و مدرسان برجستهٔ حوزهٔ علمیهٔ نجف به‌شمار می‌آمده است. سید حسین همچنین از مدرسان مدرسهٔ علمیهٔ طالبیهٔ تبریز بوده است و امامت مسجد جامع آن شهر را نیز به عهده داشته است. سید جواد خامنه‌ای زادهٔ نجف است و در کودکی از نجف به تبریز آمد. پس از به پایان رساندن دروس مقدماتی حوزه در نجف، در بازگشت به ایران در مشهد زندگی کرد و در کنار تدریس، به‌عنوان امام جماعت مسجد صدیقی‌های بازار مشهد و مسجد گوهرشاد فعالیت می‌کند. عموی وی، سید محمد خامنه‌ای، و شوهرعمه‌اش، محمد خیابانی، از طرفداران جنبش مشروطه ایران بوده‌اند. مادرش خدیجه میردامادی، دو ماه بعد از شروع رهبری او درگذشت. او دختر هاشم میردامادی بود، که اصالتاً اصفهانی و مقیم مشهد بود.
سید جواد خامنه‌ای از ازدواج اولش سه دختر به نام‌های علویه، بتول و فاطمه‌سلطان داشت که همگی فوت کرده‌اند. پس از درگذشت همسر اولش با خدیجه میردامادی، ازدواج کرد که از این ازدواج دارای چهار پسر به نام‌های سید محمد، سید علی، سید هادی و سید حسن و یک دختر به نام بدری سادات شد. سید محمد، برادر بزرگ‌تر، عضو مجلس خبرگان قانون اساسی بود. او در دوره‌های اول و دوم مجلس شورای اسلامی نمایندهٔ مشهد بود. او در دوران نمایندگی‌اش ترور شد اما از این ترور جان سالم بدر برد. در حال حاضر ریاست بنیاد حکمت اسلامی صدرا را بر عهده دارد. سیدهادی، برادر کوچک‌تر، نیز روحانی و فعال سیاسی عضو مجمع روحانیون مبارز است، که در سال ۱۳۷۹ روزنامهٔ حیات نو را منتشر کرد، که بعداً به‌خاطر کاریکاتور اهانت‌آمیز به‌دستور دادگاه ویژهٔ روحانیت توقیف شد. خواهر تنی او، بدری سادات، همسر علی تهرانی است. در آذر ۱۴۰۱، بدری سادات خامنه‌ای در جریان خیزش ۱۴۰۱ ایران از خامنه‌ای و «خلافت مستبدانه» او اعلام برائت کرد و افزود: «برادرم صدای مردم ایران را نمی‌شنود و به‌نادرستی صدای مزدوران و جیره‌خوارانش را صدای مردم ایران می‌شمارد.» تهرانی روحانی فعّال در دوران انقلاب ۱۳۵۷ بود که به مجاهدین خلق گرایید و به عراق پناهنده شد. او در سال ۱۳۷۴ به‌همراه خانواده‌اش به ایران بازگشت. سید حسن، تنها برادر غیرِروحانی، مسئول هیئت‌های رسیدگی به تخلفات اداری وزارت نفت و نمایندهٔ وزیر نفت در این هیئت، و عضو شورای پروانهٔ نمایش است.

### همسر و فرزندان
خامنه‌ای در اوایل پاییز ۱۳۴۳ با منصوره خجسته باقرزاده ازدواج کرد. او در خانواده‌ای بازاری و مذهبی اهل مشهد بزرگ شده و بنا به تأکید خامنه‌ای تاکنون فعالیت سیاسی رسمی نداشته است. اما معمولاً به دیدار خانوادهٔ کشتگان جنگ ایران و عراق می‌رود. تاکنون هیچ تصویری از او در رسانه‌ها به‌طور رسمی منتشر نشده است.
خامنه‌ای شش فرزند، دو دختر و چهار پسر دارد. نام دخترانش بشری و هدی، و پسرانش مصطفی، مجتبی، مسعود (محسن) و میثم است. سید مصطفی بزرگ‌ترین پسر خامنه‌ای است. او بیشتر به مطالعات حوزوی مشغول است. سید مجتبی، همچون پدرش به جبههٔ جنگ ایران و عراق رفته و در چند عملیات هم شرکت کرده است. ارتباطی نزدیک با بسیج و سپاه دارد. از مجتبی خامنه‌ای به‌عنوان یکی از گزینه‌های محتمل رهبری نام برده می‌شود. اواسط مرداد ۱۴۰۱ میرحسین موسوی نیز دربارهٔ موروثی شدن رهبری هشدار داد. مجلس خبرگان رهبری گزارش‌های منتشرشده در مورد جانشینی موروثی را شبهه‌پراکنی خواند. سید مسعود که به نام محسن هم شناخته می‌شود، عضو جامعهٔ مدرسین قم است. او بیشتر به جمع‌آوری خاطرات پدر و ادارهٔ سایت او مشغول است. خامنه‌ای پسرانش را از فعالیت‌های اقتصادی یا داشتن مناسبت‌های حکومتی منع کرده است.

## فعالیت‌های علمی

### تدریس

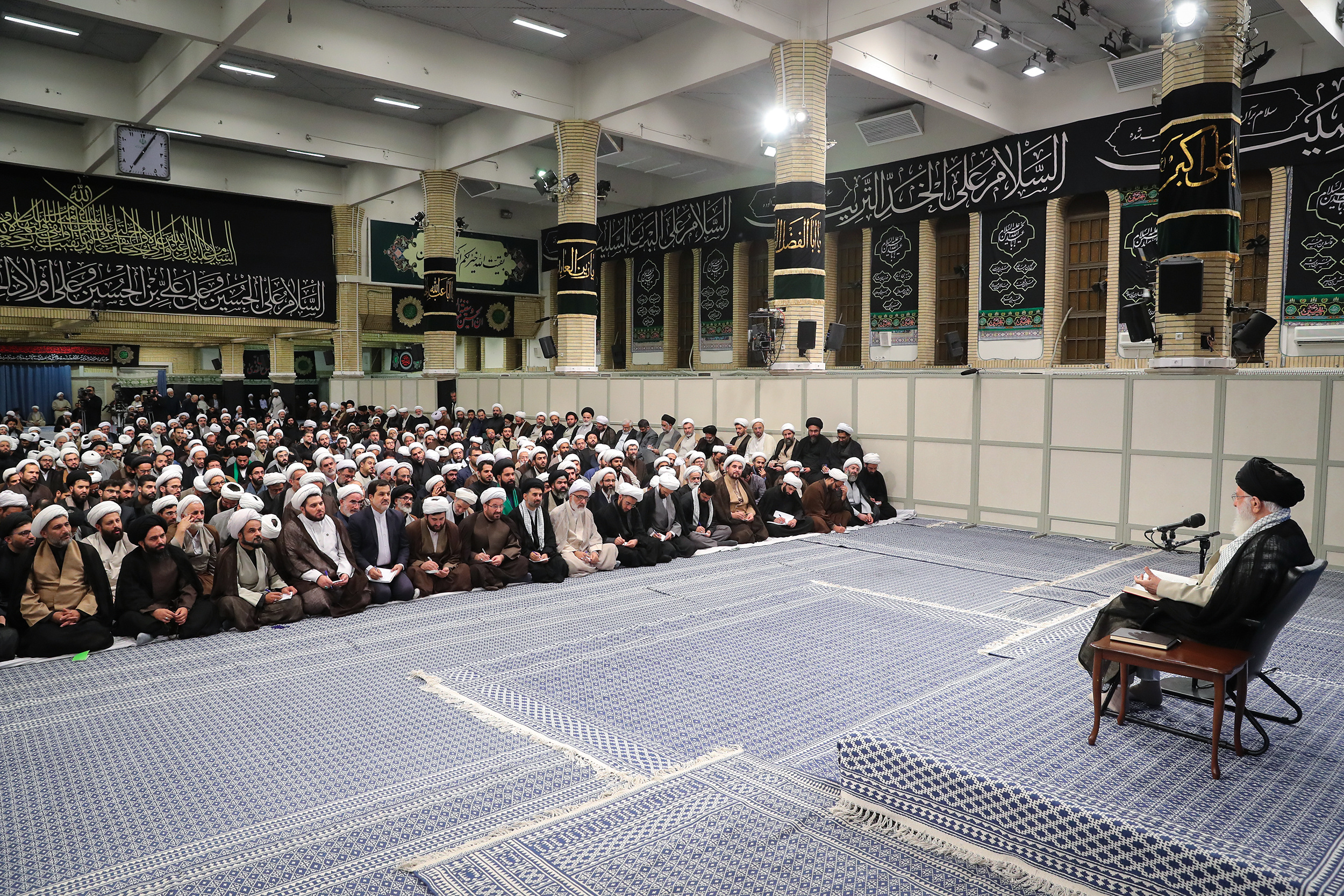
کلاس درس خارج خامنه‌ای در بیت رهبری، شهریور ۱۳۹۸

خامنه‌ای از زمان حضور در مشهد به کار تدریس مشغول بوده است. ابتدا تدریس در سطوح عالی — تدریس کتاب‌های رسائل، مکاسب و کفایه — را انجام داد. وی پس از انقلاب نیز در طول دورهٔ ریاست‌جمهوری‌اش تدریس تفسیر را ادامه داد. از سال ۱۳۶۹ تاکنون وی تدریس دروس خارج فقه را آغاز کرد. او تاکنون مباحث جهاد و قصاص را تدریس کرده و در حال تدریس مکاسب محرمه است. کلاس‌های او با حدود ۵۰۰ نفر برگزار می‌شود.

### مرجعیت
در آذر سال ۱۳۷۳ ه‍. ش، با درگذشت محمدعلی اراکی — یکی از مراجع تقلید وقت — موضوع مرجع تقلید بعدی مطرح شد. در این زمان برخی از روحانیون نظیر یوسف صانعی، فاضل لنکرانی هاشمی شاهرودی، تسخیری، جلال‌الدین طاهری، رضا استادی، محمدباقر حکیم، حسین راستی کاشانی، هادی روحانی و محمد مؤمن بر مرجعیت وی گواهی دادند. همچنین جامعهٔ مدرسین حوزهٔ علمیهٔ قم و جامعهٔ روحانیت مبارز تهران فهرستی از افراد صاحب صلاحیت برای مرجعیت را منتشر کردند که یکی از این افراد خامنه‌ای بود. در مقابل برخی از علما شیعه همچون حسینعلی منتظری، سید محمدحسین فضل‌الله، احمد آذری قمی، ابوالقاسم خزعلی وی را حائز صلاحیت مرجعیت نمی‌دانستند. به‌گفتهٔ محسن کدیور در آذرماه ۱۳۷۳ طاهری خرم‌آبادی و مؤمن قمی در هنگام انتخاب خامنه‌ای به‌اعتراض جلسهٔ جامعه را ترک کردند اما بعدها مؤمن این موضوع را تکذیب کرد. مؤمن به‌همراه هشت نفر دیگر عضو شورای ۹نفرهٔ افتای خامنه‌ای بودند که به‌همراه سید محمود شاهرودی مباحث فقهی را در قالب مباحثه با خامنه‌ای آموزش می‌دادند. اولین کتاب استفتا خامنه‌ای نیز به نام درر الفوائد فی اجوبه القائد در سال ۱۳۷۱ چاپ شد.
به‌نوشتهٔ آبراهامیان، بعد از برگزیده شدن «حجت‌الاسلام» خامنه‌ای به‌عنوان رهبر ایران، رسانه‌های حکومتی، او و اکبر هاشمی رفسنجانی را به‌عنوان «آیت‌الله» معرفی کردند. حسین باستانی در گزارشی تثبیت خامنه‌ای به‌عنوان رهبر جدید و دادن لقب آیت‌الله به او را نتیجه یک عملیات رسانه‌ای در ابتدای دوران مسئولیت او می‌داند. انتخاب خامنه‌ای برای رهبری بحث‌برانگیز بود. و از آنجایی آغاز شد که خامنه‌ای با انتخاب خویش به‌عنوان رهبری با استدلال فقهی مخالفت شدید کرد. بر اساس اصل صد و نهم قانون اساسی — قبل از همه‌پرسیِ ۱۳۶۸ — یکی از شرایط رهبر صلاحیت علمی و تقوایی لازم برای افتا و مرجعیت عنوان شده بود که خامنه‌ای تا آن زمان مشمول آن شرط نبود. خمینی خواستار اصلاح قانون اساسی بود و بر همین اساس شورایی برای بازنگری در قانون اساسی تشکیل داد. او همچنین در ۹ اردیبهشت ۱۳۶۸ در نامه‌ای به علی مشکینی — رئیس شورای بازنگری قانون اساسی — نوشته بود: «... برای رهبری شرط مرجعیت لازم نیست. مجتهد عادل مورد تأیید خبرگان محترم سراسر کشور، کفایت می‌کند.»

### آثار و تالیفات

جلد کتاب انسان ۲۵۰ ساله اثری از خامنه‌ای

خامنه‌ای تألیف را از دوران طلبگی آغاز کرد. قبل از انقلاب اسلامی چند کتاب تألیف کرد از جمله: چهار کتاب اصلی علم رجال، طرح کلی اندیشه اسلامی در قرآن و پیشوای صادق. گفتار در باب صبر، وحدت و تهذب، هنر از دیدگاه آیت الله خامنه‌ای، درست فهمیدن دین، مجموعه پیام، مبارزات امامان شیعه، ذات وحدت خدا، ضرورت بازگشت به قرآن، امام سجاد، امام رضا و انتساب وی به ولایت العهدی، در همان دوره چند کتاب را پس از افزودن تحقیقات خود به آن‌ها، ترجمه و منتشر کرد، از جمله: آینده در قلمرو اسلام، نوشتهٔ سید قطب؛ صلح امام حسن، نوشتهٔ راضی آل‌یاسین؛ مسلمانان در نهضت آزادی هندوستان، نوشتهٔ عبدالمنعم نمر. ادعانامه علیه تمدن غرب.
همچنین از گردآوری سخنرانی‌های او چند کتاب تألیف شده است از جمله: انسان ۲۵۰ ساله، تهاجم فرهنگی،غنا، فلسطین از منظر آیت الله خامنه‌ای و دو امام مجاهد.

### نامه به جوانان غربی
خامنه‌ای دو نامهٔ سرگشاده خطاب به جوانان کشورهای غربی منتشر کرده است. این دومین نامه در نوع خود است، اولین نامه در ژانویهٔ ۲۰۱۵ منتشر شد و دومین نامه در ۲۹ نوامبر ۲۰۱۵، هر دو از طریق حساب‌های کاربری او در رسانه‌های اجتماعی مختلف از جمله توییتر، فیس‌بوک و اینستاگرام منتشر شدند.
خامنه‌ای در خرداد ۱۴۰۳ نیز در حمایت از اعتراضات علیه جنگ اسرائیل در غزه در پردیس‌های دانشگاهی نامه‌ای به دانشجویان حامی مردم فلسطین در دانشگاه‌های ایالات متحده منتشر کرد. او آن‌ها را بخشی از «جبهه مقاومت» نامید. برخی در واکنش به این نامه به سیاست یک بام و دو هوا مسئولان ایران در قبال اعتراضات دانشجویی اشاره کردند و نمونه‌هایی از سرکوب دانشجویان ایران را مطرح کردند.

## فعالیت‌های فرهنگی
خامنه‌ای فرهنگ را جزو اساسی‌ترین مسائل کشور به‌شمار می‌آورد. او تهدیدات و آسیب‌های فرهنگی را با عناوینی چون «تهاجم فرهنگی»، «شبیخون فرهنگی»، «غارت فرهنگی»، «ناتوی فرهنگی» و «تهدید نرم» بیان کرده است. و در قالب «جهاد تبیین» و «تهاجم ترکیبی» خواستار مقابله با آن شده است.

### سازمان‌ها
مجمع جهانی اهل بیت، جامعة المصطفی العالمیه، بنیاد دایرةالمعارف اسلامی، بنیاد حفظ آثار و نشر ارزش‌های دفاع مقدس، مجمع جهانی تقریب مذاهب اسلامی، شورای عالی فضای مجازی، شورای عالی قرآن سازمان‌های فرهنگی تأسیس‌شده توسط خامنه‌ای هستند.

### ادبیات

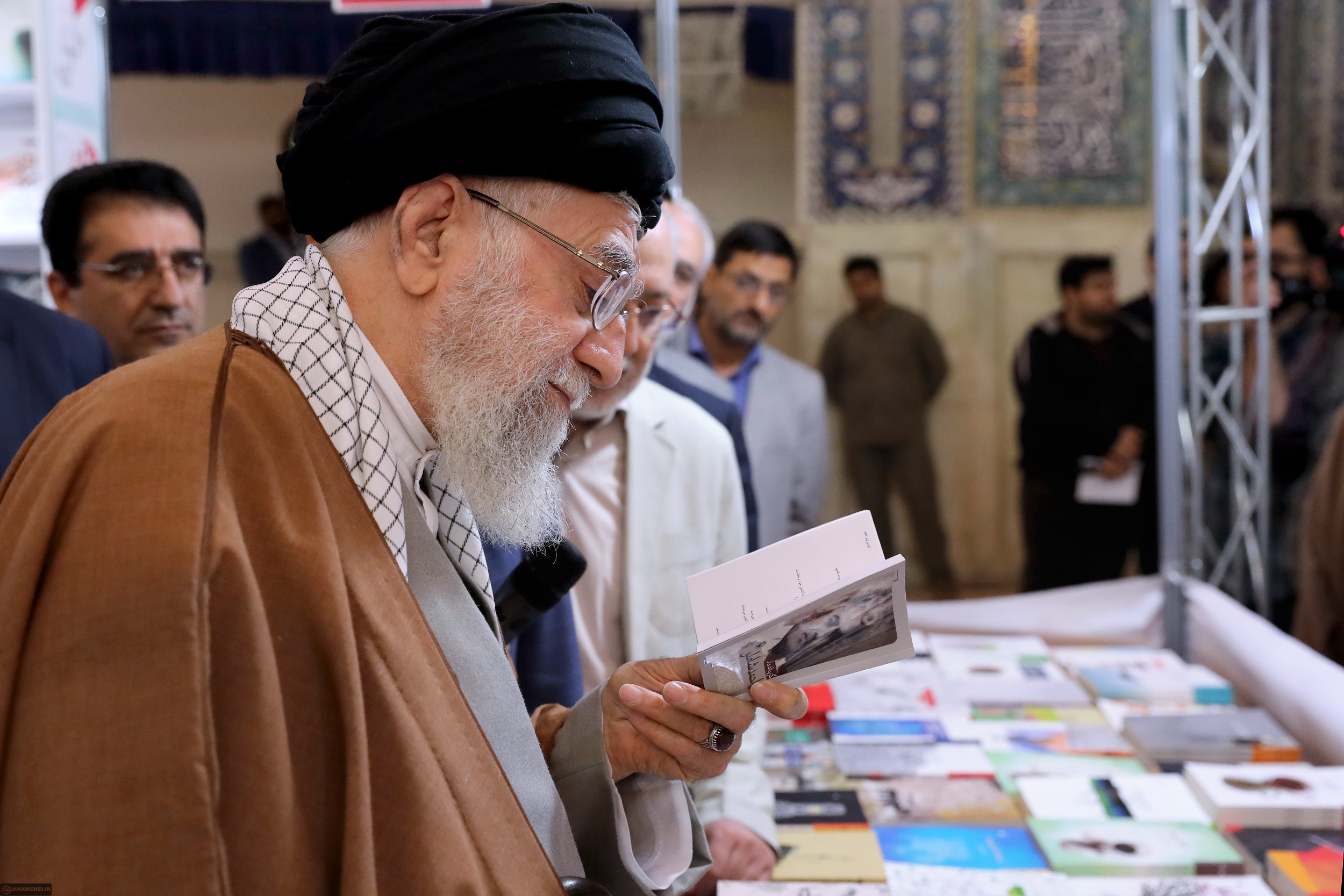
خامنه‌ای در حال خواندن شعر احمد شاملو. بازدید از نمایشگاه کتاب تهران، ۱۳۹۸

خامنه‌ای با سبک‌های ادبی آشناست و از دوران کودکی تاکنون به مطالعهٔ رمان و داستان علاقه‌مند بوده، و بسیاری از رمان‌ها و داستان‌های معتبر دنیا را مطالعه کرده است. این علاقه با مطالعهٔ رمان‌ها و آثار ادبی نویسندگان بزرگ جهان و تاریخ و فرهنگ ملل شرق و غرب تداوم پیدا کرد. خامنه‌ای در مورد اهمیت و جایگاه زبان فارسی معتقد است که هرکس به معارف بشری علاقه‌مند باشد، باید برای زبان فارسی مرتبتی خاص قائل باشد، زیرا این زبان توانسته است بخش عظیمی از مناطق جغرافیایی جهان را تحت سیطرهٔ معنوی خود درآورد و با قدرت بلاغت خود در دل ملت‌ها جا باز کند و برای آنان فرهنگ، دین، معرفت و تمدن به ارمغان بیاورد. خامنه‌ای در سال ۱۳۹۸ گفت که راجع به زبان فارسی نگران است زیرا زبان فارسی در حال فرسایش است. همچنین به‌گفتهٔ او از صداوسیما به‌جای ترویج زبان صحیح گاهی از تعابیر و لغات خارجی استفاده می‌کند.

### شعر

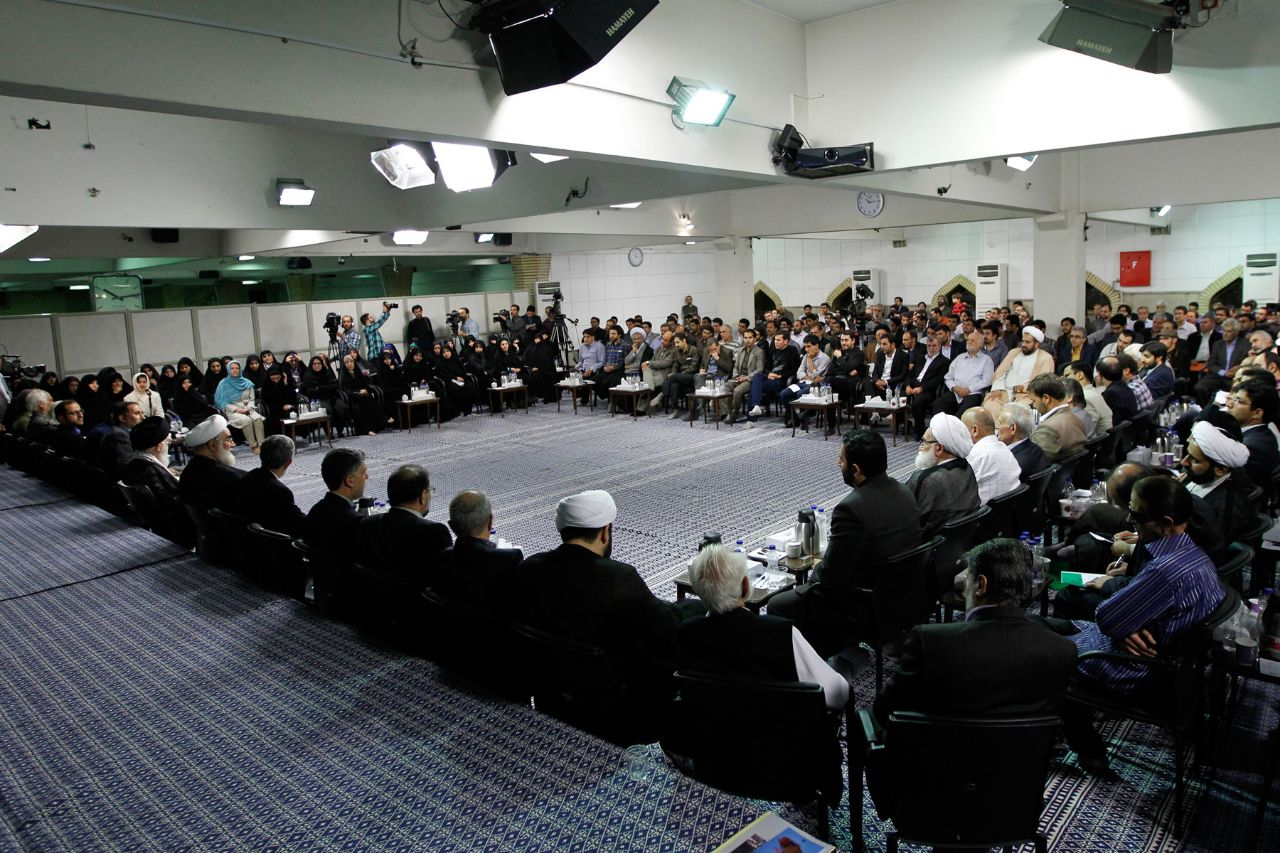
دیدار خامنه‌ای با شاعران تیر ۱۳۹۵

خامنه‌ای در هنگامی که در شهر مشهد، حضور داشته در انجمن‌های ادبی از جمله انجمن ادبی فردوسی و انجمن ادبی فرخ عضو بوده و اشعاری نیز دارد. وی در دوره‌ای دفترچه‌ای با خود داشت که نامش را «سفینهٔ غزل» گذاشته بود که در آن اشعار جدید برای او جالب بود را می‌نوشت. در آخرین بازداشتش ساواک دفتر شعر او را مصادره کرد و هرگز به او پس نداد. تخلص وی در اشعارش «امین» است. نمونه شعر:
| درنگی کرده بودم کاش در بزمِ جنون من هم       |  | لبی تر کرده زان صهبایِ جامِ پرفسون من هم |
| هزاران کام در راه است و دل مشتاق و من حیران |  | که ره چون می‌توانم یافتن سویِ درون من هم |

به‌گزارش تسنیم، دیدار شاعران با خامنه‌ای از دورهٔ ریاست‌جمهوری بوده و در زمان رهبری نیز ادامه داشته است. به‌گفتهٔ تسنیم دیدار شاعران با خامنه‌ای که هرساله در نیمهٔ ماه رمضان برگزار می‌شد، از جمله دیدارهای قدیمی است که دیگر به یک سنت میان اهالی ادب تبدیل شده است. به‌گزارش نسیم آنلاین، برخی برگزاری این جلسات را فرایندی دستوری و یک‌طرفه می‌دانند که به‌موجب آن قرار است شاعران، مجری اوامر بخشنامه‌ای وی باشند.
خبرگزاری تسنیم گزارش کرده است که آثار متعددی از جمله شب شاعران بی‌دل و با کاروان شعر فارسی دربارهٔ این جلسات و اشعار خوانده‌شده نوشته شده است. به غیر از شاعران ایرانی، شاعرانی از کشورهای افغانستان، تاجیکستان، پاکستان، آذربایجان، عراق، هند، اوکراین و ترکیه در این دیدار شرکت کرده و شعر خوانده‌اند. غیر از سه شاعر از کشورهای ترکیه، عراق و آذربایجان که شعرهای خود را به‌زبان خود خوانده‌اند، دیگر شاعران شعر خود را به‌زبان فارسی خوانده‌اند.

## سیاست داخلی و خارجی
سیاست داخلی در این دوره با پنجمین دور انتخابات ریاست‌جمهوری و نیز همه‌پرسی اصلاح قانون اساسی شروع می‌شود. از آغاز دورهٔ رهبری خامنه‌ای ۹ دولت تشکیل شده است. هاشمی رفسنجانی و خامنه‌ای رابطهٔ خوبی در دوران ریاست جمهوری داشتند. رفسنجانی از چهره‌های انقلابی بود که به او نزدیک بود. روابط خامنه‌ای با رئیس‌جمهور اصلاح طلب سید محمد خاتمی تحت فشار و تنش بود. در مقابل محافظه‌کاری خامنه‌ای و بی‌اعتمادی عمیق به آمریکا، خاتمی طرفدار نزدیکی با آمریکا بود. رهبری خامنه‌ای قوی‌ترین چالش خود را در جریان انتخابات ۸۸ مشاهده کرد. مخالفان با مشکوک بودن به تقلب، نتیجه را رد کردند و برای اعتراض تجمع کردند. خامنه‌ای در واکنش گفت «سازوکارهای قانونی انتخابات در کشور ما اجازهٔ تقلب نمی‌دهد.»
روابط خامنه‌ای و احمدی‌نژاد در دورهٔ دوم ریاست جمهوری احمدی‌نژاد برخلاف دورهٔ اول تیره شد. در دورهٔ حسن روحانی، مذاکرات برای دستیابی به توافق هسته‌ای، منجر به برجام شد. اما مزایای لغو تحریم‌ها و حل مسئله هسته‌ای کوتاه‌مدت بود. دونالد ترامپ اعلام کرد که آمریکا از توافق هسته‌ای خارج می‌شود و تحریم‌ها را دوباره اعمال می‌کند. خامنه‌ای روحانی را به‌دلیل اغماض بیش‌ازحد در توافق سرزنش کرد.
در ۱۹ دی ۱۳۹۹ خامنه‌ای واردات واکسن کرونا از آمریکا و انگلیس را ممنوع اعلام کرد و گفت با توجه به پروندهٔ خون‌های آلوده به واردات واکسن از فرانسه هم خوشبین نیست. همچنین خامنه‌ای از ساخت واکسن در ایران حمایت کرد. از جمله موضوعات مورد تأکید او در حوزهٔ سیاست داخلی در دورهٔ رهبری، اشتغال و اقتصاد مقاومتی بوده است. وی مردم و دولت را به قناعت و پرهیز از اسراف برای حل مشکلات اقتصادی توصیه می‌کند. خامنه‌ای حامی پیشرفت علمی در ایران بوده است. او یکی از اولین روحانیون اسلامی بود که اجازهٔ تحقیقات سلول‌های بنیادی و شبیه‌سازی درمانی را داد. خامنه‌ای «مسئولیت مستقیم» سیاست خارجی را بر عهده دارد و «بدون نظر و تأیید مستقیم او تصمیمی گرفته می‌شود.» او سیاست خارجی جمهوری اسلامی را اینگونه تشریح می‌کند: «سیاست ما دفاع از مسلمان‌ها و دفاع از ملت مظلوم را جزو سیاست‌های اصولی خودمان می‌دانیم و از آن عدول نمی‌کنیم. ما طرفدار اسلام و طرفدار مسلمان‌ها و طرفدار بیداری اسلامی هستیم و با تغذیهٔ قدرت‌های استثمارگر از منابع و غنیمت‌های مظلوم مخالفیم، با استعمار و با استثمار مخالفیم و این مخالفت در زبان و حرف هم نیست. اعتقاد ما این است و قالب سیاست خارجی ما هم همین است.» گفته می‌شود که او سیاست خارجی را به سمتی هدایت می‌کند که از رویارویی یا سازش با غرب اجتناب می‌کند. خامنه‌ای مداخلهٔ عربستان سعودی در یمن را محکوم کرد و عربستان را با اسرائیل مقایسه کرد. به‌گفتهٔ خامنه‌ای سیاست منطقه‌ای ایران عکس سیاست آمریکا است و ایران از مقاومت در منطقه و کسانی که علیه اسرائیل می‌جنگند حمایت می‌کند. همچنین به‌گفتهٔ او جمهوری اسلامی ایران کمک به دولت و ملت سوریه را حمایت از محور مقاومت می‌داند و به انجام آن افتخار می‌کند. خامنه‌ای آزار و شکنجهٔ مسلمانان روهینگیا در میانمار را محکوم کرد و رهبر دوفاکتو میانمار و برندهٔ جایزهٔ صلح نوبل، آنگ سانگ سوچی را «زن بی‌رحم» خواند.

## دیدگاه‌ها

### دیدگاه‌های اقتصادی
به اعتقاد خامنه‌ای اقتصاد اسلامی بر دو پایهٔ اصلیِ «افزایش ثروت ملی» و «توزیع عادلانه و رفع محرومیت در درون جامعهٔ اسلامی» قرار دارد و هر نسخهٔ اقتصادی که این دوپایه را بتواند تأمین کند، معتبر است. وی در سال ۱۳۸۹ برای اولین بار اقتصاد مقاومتی را مطرح و پس از آن در سخنرانی‌های متعدد بر آن تأکید کرد. او اقتصاد مقاومتی را اینگونه تعریف می‌کند: «اقتصاد مقاومتی؛ معنایش آن است که ما یک اقتصاد داشته باشیم که هم روند روبه‌رشد اقتصادی در کشور محفوظ بماند؛ هم با تحریکات جهانی آسیب‌پذیری کمتری داشته باشد. اقتصادی است متکی به مردم.» از دیدگاه او جهش تولید اهمّیّت دارد «اگر واقعاً تولید را بتوانید جهش بدهید، همهٔ شاخص‌های اقتصادی مهم کشور تغییر پیدا می‌کند، تحول پیدا می‌کند؛ یعنی اشتغال پایدار به وجود می‌آید، بی‌کاری کاهش پیدا می‌کند، صادرات رونق پیدا می‌کند، درآمد ارزی برای کشور فراهم می‌شود، نرخ تورم کاهش پیدا می‌کند؛ علاوهٔ بر این‌ها استقلال اقتصادی در کشور به وجود می‌آید.»

### دیدگاه‌های نظامی

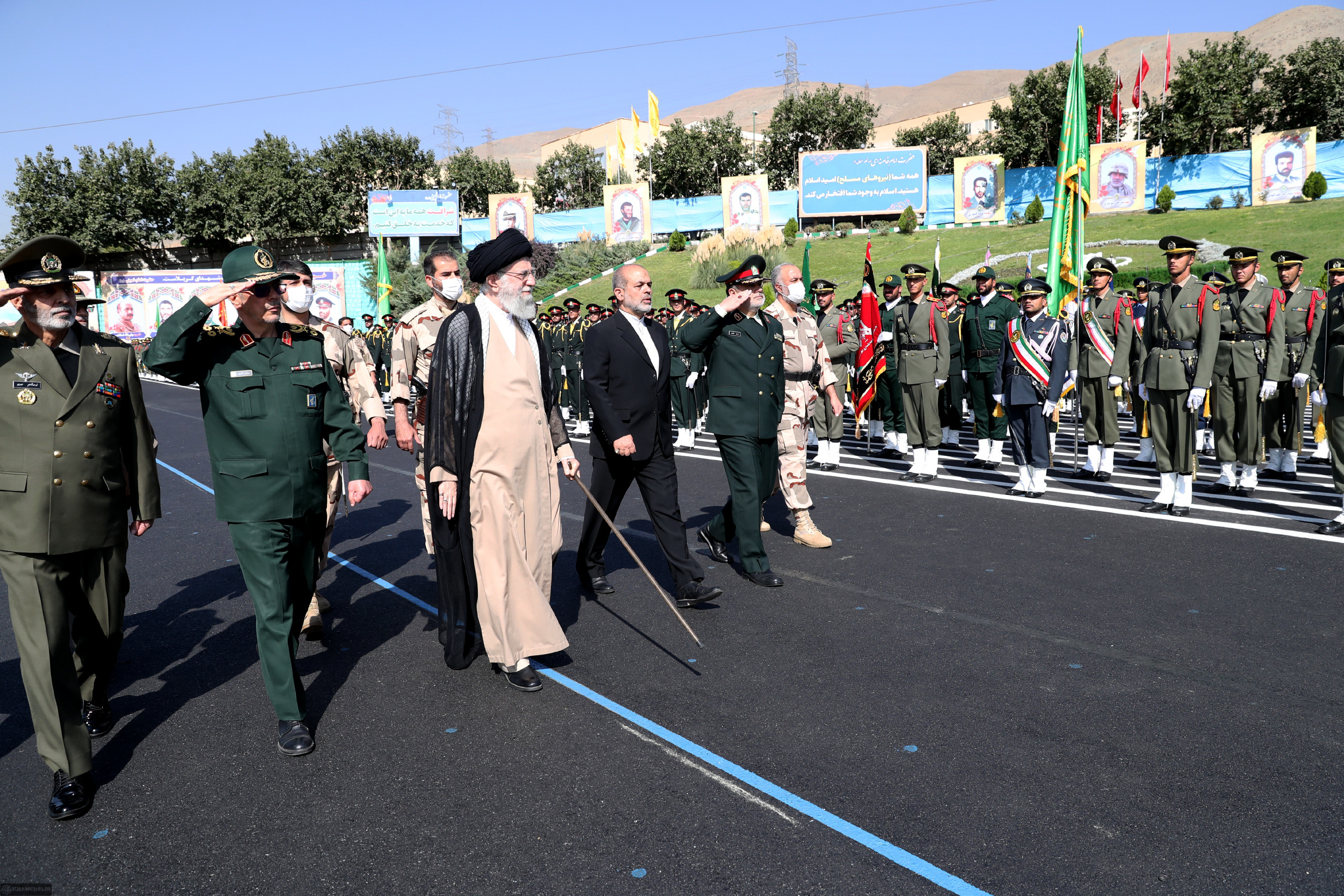
خامنه‌ای در مراسم دانش‌آموختگی دانشجویان دانشگاه‌های افسری نیروهای مسلح در ۱۱ مهر ۱۴۰۱

خامنه‌ای معتقد است ایران باید قدرت نظامی خود را افزایش دهد تا از وقوع جنگ جلوگیری کند. به‌گفتهٔ خامنه‌ای حضور منطقه‌ای و توانایی‌های موشکی ایران غیرقابل‌مذاکره است. پس از کشته شدن قاسم سلیمانی خامنه‌ای، گفت انتقام سختی در انتظار کسانی که دست به این کار زده‌اند خواهد بود. او با اشاره به حمله به پایگاه عین الاسد گفت کارهای نظامی به این شکل کفایت نمی‌کند. باید حضور فساد برانگیز آمریکا در این منطقه تمام شود.
طبق فتوای خامنه‌ای تولید، انباشت و استفاده از سلاح‌های هسته‌ای و دیگر سلاح‌های کشتارجمعی حرام است؛ اما این در حالی است که مدارکی برای گسترش پنهانی دستیابی به سلاح هسته‌ای وجود دارد که همین باعث تردید مقامات اروپایی شده است. از طرفی، خامنه‌ای بر اهمیت فناوری هسته‌ای برای مقاصد غیرنظامی تأکید دارد، زیرا به‌گفتهٔ او «ذخایر نفت و گاز نمی‌تواند برای همیشه باقی بماند.» ولی این که این فتوا چقدر قابل‌استناد است مورد مناقشه است، به‌طور مثال آیا اینکه وی حق چنین فتوایی دارد یا اینکه به هر دلیلی این فتوا می‌تواند لغو شود. همچنین آمریکا می‌گوید مبنای تصمیم‌گیری آن‌ها فتوای خامنه‌ای نیست و تأثیری بر آن‌ها ندارد.

### دیدگاه نسبت به ولایت فقیه
خامنه‌ای معتقد است: «اختیارات ولی فقیه در صورت تعارض با اراده و اختیار مردم، بر اختیارات و تصمیمات مردم، مقدم و حاکم است.» او عقیده دارد در نظام «ولایت مطلقهٔ فقیه» ولی فقیه همان حاکم اسلامی است و حکومتش تا قیامت ادامه پیدا می‌کند.
او در پاسخ به انتقاداتی که می‌شد به ولایت مطلقه فقیه و اینکه ولایت براساس میل فقیه اداره می‌شود گفت «ولایت مطلقه فقیه در دست عالم اگر باشد به میل خود نمی‌تواند عملی را انجام دهد، و گفت ولایت دست کلیددار اصلی نظام حالت انعطاف‌پذیری وجود دارد» او در حالی از انعطاف سخن می‌گوید که بسیاری او را متهم به دیکتاتوری می‌کنند، سخنان او بدین معنی است که مجموعه دستگاه‌هایی که رهبری در رأس آنها قرار دارد به‌طور دائم با انتخاب آنچه درست‌تر و کامل‌تر است، خود را به‌طور مدام متحول کنند، منتظری در خطبهٔ خود سال ۱۳۷۶ مرجعیت خامنه‌ای را مورد تردید قرار داد و او را از ورود به وادی مرجعیت منع کرد. به‌گفتهٔ حسن فیروزآبادی، خامنه‌ای در زمستان ۱۳۹۱ از مسئولان حکومتی جهت عمل نکردن به سخنان او گلایه کرد.

### دیدگاه نسبت به هنر و رسانه
معیارهای خامنه‌ای در مورد حلال یا حرام بودن موسیقی معیارهایی متغیر و مبهم است. خامنه‌ای تشخیص حلال یا حرام بودن موسیقی را موکول به نظر عرفی مکلف نموده است. وی، به تبعیت از اکثر فقهای شیعه، سازها را نیز بدون ارائهٔ معیار طبقه‌بندی، به دو نوع «آلات مختص حرام» و «آلات مشترک» تقسیم کرده است.
او اعتقاد دارد «انقلاب اسلامی»، با آثار سینمایی و رمان به دنیا شناسانده می‌شود. در این خصوص می‌گوید: «انقلاب بدون رمان نمی‌شود. انقلاب روسیه و انقلاب فرانسه با رمان‌هایشان معرفی شدند. یا بدون فیلم خوب نمی‌شود.»

### دیدگاه دربارهٔ ورزش
او به‌طور مداوم جوانان را به رقابت بین‌المللی برای گسترش آرمان‌های اسلامی در قلب و ذهن جوانان در جامعهٔ جهانی و همچنین معرفی فرهنگ ایرانی و ایرانی تشویق می‌کند. او بر اساس گفتمان‌های عمومی خود، ورزش را به‌عنوان یک ابزار دیپلماتیک اولیه می‌بیند.

### دیدگاه دربارهٔ زنان
خامنه‌ای در سخنرانی‌های خود به مناسبت‌های گوناگون دیدگاه خود دربارهٔ زنان و نقش آنان را در جامعه بیان کرده است. دربارهٔ فعالیت اجتماعی زنان او معتقد است اگر زنان در حرکت اجتماعی یک ملتی حضور نداشته باشند، آن حرکت به جایی نخواهد رسید و موفق نخواهد شد. به‌اعتقاد وی بر مبنای اسلام حضور در میدان فعالیت علمی، اقتصادی، اجتماعی و سیاسی را، نباید بر زن تحمیل و اجبار کرد؛ چنان‌که به سد کردن راه او هم نباید پرداخت. اگر خانم‌ها می‌خواهند وارد فعالیت‌های اجتماعی و سیاسی شوند، مانعی نیست؛
در ژوئیه ۱۹۹۷، او اندیشهٔ مشارکت برابر زنان در جامعه را منفی و ابتدایی و کودکانه خواند. به باور وی، حضور زنان در پست‌های اجرایی کشور مایه افتخار نیست و نوعی انفعال در برابر گفتمان غربی به‌شمار می‌رود. به اعتقاد او مهم‌ترین نهاد اجتماعی خانواده است و زن در خانواده نقش مهم‌تری دارد. او «خانه‌داری» و «فرزندآوری» را مجاهدت و هنر زنان دانسته است.
در ژوئن ۱۹۹۸، خامنه‌ای دستور به «سرکوب رفتارهای سرکشانه زنان» داد و تا میانه اوت همان سال، ۱۸۰۰ زن و مرد به دلیل آنچه «پوشش نامناسب و رفتار هرزه» خوانده شد توسط پلیس دستگیر شدند. این دوره همچنین شاهد سرکوب روزنامه‌نگاران زن و روزنامه‌ها و مجلات ویژهٔ زنان همچون ماهنامهٔ زنان بود.

### دیدگاه ضد امپریالیستی، ضد آمریکایی و ضد اسرائیلی
زمان ریاست‌جمهوری من، آقای روحانی، مشاور من و رئیس شورای عالی امنیت ملی بود. نظر او هم مثل من است که ما باید مسئله‌مان را با آمریکا حل کنیم. آقای روحانی برای منافع و ضررهای این کار دو ستون درست کرده بود. من بر آن اساس و نظر، و ضمن این که خودم هم نظراتی داشتم و اضافه کردم، رفتم و با رهبری صحبت کردم. خیلی بحث کردیم. یکی – دو ساعت بحث کردیم {دربارهٔ آمریکا} و به نتیجه نرسیدیم. من گفتم نمی‌توانم حرف دیگری به شما بزنم و فقط مسئلهٔ ما و خداست. بالأخره در روز قیامت از من و شما می‌پرسند چرا این همه ضرر و مشکلات برای مردم ایجاد شد. اگر این‌ها را بر عهده می‌گیرید، من دیگر حرفی ندارم. ایشان گفتند: بله، جواب خدا با من!

ویدئویی از مصاحبه با هاشمی رفسنجانی در واکنش به انتشار نماهنگی از سوی دفتر علی خامنه‌ای در نکوهش اعتماد به آمریکا
خامنه‌ای در سخنرانی‌های خود مرتباً به اصل مخالفت قاطع با آمریکا اشاره می‌کند. او عقیده دارد دشمنی آمریکا با «نظام» و «مردم ایران» انکار کردنی نیست. وی در خصوص مذاکره با آمریکا می‌گوید آمریکا می‌تواند وعده‌هایی زیبا بدهد که عمدتاً در عمل محقق نکند؛ بنابراین، تا زمانی که کشور تا حدی قوی نشده که در برابر فشارهای آمریکا حین مذاکرات، یارای مقاومت داشته باشد، مذاکره با آمریکا ممنوع است. در اسفند ۱۳۵۹، هنگامی که بیش از ۱۰۰ هزار نفر برای گرامی داشت درگذشت مصدق و درخواست تشکیل جمهوری دموکراتیک به جای جمهوری اسلامی در دانشگاه تهران گردهم آمدند، خامنه‌ای به شکل تهدید آمیز گفت: «ما مثل آلنده و مصدق، لیبرال نیستیم که C.I.A بتواند ما را سرکوب کند.» خامنه‌ای با لفظ انگلیس خبیث از انگلستان یاد می‌کند و می‌گوید «داعش و القاعده را استعمار علی‌الخصوص انگلیس خبیث برای مقابله با جمهوری اسلامی و بیداری اسلامی درست کردند.» همچنین خامنه‌ای مقصر اختلافات پاکستان و هند بر سر کشمیر را انگلیس می‌داند. او در سخنرانی عید فطر ۱۳۹۷، از سفرهای خارجی غیر ضروری مردم انتقاد کرد.
خامنه‌ای از مخالفان دولت اسرائیل و صهیونیسم است. در آذر ۱۳۷۹، خامنه‌ای اسرائیل را «یک غدهٔ سرطانی» خواند که «باید از منطقه حذف شود.» در شهریور ۱۳۹۴، خامنه‌ای در سخنانی دربارهٔ اسرائیل پس از توافق بر سر برنامه هسته‌ای ایران، اظهار داشت: «اسرائیل ۲۵ سال دیگر را نخواهد دید». او گفته فراخوانی به حذف اسرائیل به معنای محو مردم یهودی نیست و ایران با آنان دشمنی‌ای ندارد، و معتقد است مردم معتقد به همه ادیان باید بتوانند در آینده اسرائیل تصمیم‌گیری کنند. خامنه‌ای اعتقاد به لزوم گسترش روابط دیپلماتیک با شرق و غرب به جز آمریکا و اسرائیل دارد و توجه به شرق و کشورهای همسایه را در اولویت می‌داند.

### هولوکاست
در فروردین ۱۳۹۳، خامنه‌ای در یک سخنرانی به مناسبت نوروز، هولوکاست را زیر سؤال برد. وی گفت: «هولوکاست رویدادی است که واقعیت آن نامشخص است و اگر اتفاق افتاده باشد، معلوم نیست چگونه اتفاق افتاده است.» وی همچنین اظهار داشت: «هیچ‌کس در کشورهای اروپایی جرئت نمی‌کند دربارهٔ هولوکاست صحبت کند» و گفت که «در غرب صحبت در مورد هولوکاست و ایجاد تردید در آن گناه بزرگی است».

### دیدگاه در موردصحابهمحمد ووحدت جهان اسلام
در سال ۱۳۸۹، خامنه‌ای فتوایی صادر کرد که بر اساس آن هرگونه توهین به همسران محمد و همچنین به صحابه حرام است. همواره در ایران افرادی به دلیل توهین به مقدسات به سب‌النبی (هرکسی که محمد توهین کند) محکوم و اعدام می‌شوند؛ این فتوا در پاسخ به استفتایی از سوی جمعی از شیعیان عربستان بود. خامنه‌ای در رابطه با دنیای اسلام به وحدت، هم‌افزایی، کمک به یکدیگر، دوری از اختلافات مذهبی و فکری تأکید دارد. «اگر این وحدت اتفاق بیفتد، وضعی که امروز مسلمان‌ها دارند دیگر به این شکل نخواهد بود و مسلمان عزت پیدا خواهد کرد. شیعه انگلیسی و سنی آمریکایی، دولبهٔ یک قیچی هستند؛ سعیشان این است که مسلمانان را به جان هم بیندازند.»

## در نگاه دیگران

### جایگاه خامنه‌ای در جهان
مطابق شاخص مردم‌سالاری اکونومیست، حکومت خامنه‌ای رژیمی اقتدارگرا و در مقابل آزادی‌خواهی است. طبق گزارش مجلهٔ فوربز، خامنه‌ای در سال‌های ۲۰۱۵ و ۲۰۱۸ به‌ترتیب هجدهمین و هفدهمین فرد قدرتمند در جهان بود. بر اساس مستندی از بزرگمهر شرف‌الدین در بی‌بی‌سی فارسی، نگاه منطقی و عمل‌گرایانه خامنه‌ای به سیاست او را از اکثر رهبران و حاکمان تاریخ معاصر ایران متمایز کرده است.
ازسوی دیگر، عباس میلانی، پژوهشگر تاریخ معاصر، در گفتگویی با بی‌بی‌سی در رابطه با خیزش ۱۴۰۱ ایران گفت: «خامنه‌ای توان درس گرفتن از اشتباهاتش را ندارد چون خود را یک عقل کل می‌داند.» موقوفه کارنگی برای صلح بین‌المللی در سال ۲۰۰۸ مقاله‌ای با عنوان «بازخوانی خامنه‌ای: دیدگاه جهانی قدرتمندترین رهبر ایران» به قلم کریم سجادپور نوشته است: «شاید در دنیا هیچ رهبری نباشد که به اندازهٔ خامنه‌ای برای مسایل جاری جهان اهمیت داشته باشد اما درعین‌حال تا این حد برای جهانیان ناشناخته باشد». سجادپور ادعا می‌کند که هر رویکرد موفق در قبال ایران باید نقش محوری خامنه‌ای در فرایند تصمیم‌گیری ایران و سوء ظن عمیق او نسبت به ایالات متحده را در نظر بگیرد. سجادپور در سال ۲۰۱۹ خامنه‌ای را قدرتمندترین شخص در خاورمیانه نامید و افزود که او قدرتش را به‌وسیلهٔ نهادهایی که افرادشان را خودش انتخاب کرده یا وفادارش هستند، پنهان می‌کند. در گزارش سالانهٔ گزارشگران بدون مرز، خامنه‌ای در «زمره درندگان آزادی رسانه‌ها» در جهان قرار گرفته است. در سال ۲۰۰۰، کمیتهٔ حمایت از روزنامه‌نگاران، او را یکی از ۱۰ دشمن آزادی بیان معرفی کرد. در همین راستا در اوایل کار مجلس ششم، هنگامی که طرح اصلاح قانون مطبوعات، تهیه شد تا در جلسهٔ علنی مجلس مطرح شود، خامنه‌ای با حکم حکومتی، دستور داد این طرح مسکوت گذاشته شود. به گفته کاظم علمداری، جامعه‌شناس، ولی فقیه در قانون اساسی جمهوری اسلامی دارای اختیارات نامحدود است و قانون اساسی برای رهبر حقوق دیکتاتوری قائل شده است. دیوید والچنسکی در کتاب بدترین ۲۰ دیکتاتور زنده جهان خامنه‌ای را در رده نهم قرارداده است.
شرکت متا در ۸ فوریه ۲۰۲۴ همه حساب‌های خامنه‌ای را به دلیل نقض قواعد مربوط به ترویج «سازمان‌ها و افراد خطرناک» مسدود کرد. این حساب‌ها شامل حساب اینستاگرام با بیش از ۵ میلیون دنبال‌کننده، حساب انگلیسی اینستاگرام با ۲۰۴ هزار دنبال‌کننده و فیس‌بوک است.

### نوع نگرش خامنه‌ای از زبان دیگران
به گفته بی‌بی‌سی، در رابطه با فهم دیدگاه‌های او باید تأکید کرد در ایران خبرنگاران حق سؤال پرسیدن از خامنه‌ای را ندارند و البته انتقاد از او هزینه‌هایی دارد. همیشه این گفتگو یک‌طرفه است، خامنه‌ای در منبری می‌نشیند و سخنرانی می‌کند که دیدگاه‌های او را باید بیشتر در سخنرانی‌های او جست. از نگاه علی‌اکبر ولایتی، شیوه مبارزاتی خامنه‌ای، بر اساس اندیشه اسلامی و گرفتن مبانی مبارزاتی از منابعی چون قرآن و احادیث در تقابل با اندیشه‌های مادی‌گرایانه، مارکسیستی و لیبرال بوده است. ولایتی از جمله علل موفقیت خامنه‌ای در مبارزات سیاسی را داشتن نگاه چند بعدی، استفاده از شبکه عظیم اطلاع‌رسانی نهضت سید روح‌الله خمینی و استفاده از منبر و عملگرایی می‌داند. گرت پورتر معتقد است درباب فتوای خامنه‌ای مبنی بر حرام بودن تولید سلاح هسته‌ای، سابقه عدم تلافی از حملات شیمیایی عراق علیه ایران قویاً نشان می‌دهد که بیزاری رهبر ایران از تولید سلاح‌های شیمیایی و هسته‌ای ریشه‌ای عمیق و صادقانه دارد. به گفته او به نقل از محسن رفیق‌دوست خمینی نیز در زمان جنگ ایران و عراق با وجود تلاش‌هایی برای ساخت سلاح‌های شیمیایی و هسته‌ای تولید و استفاده از این سلاح‌ها را حرام اعلام کرد. از سال ۲۰۱۲، موضع رسمی دولت باراک اوباما، استقبال از وجود فتوای ضد هسته‌ای خامنه‌ای بوده است. با این وجود به گفته ند پرایس، سخنگوی وزارت خارجه آمریکا، فتوای خامنه‌ای، هرگز مبنای تصمیم‌گیری آمریکا برای جلوگیری از دسترسی ایران به سلاح هسته‌ای نبوده است. بنیامین نتانیاهو نخست‌وزیر اسرائیل، در مجمع عمومی سازمان ملل متحد در اکتبر ۲۰۱۵، با نشان دادن کتاب فلسطین وی می‌گوید: «این کتاب آیت‌الله علی خامنه‌ای رهبر ایران است که در آن سخنرانی‌هایی برای ریشه‌کن کردن اسرائیل «طی ۲۵ سال» وجود دارد.»
مایک پومپئو دربارهٔ دیدگاه خامنه‌ای دربارهٔ هولوکاست می‌گوید: «ایالات متحده، اظهارات منزجرکننده و یهودی‌ستیزانهٔ خامنه‌ای را محکوم می‌کند؛ این اظهارات، جایی در توییتر یا سایر شبکه‌های اجتماعی ندارد. ما می‌دانیم که ادبیات سخیف (لفاظی‌های خبیثانه) خامنه‌ای، بازتاب سنت رواداری مردم ایران نیست». به‌گفتۀ حمید کیهان در بی‌بی‌سی، سیاست‌های کلی اقتصاد مقاومتی در اواخر سال ۱۳۹۲ و هم‌زمان با شدت گرفتن مشکلات اقتصادی ناشی از تحریم‌های خارجی در ۲۴ ماده برای اجرا به دولت ابلاغ شد. به‌ روایت او، بخش عمدۀ این سند شامل شعارهایی در مورد اهدافی ماهیتاً مطلوب اما عمدتاً غیراجرایی است و در بخش‌های دیگر نیز موضوعاتی به عنوان راهبرد عنوان شده که دستیابی به آنها در شرایط کنونی ایران ناممکن است. مطابق اظهارات او، شاید بخش‌هایی از آن از لحاظ منطق اقتصاد با مشکلاتی روبرو باشد اما بخش‌های دیگری از آن دست‌کم به‌طور تلویحی حاوی راهبردهای اجرایی است. به‌گفتۀ فریدون خاوند، در مجموع، این سیاست‌ها فهرستی مرکب از هدف‌های بسیار بدیهی است که در برنامۀ اقتصادی خیلی از کشورها می‌توان دید. این که چرا این سیاست‌ها پیش از این اجرا نشده جای سؤال است.

### نوع عملکرد خامنه‌ای از زبان دیگران
سرژ میشل و پائولو وودز بر این باورند که سخنرانی‌های خامنه‌ای مجموعه‌ای است از «تهدیدها و شعارهای تو خالی» که با اعتقاد بر تئوری توطئه و روحیهٔ شدید ضد آمریکایی همراه است، او همه‌جا «دسیسهٔ دشمنان» را می‌بیند و قدرت‌های خارجی را «مستکبر»، «شیطانی»، «آزمند»، «منفور»، «واپس‌گرا»، «برتری‌طلب»، «سرطانی»، «ستمکار»، «زهرآگین» و «تجسم شیطان» توصیف می‌کند. این صفات هم به دولت‌های غربی و هم به سرویس‌های اطلاعاتی‌شان سیا، موساد، اینتلیجنت سرویس، اطلاق می‌شود. دونالد ترامپ رئیس‌جمهور سابق آمریکا در نقد عملکرد خامنه‌ای می‌گوید: «مردم نجیب ایران، که آمریکا را دوست دارند، سزاوار دولتی هستند که بیش از تمرکز بر کشتن آن‌ها به جرم احترام‌خواهی، به آن‌ها کمک کند تا به رؤیاهایشان دست یابند. رهبران ایران به جای آنکه ایران را به سمت ویرانی بکشانند، باید هراس‌افکنی را کنار بنهند و ایران را دوباره باعظمت کنند» ۱۹ آذر ۱۴۰۱، در جریان خیزش سراسری مردم ایران ابوالفضل قدیانی در بیانیه‌ای بعد از اعدام محسن شکاری، از خامنه‌ای به عنوان «جبار تمامیت‌خواه» و «خودکامۀ خونریز» نام برد و افزود: «او باید بداند نمی‌تواند ملت ایران را با اعدام و بگیر و ببندِ معترضان مرعوب کند و برعکس، این جنایت‌ها عزم ملت را در سرنگونی خامنه‌ای و نظامش راسخ‌تر می‌کند.» روز دوشنبه ۵ دی ۱۴۰۱، سخنانی از ابوالفضل قدیانی منتشر شد، وی خامنه‌ای را «بزرگ‌ترین دشمن ملت ایران» و مصداق تمام و کمال «مفسد فی‌الارض و محارب» نامید و نوید آن را داد که «مطمئن باشید این حکومت رفتنی است.»
در تیر ۱۴۰۱، ابوالفضل قدیانی در مورد کنترل قوه قضائیه توسط خامنه‌ای قبل از رفتن به زندان گفت: «فقط با برکناری علی خامنه‌ای، خودکامۀ قدرت پرستِ نظام سرکوبگر جمهوری اسلامی است که دستگاه قضایی مستقل که از ارکان اصلی استقرار دموکراسی و اجرای عدالت است می‌تواند ایجاد شود و امیدوارم این مهم چندان طول نکشد.»

#### شیوع کروناویروس
در ۱۹ دی ۱۳۹۹، خامنه‌ای واردات واکسن کووید ۱۹ ساخت آمریکا و انگلیس را ممنوع اعلام کرد و گفت که به این واکسن‌ها اعتماد ندارد و حتی به فرانسه هم خوشبین نیست. ساعاتی بعد جمعیت هلال‌احمر ایران ورود ۱۵۰ هزار دوز واکسن کرونای شرکت فایزر از آمریکا را منتفی نمود. بسیاری از ایرانیان نسبت به این دستور واکنش نشان دادند که همراه با خشم، بُهت و ناباوری بود. شبکه اجتماعی توییتر این سخنان را به‌خاطر «نشر اطلاعات غلط دربارهٔ واکسن کرونا» از حساب‌های کاربری خامنه‌ای به زبان‌های انگلیسی، عربی، اسپانیایی، روسی و فرانسوی حذف کرد.
وی در قسمتی از سخنرانی خود با اشاره به آیه ۱۱۲ سوره انعام گفت «هم دشمنان جنّی، هم دشمنان انسی وجود دارند و این‌ها به هم کمک هم می‌کنند؛ سیستم‌های اطّلاعاتیِ خیلی از کشورها علیه ما با همدیگر همکاری می‌کنند.» به روایت رادیو زمانه خامنه‌ای در این فراز از سخنانش به احتمال همکاری جن و انس در شیوع کرونا در ایران اشاره کرده است در مقابل، خبرگزاری تسنیم این روایت را تحریف سخنان علی خامنه‌ای برشمرده است.
مدتی بعد، سازمان عفو بین‌الملل به اظهارات خامنه‌ای واکنش نشان داد و در بیانیه‌ای نوشت: «تصمیم رهبر جمهوری اسلامی ایران برای ممنوع کردن دسترسی میلیون‌ها نفر از مردم ایران به واکسن‌های حیاتی آمریکایی و انگلیسی کرونا نادیده انگاشتن حق حیات و حق سلامت است. خامنه‌ای در حال بازی با جان میلیون‌ها انسان است. مقام‌های ایرانی باید فوراً به این بی‌اعتنایی شرم‌آور به تعهدات حقوق بشری پایان دهند.»
ده‌ها تن از متخصصان، استادان و کنش‌گران سیاسی و مدنی کشور، خامنه‌ای را مسئول «فاجعه ملی» ناشی از گسترش ویروس کرونا دانستند؛ چون او به‌عنوان بالاترین و قدرتمندترین فرد حکومت «تصمیم نابخردانه» در رد کردن بعضی کمک‌های جهانی و اخراج پزشکان بدون مرز را توجیه نموده و از «نظریه مضحک» ترور بیولوژیک دفاع می‌کند. ابوالفضل قدیانی، خامنه‌ای و ارگان‌های تحت فرمان او را مسبب اصلی شیوع وسیع کرونا دانسته که می‌خواهد با فریب و انحراف افکار عمومی و به خدمت گرفتن تئوری توطئه و جنگ بیولوژیک، ناکارآمدی و سوء مدیریت خود و ارگان‌های تحت فرمانش را تحت‌الشعاع قرار داده و لاپوشانی کند.
به گزارش رادیو فرانسه در ۱۸ اردیبهشت ۱۳۹۹، خامنه‌ای در سال ۱۳۹۹ برای اولین بار در جلسه شعرخوانی که هر سال در ماه رمضان برگزار می‌شود به‌دلیل تهدید شرایط شیوع ویروس کرونا شرکت نکرد. اما دولت روحانی خبر داد که نمازهای جمعه در مساجد در بیش از ۱۳۰ شهرستان برگزار می‌شوند. خامنه‌ای از ابتدای شروع شیوع ویروس کرونا از شرکت در کلیه تجمع‌ها و نشست‌های سیاسی و مذهبی خودداری کرده و پیام‌های خودش را برعکس دیگر رهبران جهان، از طریق کنفرانس‌های تصویری یا پیام‌های توئیتر داده است.

#### عزاداری محرم
در حالی که بسیاری از کارشناسان عنوان کرده بودند رعایت پروتکل‌ها و موازین بهداشتی ممکن نیست و خطر گسترش و گرفتن قربانیان بیشتر توسط ویروس کرونا (کووید ۱۹) وجود دارد، خامنه‌ای در ۱۰ مرداد ۱۳۹۹، ضمن تأکید بر رعایت تصمیمات ستاد مبارزه با کرونا، اعلام کرد که برگزاری عزاداری در شهرهای مختلف از جمله تهران «با رعایت پروتکل‌ها» بلامانع است. این در حالی بود که خامنه‌ای در شامگاه ۵ شهریور ۱۳۹۹، شب مراسم عزاداری محرم را بدون حضور جمعیت در سالن محل ملاقات‌های عمومی خودش، با حضور یک قاری قرآن و دو تن از نزدیکانش برگزار کرد.

### دیدگاه دربارهٔ رهبری خامنه‌ای
خامنه‌ای تاکنون چندین بار در زمینه چگونگی رهبری و اداره کشور مورد انتقاد قرار گرفته است. به نوشته جلال کیهان‌منش، اغلب مخالفان وی در ایران را دستگاه‌های اطلاعاتی دستگیر، زندانی، محصور، یا حذف می‌کنند. تاکنون روزنامه‌نگاران بسیاری به دلیل انتقاد از او یا سازمان‌های زیر نظر او دستگیر شده و به زندان افتاده‌اند. از این میان می‌توان به احمد زیدآبادی، عبدالله نوری، محمد نوری‌زاد، عیسی سحرخیز، محسن سازگارا و اکبر گنجی اشاره کرد. پس از انتخابات جنجال‌برانگیز ۱۳۸۸ در ایران، انتقاد از روش رهبری خامنه‌ای بالاتر گرفت. کسانی چون محمد نوری‌زاد و مهدی خزعلی از جمله کسانی بودند که با نوشتن نامه‌های انتقادی از او، روش برخورد نیروهای زیر فرمانش را در برخورد و کشتن معترضان به انتخابات زیر سؤال بردند. پاسخ حکومت به این افراد دستگیری و شکنجه آن‌ها بوده است؛ به گونه‌ای که نیروهای اطلاعاتی نوری‌زاد و خزعلی را بارها دستگیر و مورد ضرب و شتم قرار دادند. نوری‌زاد در یکی از واپسین نامه‌های خود به خامنه‌ای، او را به‌دلیل کارنامه سیاسی‌اش به عدم کفایت سیاسی و توانایی رهبری کشور متهم کرد. در بیانیه ۱۴ فعال سیاسی که در خرداد ۱۳۹۸ منتشر شد، امضاکنندگان خواستار تغییر قانون اساسی و استعفای رهبری شدند. ۱۴ تن از فعالین حوزۀ زنان نیز با انتشار بیانیه‌ای مشابه خواستار «استعفای خامنه‌ای» و «گذار از جمهوری اسلامی» شدند. افراد مختلفی از جمله ابوالفضل قدیانی، کاظم علمداری و دیوید والچنسکی حکومت خامنه‌ای را استبدادی و دیکتاتوری می‌دانند. پوریا ماهرویان در بی‌بی‌سی می‌گوید خامنه‌ای در سه دهه رهبری خود چندین‌ بار از حکم حکومتی استفاده کرده است. به‌گفتهٔ او، این حکم دخالتی مستقیم و مغایر با روالی است که قانون اساسی و وظایف سه قوه و ارکان دیگر پیش‌بینی کرده‌اند. مخالفان حکم حکومتی، آن را خلاف اصول دموکراسی می‌دانند و موافقانش آن را از اختیارات ولی فقیه برای باز کردن بن‌بست و عبور از بحران برمی‌شمارند. حسین باستانی تحلیل‌گر بی‌بی‌سی، استفاده از حکم حکومتی را موجب تضعیف قوای سه‌گانه می‌داند و معتقد است اجرای این احکام می‌تواند به انهدام کلی ساختار مدیریتی جمهوری اسلامی منجر شود.

### دیدگاه دربارهٔ مرجعیت خامنه‌ای
پس از درگذشت خمینی و در پی انتشار فهرستی از سوی جامعه مدرسین حوزه علمیه قم که در آن نام مراجع تقلید آورده شده بود، خامنه‌ای به عنوان مرجع تقلید معرفی شد. چنین چیزی واکنش تعدادی از مراجع تقلید را دربرداشت. منتقدان بر این باور بودند که خامنه‌ای درجه مرجعیت ندارد. در سال ۱۳۷۶ و چند ماه پس از انتخابات دوم خرداد، حسینعلی منتظری که یکی از استادان او بود، در یک سخنرانی به شدت از خامنه‌ای انتقاد کرد و شیوه رفتار دفتر او در پاسخ به استفتائات را مبتذل کردن مرجعیت قلمداد کرد. منتظری در سخنرانی سیزدهم رجب خود در سال ۱۳۷۶، اعلمیت خامنه‌ای را مورد تردید قرار داد و وی را از ورود به وادی مرجعیت به دلیل نداشتن صلاحیت منع کرد. این سخنرانی (معروف به سخنرانی ۱۳ رجب) بعدها حصر منتظری را در پی داشت. منتظری تا هنگام مرگ در آذر سال ۱۳۸۸ منتقد رهبری خامنه‌ای باقی ماند و در سخنرانی‌هایش درخواست انتخابات آزاد، واگذاری قدرت و اجازه انتقاد از او داشت. محمد مؤمن دلیل رای ندادن به رهبری خامنه‌ای در جلسه ۱۴ خرداد را این‌گونه توضیح داد که آن زمان هنوز قانون اساسی جدید که در آن، شرط مرجعیت حذف شد، به تصویب نرسیده بود. با این حال، او بعدها از شایستگی خامنه‌ای برای احراز مقام رهبری دفاع کرد.
در شهریور ۱۴۰۱، سید کاظم حائری از مراجع شیعه عراق به دلیل بیماری و ناتوانی جسمی از مرجعیت کناره‌گیری کرد و از مقلدین خود خواست به جای مراجع شیعه عراقی در شهر نجف، از خامنه‌ای پیروی کنند و او را «شایسته‌ترین فرد برای رهبری امت اسلام» توصیف کرد.
در بسیاری از موارد، نقد از سید علی خامنه‌ای منجر به بازداشت یا محاکمه قضایی تحت عنوان «اجماع و تبانی علیه نظام یا تشویش اذهان عمومی و دروغ پراکنی و براندازی نظام» و صدور احکام سنگین قضایی شده است. یک نمونهٔ اخیر از این نقدها، بیانیه ۱۴ فعال سیاسی است که در خرداد ۱۳۹۸ منتشر شد و در نهایت منجر به صدور احکام طویل زندان، تبعید و ممنوعیت از هرگونه فعالیت برای برخی از امضاکنندگان شد.

### اتهام‌ها و محکومیت‌ها

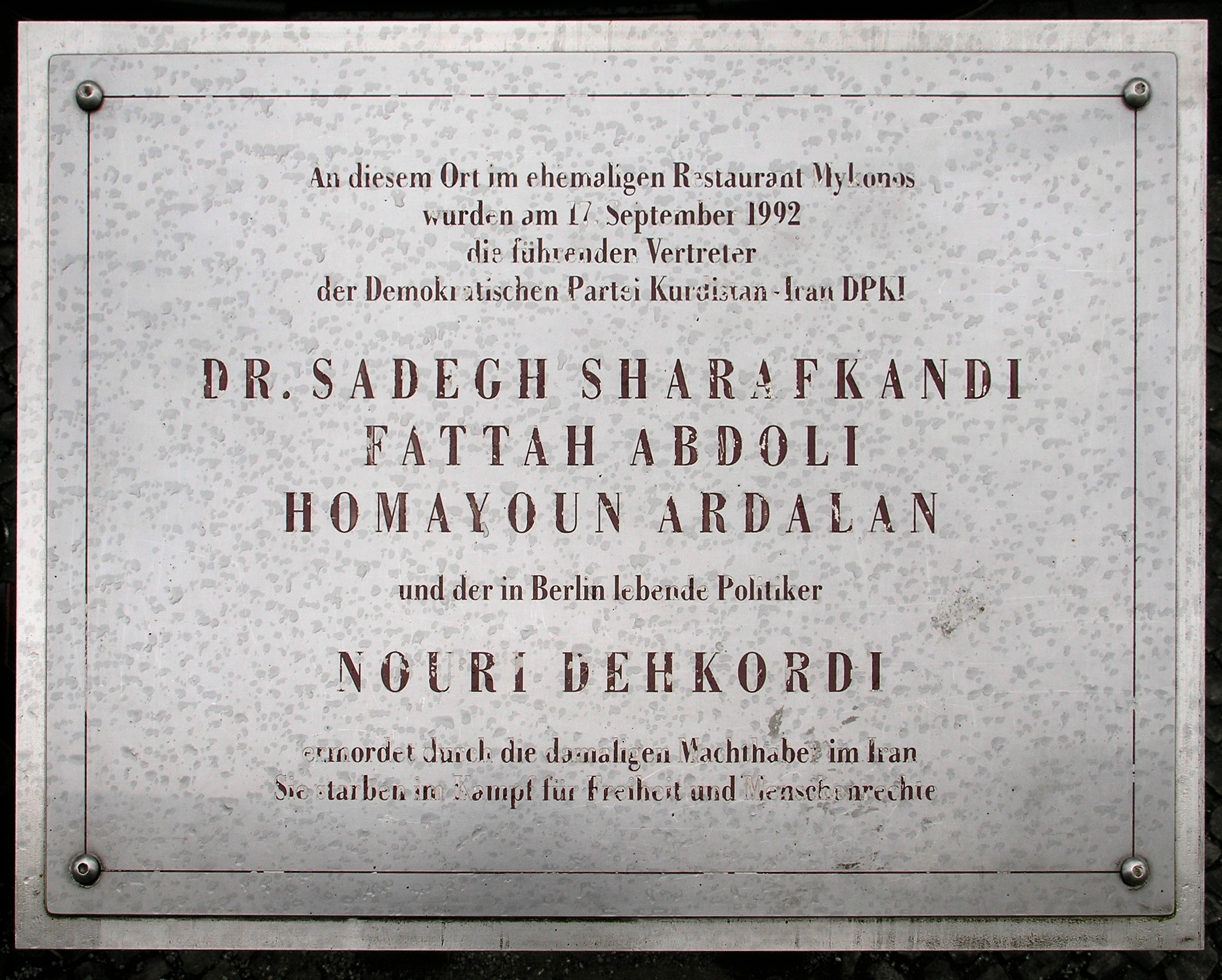
لوح یادبود قربانیان ترور میکونوس در برلین روبروی رستوران میکونوس

در شهریور ۱۳۷۱، اعضای هیئت نمایندگی حزب دموکرات کردستان ایران که با گروهی از فعالان سیاسی ایرانی در رستورانی به‌نام میکونوس در برلین، آلمان نشستی را برگزار کرده بودند، ترور شدند. دادگاهی در آلمان در سال ۱۳۷۶، طی حکمی کمیته امور ویژه جمهوری اسلامی را که خامنه‌ای یکی از اعضای آن بود، به دادن دستور ترور میکونوس، متهم کرد. محمود محمدی، سخنگوی وقت وزارت امور خارجه ایران، این اتهام را رد کرد. پس از این حکم، آلمان و ایران سفرای خود در دو کشور را فرا خواندند و آلمان چهار دیپلمات ایرانی را از این کشور اخراج کرد. همه کشورهای عضو اتحادیه اروپا سفرای خود را از ایران فرا خواندند. ایران نیز در پاسخ، تمام سفیران خود را از کشورهای عضو این اتحادیه فرا خواند و روابط دو طرف دچار بحران شد. این اختلاف‌ها تا سه ماه بعد و پیروزی محمد خاتمی در انتخابات ریاست‌جمهوری ۱۳۷۶ ادامه داشت. این واقعه، موجی از اعتراضات را در میان مردم ایران علیه آلمان برانگیخت. صدها تن از ایرانیان مخالف حکومت پس از اعلام حکم، به شادمانی و رقص در خیابان‌های آلمان پرداختند و آلمان به شهروندانش درمورد سفر به ایران هشدار داد.
بمب‌گذاری آمیا در سال ۱۹۹۴ منجر به کشته شدن ۸۵ نفر در بوئنوس آیرس، آرژانتین شد. یک قاضی آرژانتینی در سال ۲۰۰۳ دستور بازداشت چهار مقام دولتی ایران را صادر کرد که به‌گفتۀ او در سازمان‌دهی و انجام بمب‌گذاری، کمک کردند. این کیفرخواست واکنش ایران را به همراه داشت؛ حمیدرضا آصفی، سخنگوی وقت وزارت امور خارجه ایران، گفت که مدرکی در خصوص دخالت ایران ارائه نشده و این اتهامات را «ساخته شده توسط محافل صهیونیستی اسرائیل و آمریکا» خواند. نیویورک تایمز مدعی است که عبدالقاسم مصباحی — یکی از افراد بلندپایهٔ وزارت اطلاعات ایران که در سال ۱۹۹۶ به آلمان گریخت — در مصاحبه‌ای با بازپرس دادگاه آمیا، که برای رسیدگی به پرونده بمب‌گذاری آمیا برگزار شده بود، خامنه‌ای را متهم کرد که عامل اصلی این ترور بود و ۲۰۰ میلیون دلار از حساب مشترک خود با احمد خمینی در بانک سوئیس را صرف این کار کرده است. به‌گفتۀ رونن برگمن، موساد در گزارشی که در تیر ۱۴۰۱ منتشر کرد گمان‌ها مبنی بر دست داشتن مقامات ایرانی یا آرژانتینی در بمب‌گذاری آمیا را رد کرد و حزب‌الله لبنان را عامل این بمب‌گذاری معرفی کرد. در فروردین ۱۴۰۴ سباستین باسو، دادستان اصلی پرونده انفجار آمیا، مرکز یهودیان آرژانتین در بوئنوس آیرس، از دادگاه فدرال این کشور خواست که برای علی خامنه‌ای، رهبر جمهوری اسلامی حکم بازداشت داخلی و بین‌المللی صادر کند. سباستین باسو، دادستان کل آرژانتین، استدلال کرده که علی خامنه‌ای «حامی اصلی گروه‌هایی مانند حزب‌الله لبنان» است و شخصاً «دبیرکل» آن را به عنوان نماینده خود در لبنان منصوب کرده است.
به‌دنبال اعتراضات آبان ۱۳۹۸ که بنا به گفتهٔ رویترز منجر به کشته‌شدن حدود ۱٫۵۰۰ نفر شد، هیئت قضات دادگاه بین‌المللی مردمی آبان، دولت و به‌خصوص ۱۳ تن از سران جمهوری اسلامی از جمله خامنه‌ای را به جنایت علیه بشریت محکوم کرد. به گفته بی‌بی‌سی حکم این دادگاه لازم‌الاجرا نیست.
در ژوئن ۲۰۱۹، ایالات متحده، خامنه‌ای و دفتر او را تحریم کرد. به گفتهٔ دونالد ترامپ، رئیس‌جمهور وقت ایالات متحده، خامنه‌ای و نزدیکانش «از دسترسی به منابع مالی کلیدی و پشتیبانی» محروم خواهند شد. در ژوئیهٔ ۲۰۲۱، ۱۷ سناتور جمهوری‌خواه آمریکایی به رهبری تد کروز، سناتور ایالت تگزاس، طرحی را به مجلس سنا جهت اعمال تحریم بر خامنه‌ای و ابراهیم رئیسی ارائه کردند. تد کروز دربارهٔ این تحریم‌ها، خامنه‌ای را به «فساد، خشونت و دزدیدن اموال ایرانیان» متهم کرد.

### دارایی‌ها
به‌گفتۀ محمدحسن رحیمیان و احمد مروی، از مسئولان سابق بیت رهبری زندگی شخصی خامنه‌ای بیشتر با استفاده از نذورات مردمی می‌گذرد و حقوقی دریافت نمی‌کند. محمد محمدی گلپایگانی، رئیس دفتر خامنه‌ای نیز سطح زندگی وی را پایین‌تر از حد متوسط ایران توصیف کرده است. حیدر رحیم پور ازغدی و غلامعلی حداد عادل می‌گویند که وی زندگی ساده‌ای دارد و اوایل در دهه ۶۰، کل وسایل زندگی وی در حد یک وانت بوده است و غذایشان ساده‌تر از حالت معمول است.
برخی خبرگزاری‌ها، ادعای ساده‌زیستی خامنه‌ای را رد کرده و دارایی امپراتوری مالی وی را «۲۰۰ میلیارد دلار» می‌دانند. در ۱۱ نوامبر ۲۰۱۳، خبرگزاری رویترز، پس از تحقیقات شش‌ماهه خود گزارش داد که خامنه‌ای، ۹۵ میلیارد دلار را در کنترل و مدیریت خود دارد. اصلی‌ترین کانون این دارایی «ستاد اجرایی فرمان امام» است. این کانون اقتصادی تقریباً بخش‌های اصلی اقتصاد ایران مانند صنایع نفت، بازار پول و ارتباطات را در دست دارد. این ستاد، سرمایه اولیه‌اش را از طریق ضبط و مصادرهٔ اموال مردم عادی ایران، از اعضای اقلیت‌های دینی گرفته تا تجار و ایرانیان خارج از کشور، تشکیل داده است. به‌گفتۀ بهزاد نبوی، چهار نهاد «ستاد اجرایی فرمان امام»، «قرارگاه خاتم‌الانبیاء»، «آستان قدس رضوی» و «بنیاد مستضعفان» ۶۰ درصد از ثروت ایران را به خود اختصاص داده و در اختیار دارند. این چهار نهاد وابسته به دفتر رهبر جمهوری اسلامی هستند. در ۶ مرداد ۱۳۹۹، سید پرویز فتاح، رئیس وقت بنیاد مستضعفان، در یک نشست خبری اعلام کرد که این بنیاد در سال ۱۳۹۸، ۳۶ هزار میلیارد تومان درآمد و ۷ هزار میلیارد تومان سود از گردش مالی خود داشته است. احمد توکلی در گفت‌و‌گویی با روزنامه اعتماد در مرداد ۹۹، با اشاره به ۳۶ هزار میلیارد تومان گردش مالی بنیاد مستضعفان در سال گفت:  «به‌اجرا درآمدن طرح شفافیت مالی کشور باید از دفتر خامنه‌ای شروع شود، در حالی که این دفتر مانع‌تراشی کرده و نمی‌گذارد این طرح پیش برود». به‌گفتۀ صدای آمریکا به نقل از رویترز، خرید سهام یکی از بزرگ‌ترین بانک‌های ایران در سال ۲۰۰۷ میلادی، و خرید سهام بزرگ‌ترین شرکت مخابراتی کشور در سال ۲۰۰۹ میلادی، یکی از اقدامات خامنه‌ای بود که توسط ستاد اجرایی فرمان امام اجرا شد و در نتیجه، این ستاد به‌عنوان یکی از صندوق‌های بزرگ سرمایه‌گذاری خصوصی جهان در سال ۲۰۱۰ درآمد.

## وضعیت جسمانی

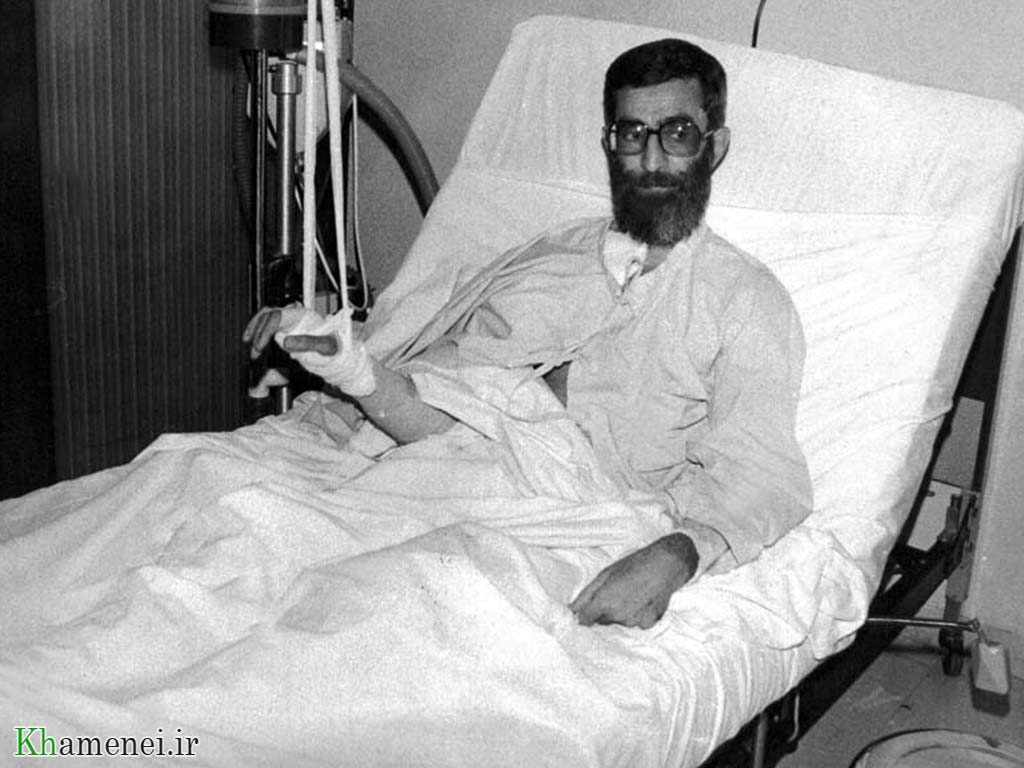
خامنه‌ای بر تخت بیمارستان پس از ترور نافرجام

خامنه‌ای در ۶ تیر ۱۳۶۰ در هنگام سخنرانی هدف ترور ناموفق قرار گرفت. او از ناحیه سینه، کتف و دست راست آسیب جدی دید و دست راست او از کار افتاد. در صبح ۱۷ شهریور ۱۳۹۳، وبگاه رسمی خامنه‌ای از عمل جراحی پروستات وی خبر داد. علیرضا مرندی، رئیس تیم معالج وی اعلام کرد: «مدتی بود که این عارضه در رهبر انقلاب ایجاد شده بود و نظر پزشکان این بود که اکنون زمان مناسبی برای عمل است و رهبر معظم انقلاب نیز از نظر پزشکان معالج تبعیت کردند». خامنه‌ای پس از هفت روز بستری، در تاریخ ۲۴ شهریور ۱۳۹۳ از بیمارستان مرخص شد. او پیش از رفتن به بیمارستان در مصاحبه با شبکهٔ خبر گفت: «جای نگرانی نیست. این به معنای آن نیست که مردم دعا نکنند، لیکن ان‌شاالله جای نگرانی نیست و یک عمل خیلی معمولی و عادی است.»

### شایعات و گمانه‌زنی‌ها
در ۲۸ نوامبر ۲۰۱۰، ویکی‌لیکس بخش‌هایی از اسناد و گزارش‌های طبقه‌بندی شده وزارت امور خارجه ایالات متحده آمریکا را افشا کرد. در یکی از اسناد، یک پیام در تابستان سال ۲۰۰۹ توسط کنسولگری آمریکا در استانبول ارسال شده است. در این پیام یک تاجر که نام و هویتش فاش نشده و از نزدیکان هاشمی رفسنجانی است، گفته است که خامنه‌ای به نوع نادری از سرطان خون مبتلاست و انتظار می‌رود در ماه‌های آینده بمیرد. در سال ۲۰۱۵، روزنامه فرانسوی فیگارو ادعا کرد که خامنه‌ای مبتلا به سرطان درجه چهار پروستات است و این خبر را از «چندین منبع در محافل اطلاعاتی غربی» به دست آورده است. مرحله چهارم این نوع سرطان وخیم‌ترین مرحله تلقی می‌شود و به گفته این روزنامه، منابع پزشکی اعتقاد داشتند که خامنه‌ای بیش از ۲ سال عمر نخواهد کرد.
بنابر گزارش بی‌بی‌سی و بازنشر آن توسط وبگاه نیوزویک و سان در آذر ۱۳۹۹، یک کاربر تأیید شده از سوی توییتر با حدود ۵۰۰ هزار دنبال‌کننده به اسم «محمد مجید» — با نام کاربری محمد اهوازی — نوشت که حال خامنه‌ای رو به وخامت است و به این علت، دیدار او با حسن روحانی در روز جمعه لغو شده و مسئولیت بیت رهبر به مجتبی خامنه‌ای منتقل شده است. او نوشت که اطرافیان وی، این دفعه نگران شده‌اند و پزشکان ارشد بیمارستان مسیح دانشوری برای معاینه حضور یافتند. با این وجود؛ مهدی فضائلی، از چهره اصولگرایان و از اعضای دفتر خامنه‌ای این موضوع را تکذیب کرد.
در شهریور ۱۴۰۱، پس از لغو دیدار سالانه با اعضای مجلس خبرگان رهبری، گمانه‌زنی‌ها دربارهٔ وخامت حال خامنه‌ای آغاز شد. روز ۲۳ شهریور علیرضا افشار، که برخی رسانه‌ها از جمله سایت العربیه او را محافظ پیشین میرحسین موسوی معرفی کرده‌اند، در صفحه توییتر خود مدعی شد که با گذشت دو شبانه‌روز، شیفت حلقه‌های چهارگانه محافظان خامنه‌ای تعویض نشده؛ در اندرونی بیت رهبری خبری است که نمی‌خواهند فعلاً به بیرون درز کند. نیویورک تایمز در ۲۵ شهریور به نقل از چهار منبع، در گزارشی نوشت که خامنه ای با «درد شدید معده و تب بالا مواجه شده» و «پس از عمل جراحی برای رفع انسداد روده» او اکنون در بستر بیماری است.‌ در ۲۶ شهریور رسانه‌های حکومتی عکسی از خامنه ای در مراسم مذهبی منتشر کردند و سعی در پایان گمانه زنی‌ها داشتند. اما نیویورک تایمز بر درست بودن گزارش پافشاری کرد و نوشت که از منابع ارشد این خبر را دریافت کرده است. به نوشته این روزنامه، ایستاده سخن گفتن او و عدم توانایی برای نشستن طولانی مدت، نشانه‌های بیماری خامنه‌ای را نشان می‌داد.

## یادکردها
1. ↑  «"IRAN 2015 HUMAN RIGHTS REPORT"» (PDF). بایگانی‌شده (PDF) از روی نسخه اصلی در ۲۱ ژانویه ۲۰۱۷. دریافت‌شده در ۱۶ ژانویه ۲۰۲۳.
2. ↑  «محکومیت خامنه‌ای توسط عفو بین‌الملل در ارتباط با ممنوع‌کردن دسترسی مردم ایران به واکسن – dorrtv». web.archive.org. ۲۰۲۳-۱۱-۲۳. بایگانی‌شده از اصلی در ۲۳ نوامبر ۲۰۲۳. دریافت‌شده در ۲۰۲۴-۰۹-۱۰.
3. ↑  «عضو خبرگان رهبری: نیروهای آتش به اختیار برای مقابله با جن و انس وارد عمل شوند». www.radiozamaneh.com. ۲۰۲۰-۰۴-۰۱. دریافت‌شده در ۲۰۲۴-۰۹-۱۰.
4. 1 2  فردا، رادیو (۲۰۲۵-۰۴-۱۰). «دادستان آرژانتین خواستار صدور حکم جلب خامنه‌ای به اتهام دخالت در انفجار آمیا شد». رادیو فردا. دریافت‌شده در ۲۰۲۵-۰۵-۱۴.
5. 1 2  «دادستان آرژانتین خواستار صدور حکم جلب علی خامنه‌ای شد – DW – ۱۴۰۴/۱/۲۱». dw.com. دریافت‌شده در ۲۰۲۵-۰۵-۱۴.
6. ↑  ایسنا. «واکنش مرندی به ادعای نیویورک تایمز دربارهٔ وضعیت سلامتی رهبر انقلاب».
7. ↑  Fassihi، Farnaz (۲۰۲۵-۰۶-۲۶). «Where Is Iran's Supreme Leader, Ayatollah Ali Khamenei?» (به انگلیسی). The New York Times. شاپا 0362-4331. دریافت‌شده در ۲۰۲۵-۰۶-۲۶.
8. ↑  «When the Supreme Leader emerges, he'll be leading a changed Iran». www.bbc.com (به انگلیسی). ۲۰۲۵-۰۶-۲۵. دریافت‌شده در ۲۰۲۵-۰۶-۲۶.
9. ↑  «خامنه‌ای پس از هفته‌ها غیبت در مراسم شب عاشورا حاضر شد و از مداح خواست که «ای ایران» بخواند». BBC News فارسی. ۲۰۲۵-۰۷-۰۵. دریافت‌شده در ۲۰۲۵-۰۷-۰۷.
10. 1 2 3 4 5 6 7 8 9 10 11 12 13 14 15 16 17 18 19 20 21 22 23 24 25 26 27 28 29 30 31 32 33 34 35 36 37 38 39 40 41 42 43 44 45 46 47 48 49 50 51 52 53 54 55 56 57 58 59  ولایتی، «خامنه‌ای»، دبا.
11. ↑  «زندگی‌نامه آیت الله خامنه ای»،  رادیوفردا.
12. 1 2 3  «Khameneʿi, ʿAlī.»،  The Oxford Encyclopedia of the Islamic World.
13. ↑  «زندگی‌نامه آیت‌الله خامنه‌ای - دوران کودکی و مدرسه»،  رادیو فردا.
14. ↑  Hovsepian-Bearce, Political Ideology…, 62.
15. 1 2 3  «زندگی‌نامه آیت الله خامنه ای»،  رادیو فردا.
16. ↑  ««زندگی‌نامه آیت‌الله خامنه‌ای - شیفته نواب صفوی»»،  رادیو فردا.
17. ↑  Hovsepian-Bearce, Political Ideology…, 64.
18. ↑  Hovsepian-Bearce, Political Ideology…, 66.
19. ↑  Hovsepian-Bearce, Political Ideology….
20. ↑  «خاطرهٔ کمتر شنیده شدهٔ آیت الله خامنه‌ای از رهبر فدائیان اسلام.»،  خبرگزاری تسنیم۱.
21. ↑  «اولین آتش را نواب صفوی در دل ما روشن کرد»،  ایرنا.
22. ↑  بهبودی، شرح اسم، ۱:‎ ۱۳۴.
23. ↑  بهبودی، شرح اسم، ۱:‎ ۱۶۲–۱۷۶.
24. ↑  بهبودی، شرح اسم، ۱:‎ ۳۵۵.
25. ↑  «زندگی‌نامه رهبرعالی قدر انقلاب»،  همشهری.
26. ↑  «زندگی‌نامه آیت الله خامنه ای (بخش نهم)- جایگاه او در آستانه انقلاب ایران»،  رادیوفردا.
27. ↑  «زندگی‌نامه آیت الله خامنه ای (بخش دهم)- راهیابی به حلقه خاص خمینی»،  رادیو فردا.
28. 1 2  «زندگی‌نامه آیت‌الله خامنه‌ای (بخش یازدهم)-جبهه‌گیری در برابر اولین رئیس‌جمهوری منتخب ایران»،  رادیو فردا.
29. ↑  «زندگی‌نامه آیت‌الله خامنه‌ای (بخش دوازدهم)-در مجلس اول علیه بنی‌صدر»،  رادیوفردا۵.
30. 1 2  «تصویر اولین حضور آیت‌الله خامنه‌ای در نماز جمعه تهران | ۲۴۰ بار اقامه نماز در ۴۰ سال»،  همشهری.
31. ↑  «گزارش: انفجار در نمازجمعه تهران؛ از استقامت آیت‌الله خامنه‌ای تا شعار مردم علیه منافقین»،  تسنیم.
32. 1 2  «ترور علی خامنه‌ای، ۳۵ سال بعد»،  بی‌بی‌سی.
33. ↑  «زندگی‌نامه آیت‌الله خامنه‌ای (بخش چهاردهم)- روزی که خامنه‌ای ترور شد»،  رادیو فردا.
34. ↑  «عامل و طراح سوءقصد به جان آیت‌الله خامنه‌ای چه کسی بود؟ /شباهت‌های دو گروه تروریستی»،  خبرآنلاین.
35. ↑  «بنی صدر: آقای خامنه‌ای از روحانیان انقلابی خیلی عقب‌تر بود»،  بی‌بی‌سی.
36. ↑  «دروغ‌های بنی صدر پیرامون امام خامنه ای»،  مشرق.
37. 1 2 3  «اختلافات ۲۹ ساله آیت الله خامنه ای و میر حسین موسوی از کجا آغاز شد؟»،  رادیو فردا.
38. ↑  «روایت میرسلیم از اختلاف نظرها بین خامنه‌ای و موسوی»،  خبرآنلاین.
39. ↑  «ناطق نوری، انتخاب مجدد میرحسین موسوی به نخست‌وزیری و ماجرای ۹۹ نفر»،  مرکز اسناد انقلاب اسلامی.
40. ↑  «بازخوانی یک واقعه تاریخی / رئیس‌جمهوری که مظلوم بود و به مخالفت با ولایت متهم شد». ایرنا. ۲۰۱۳-۰۵-۲۷. بایگانی‌شده از روی نسخه اصلی در ۱۱ اکتبر ۲۰۲۲. دریافت‌شده در ۲۰۲۲-۱۰-۱۱.
41. 1 2  «تاریخچه شورای عالی انقلاب فرهنگی»،  ایرنا.
42. ↑  «نامه امام در عزل آقای منتظری»،  فارس.
43. ↑  «پاسخ به چند سؤال دربارهٔ انتخاب آیت‌الله خامنه‌ای به‌عنوان رهبر انقلاب در سال ۶۸»،  تسنیم.
44. 1 2  «ناشنیده‌هایی از نشست مجلس خبرگان»،  خبرآنلاین.
45. ↑  «رأی‌گیری بر سر «استعفای آیت‌الله منتظری»»،  رادیو فردا.
46. ↑  «سال سرنوشت ساز ۶۸: تصویر آیت‌الله خامنه‌ای در خاطرات هاشمی رفسنجانی»،  بی‌بی‌سی.
47. ↑  «روزی که آیت‌الله خامنه‌ای به رهبری انتخاب شد»،  تسنیم.
48. ↑  «واکنش خامنه‌ای در سه دهه حکمرانی به اعتراضات چه بوده؟». بی‌بی‌سی فارسی. ۱۱ مهر ۱۴۰۱. بایگانی‌شده از روی نسخه اصلی در ۴ اکتبر ۲۰۲۲. دریافت‌شده در ۲۷ نوامبر ۲۰۲۲.
49. ↑  «قتل‌های زنجیره‌ای ایران، بیست سال بعد». بی‌بی‌سی. ۳۰ آبان ۱۳۹۷. بایگانی‌شده از روی نسخه اصلی در ۲۰ نوامبر ۲۰۲۲. دریافت‌شده در ۱۸ بهمن ۱۴۰۰.
50. ↑  «آیت‌الله خامنه‌ای و «قتل‌های زنجیره‌ای»». ایران اینترنشنال. ۲۰۱۸-۱۱-۲۹. دریافت‌شده در ۲۰۲۲-۱۱-۲۰. کاراکتر C1 control character در |نشانی= در موقعیت 57 (کمک)[پیوند مرده]
51. ↑  «مروری بر اعتراضات مردمی پس از انقلاب اسلامی ایران؛ از مبارزه با حجاب اجباری تا مطالبات معیشتی». voanews. بایگانی‌شده از روی نسخه اصلی در ۲۰ نوامبر ۲۰۲۲.
52. ↑  «۲۰ سالگی توقیف مطبوعات؛ 'غمی که دائمی‌شد'». bbc. بایگانی‌شده از روی نسخه اصلی در ۲۰ نوامبر ۲۰۲۲.
53. ↑  «Iran Protests Spread to 10 Cities in Widest Unrest Since January». بایگانی‌شده از روی نسخه اصلی در ۲۷ مارس ۲۰۱۹. دریافت‌شده در ۲۰ نوامبر ۲۰۲۲.
54. 1 2  «خیز نمایندگان برای تک نرخی کردن بنزین؛ حرکتی سیاسی یا مردمی؟». dw.com. دویچه وله. ۷ آذر ۱۳۹۸. بایگانی‌شده از روی نسخه اصلی در ۱۶ دسامبر ۲۰۱۹. دریافت‌شده در ۱۰ آذر ۱۳۹۸.
55. ↑  «حمایت مقام معظم رهبری از تصمیم سران سه قوه». ایرنا. ۲۷ آبان ۱۳۹۸. بایگانی‌شده از روی نسخه اصلی در ۱۹ نوامبر ۲۰۱۹. دریافت‌شده در ۲۶ نوامبر ۲۰۱۹.
56. ↑  «رهبر ایران با حمایت از افزایش بهای بنزین: تخریب و آتش زدن کار اشرار است». یورونیوز. ۱۷ نوامبر ۲۰۱۹. بایگانی‌شده از روی نسخه اصلی در ۲۳ نوامبر ۲۰۱۹. دریافت‌شده در ۲۶ نوامبر ۲۰۱۹.
57. ↑  «آتش زدن به فلان بانک این کار مردم نیست، این کار اشرار است». خبرگزاری میزان. ۲۷ آبان ۱۳۹۸. دریافت‌شده در ۲۶ نوامبر ۲۰۱۹.
58. ↑  «سازمان عفو بین‌الملل: دست‌کم ۱۴۳ نفر در اعتراض‌های ایران کشته شده‌اند». dw.com. دویچه وله. ۴ آذر ۱۳۹۸. دریافت‌شده در ۵ آذر ۱۳۹۸.
59. ↑  «حکم حکومتی خامنه‌ای؛ نمایندگان مجلس حتی اختیار مخالفت با افزایش سه‌برابری قیمت بنزین را هم ندارند». voanews.com. صدای آمریکا. ۳ آذر ۱۳۹۸. بایگانی‌شده از روی نسخه اصلی در ۲۸ نوامبر ۲۰۱۹. دریافت‌شده در ۱۰ آذر ۱۳۹۸.
60. ↑  «لاریجانی: دولت گمان نمی‌کرد اجرای سهمیه‌بندی اینقدر تبعات داشته باشد / برای ریاست جمهوری برنامه‌ای ندارم». snn.ir. خبرگزاری دانشجو. ۱۰ آذر ۱۳۹۸. بایگانی‌شده از روی نسخه اصلی در ۱۶ دسامبر ۲۰۱۹. دریافت‌شده در ۱۰ آذر ۱۳۹۸.
61. ↑  «رویترز: حدود ۱۵۰۰ نفر در اعتراضات آبان کشته شده‌اند». BBC News فارسی. بایگانی‌شده از روی نسخه اصلی در ۲۱ نوامبر ۲۰۲۲. دریافت‌شده در ۲۰۲۲-۱۲-۲۶.
62. ↑  "Special Report: Iran's leader ordered crackdown on unrest - 'Do whatever it takes to end it'" (به انگلیسی). 2019-12-23. Archived from the original on 23 December 2019. Retrieved 2022-12-26.
63. ↑  «رویترز: خامنه‌ای دستور داد «هر کار لازم است بکنید»، «۱۵۰۰» نفر کشته شدند». رادیو فردا. بایگانی‌شده از روی نسخه اصلی در ۲۳ دسامبر ۲۰۱۹. دریافت‌شده در ۲۰۲۲-۱۲-۲۶.
64. ↑  «رویترز: با دستور خامنه‌ای حدود ۱۵۰۰ نفر از معترضان کشته شدند». صدای آمریکا. بایگانی‌شده از روی نسخه اصلی در ۲۵ اکتبر ۲۰۲۲. دریافت‌شده در ۲۰۲۲-۱۲-۲۶.
65. ↑  «موافقت رهبر ایران با 'شهید' خواندن بعضی کشته‌شدگان اعتراض‌های آبان». BBC News فارسی. ۲۰۱۹-۱۲-۰۴. بایگانی‌شده از روی نسخه اصلی در ۲۰ نوامبر ۲۰۲۲. دریافت‌شده در ۲۰۲۲-۰۱-۲۶.
66. ↑  «U.S. Department of State». United States Department of State (به انگلیسی). بایگانی‌شده از روی نسخه اصلی در ۳۰ دسامبر ۱۹۹۶. دریافت‌شده در ۲۰۲۰-۰۱-۰۳.
67. ↑  «سپاه از حمله سنگین موشکی به پایگاه هوایی آمریکا در عراق خبر داد». ایندیپندنت فارسی. ۲۰۲۰-۰۱-۰۸. بایگانی‌شده از روی نسخه اصلی در ۲۰ نوامبر ۲۰۲۲. دریافت‌شده در ۲۰۲۰-۰۱-۰۷.
68. ↑  «شعار در برابر پلی‌تکنیک: مرگ بر این ولایت، این همه سال جنایت». www.radiozamaneh.com. بایگانی‌شده از روی نسخه اصلی در ۲ ژانویه ۲۰۲۳. دریافت‌شده در ۲۰۲۳-۰۱-۰۲.
69. 1 2  «اعتراض‌ها به سرنگونی هواپیمای مسافربری توسط سپاه، به شهرهای مختلف کشیده شد». رادیو فردا. بایگانی‌شده از روی نسخه اصلی در ۲۵ دسامبر ۲۰۲۲. دریافت‌شده در ۲۰۲۳-۰۱-۰۲.
70. ↑  «از «این ماه ماه آخره» تا «فرمانده کل قوا، استعفا، استعفا»». رادیو فردا. بایگانی‌شده از روی نسخه اصلی در ۱۶ ژانویه ۲۰۲۰. دریافت‌شده در ۲۰۲۳-۰۱-۰۹.
71. ↑  «ادامه اعتراضات دانشجویان به شلیک موشک به هواپیمای اوکراینی؛ دست‌کم ۴ دانشجو در اعتراضات بازداشت شدند». صدای آمریکا. بایگانی‌شده از روی نسخه اصلی در ۲۰ نوامبر ۲۰۲۲. دریافت‌شده در ۲۰۲۰-۰۱-۱۷.
72. ↑  «تشکر «او» از مسئولان شلیک به هواپیما». رادیو فردا. بایگانی‌شده از روی نسخه اصلی در ۲ ژانویه ۲۰۲۳. دریافت‌شده در ۲۰۲۳-۰۱-۰۲.
73. ↑  «تشکر «او» از مسئولان شلیک به هواپیما». رادیو فردا. دریافت‌شده در ۲۰۲۰-۰۱-۲۷.
74. ↑  «ابوالفضل قدیانی خامنه‌ای را مسئول فاجعه اصفهان دانست – DW – ۱۴۰۰/۹/۸». dw.com. بایگانی‌شده از روی نسخه اصلی در ۱۵ آوریل ۲۰۲۳. دریافت‌شده در ۲۰۲۳-۰۱-۱۷.
75. ↑  France-Presse, Agence (2022-11-06). "Fresh protests erupt in Iran's universities and Kurdish region". the Guardian (به انگلیسی). Archived from the original on 26 November 2022. Retrieved 2022-11-19.
76. ↑  «اعلام برائت خواهرِ خامنه‌ای از «خلافت مستبدانه» رهبر جمهوری اسلامی». رادیو فردا. بایگانی‌شده از روی نسخه اصلی در ۷ دسامبر ۲۰۲۲. دریافت‌شده در ۲۰۲۲-۱۲-۲۴.
77. ↑  «خواهر خامنه‌ای از برادرش اعلام برائت کرد». ایندیپندنت فارسی. ۲۰۲۲-۱۲-۰۷. بایگانی‌شده از روی نسخه اصلی در ۲۹ ژانویه ۲۰۲۳. دریافت‌شده در ۲۰۲۲-۱۲-۲۴.
78. ↑  «خواهر علی خامنه‌ای با برائت جستن از او جمهوری اسلامی را جنایتکار خواند». ار. اف. ای - RFI. ۲۰۲۲-۱۲-۰۷. بایگانی‌شده از روی نسخه اصلی در ۱ ژانویه ۲۰۲۳. دریافت‌شده در ۲۰۲۲-۱۲-۲۴.
79. ↑  «خامنه‌ای از شبه نظامیان بسیجی موظف به سرکوب معترضان تمجید کرد». صدای امریکا. ۲۰۲۲-۱۱-۲۶. بایگانی‌شده از روی نسخه اصلی در ۴ دسامبر ۲۰۲۲. دریافت‌شده در ۲۰۲۳-۱۲-۱۵.
80. ↑  «دهمین هفته اعتراض‌های سراسری؛ خامنه‌ای: «بساط شرارت» جمع خواهد شد». صدای آمریکا. ۲۰۲۲-۱۱-۱۹. دریافت‌شده در ۲۰۲۵-۰۳-۱۲.
81. ↑  «سازمان‌های حقوق‌بشری: حدود ۵۰ معترض طی یک هفته در کردستان، کرمانشاه و آذربایجان‌غربی کشته شدند». صدای آمریکا. ۲۰۲۲-۱۱-۲۱. دریافت‌شده در ۲۰۲۵-۰۳-۱۲.
82. ↑  «آمار جان‌باختگان اعتراضات سراسری ایران تا ۲۶ آذر به ۴۹۶ نفر افزایش یافت». صدای آمریکا. ۲۰۲۲-۱۲-۱۸. دریافت‌شده در ۲۰۲۵-۰۳-۱۲.
83. ↑  «علی خامنه‌ای حملات حماس را «حماسه» نامید و از طراحان آن تقدیر کرد». صدای آمریکا. ۲۰۲۳-۱۰-۱۰. دریافت‌شده در ۲۰۲۳-۱۲-۲۵.
84. ↑  Wintour، Patrick؛ editor، Patrick Wintour Diplomatic (۲۰۲۴-۱۰-۰۲). «Iran braces for Israeli strikes as supreme leader calls for west to leave Middle East» (به انگلیسی). The Guardian. شاپا 0261-3077. دریافت‌شده در ۲۰۲۴-۱۰-۰۲.
85. ↑  «دیدار نخبگان و استعدادهای برتر علمی با رهبر انقلاب». دفتر حفظ و نشر آثار. ۱۱ مهر ۱۴۰۳. دریافت‌شده در ۱۱ مهر ۱۴۰۳.
86. ↑  Fassihi، Farnaz؛ Nauman، Qasim؛ Boxerman، Aaron؛ Kingsley، Patrick؛ Bergman، Ronen (۲۰۲۵-۰۶-۱۳). «Israel Strikes Iran's Nuclear Program, Killing Top Military Officials: Live Updates» (به انگلیسی). The New York Times. شاپا 0362-4331. دریافت‌شده در ۲۰۲۵-۰۶-۱۳.
87. ↑  Fassihi، Farnaz (۲۰۲۵-۰۶-۲۱). «Sheltering in a Bunker, Iran's Supreme Leader Prepares for the Worst» (به انگلیسی). The New York Times. شاپا 0362-4331. دریافت‌شده در ۲۰۲۵-۰۶-۲۶.
88. ↑  Fassihi، Farnaz (۲۰۲۵-۰۶-۲۶). «Where Is Iran's Supreme Leader, Ayatollah Ali Khamenei?» (به انگلیسی). The New York Times. شاپا 0362-4331. دریافت‌شده در ۲۰۲۵-۰۶-۲۶.
89. ↑  «When the Supreme Leader emerges, he'll be leading a changed Iran». www.bbc.com (به انگلیسی). ۲۰۲۵-۰۶-۲۵. دریافت‌شده در ۲۰۲۵-۰۶-۲۶.
90. ↑  «گزارش اختصاصی از فروپاشی روانی خامنه‌ای در مخفی‌گاه زیر فشار حمله اسرائیل». www.iranintl.com. ۲۰۲۵-۰۶-۱۶. دریافت‌شده در ۲۰۲۵-۰۶-۲۳.
91. ↑  «When the Supreme Leader emerges, he'll be leading a changed Iran». www.bbc.com (به انگلیسی). ۲۰۲۵-۰۶-۲۵. دریافت‌شده در ۲۰۲۵-۰۶-۲۹.
92. ↑  «رهبر انقلاب: رژیم صهیونی زیر ضربات جمهوری اسلامی تقریباً از پا درآمد». خبرگزاری مهر | اخبار ایران و جهان | Mehr News Agency. ۲۰۲۵-۰۶-۲۶. دریافت‌شده در ۲۰۲۵-۰۶-۲۹.
93. ↑  Ravid, Barak (2025-06-27). "Trump suspends possible Iran sanctions relief after Khamenei speech". Axios (به انگلیسی). Retrieved 2025-06-29.
94. ↑  «خویشاوندان آیت‌الله خامنه‌ای چه کسانی هستند»،  بی‌بی‌سی.
95. ↑  «زندگی‌نامه آیت الله خامنه ای (بخش نخست)- تولد و والدین»،  رادیوفردا.
96. 1 2  «زندگی‌نامه آیت‌الله خامنه‌ای (بخش دوم)- معرفی برادران و خواهران»،  رادیوفردا.
97. ↑  «توضیحات هادی خامنه‌ای در مجلس راجع به کاریکاتور اهانت‌آمیز»،  صدای آمریکا.
98. ↑  «کاریکاتور روزولت در ایران بحران آفرید»،  بی‌بی‌سی.
99. ↑  «اعلام برائت خواهرِ خامنه‌ای از «خلافت مستبدانه» رهبر جمهوری اسلامی». رادیو فردا. ۱۶ آذر ۱۴۰۱. بایگانی‌شده از روی نسخه اصلی در ۷ دسامبر ۲۰۲۲. دریافت‌شده در ۷ دسامبر ۲۰۲۲.
100. ↑  «خواهر رئیس‌جمهور ایران برای پیوستن به شوهرش در عراق از کشور گریخت»،  نیویورک تایمز.
101. ↑  «اعضای شورای نمایش معرفی شدند»،  مشرق نیوز.
102. ↑  «ماجرای ازدواج سیدعلی/ خطبه عقد را چه کسی خواند؟». مشرق. ۸ آذر ۱۳۹۱. دریافت‌شده در ۱۹ سپتامبر ۲۰۲۴.
103. ↑  «همسران رؤسای جمهور ایران -- منصوره خجسته باقرزاده»،  اسپوتنیک.
104. ↑  «ماجرای ازدواج سیدعلی»،  مشرق نیوز.
105. ↑  «زنان رؤسای جمهور از چه جایگاهی برخوردار هستند؟»،  صبح نو.
106. ↑  «همه همسران رؤسای جمهور ایران -- منصوره خجسته باقرزاده»،  عصرایران.
107. 1 2  «همه همسران رؤسای جمهور ایران»،  ایسنا.
108. ↑  «آلبوم عکس: همه همسران سران»،  بی‌بی‌سی.
109. 1 2  «خویشاوندان آیت‌الله خامنه‌ای چه کسانی هستند»،  بی‌بی‌سی.
110. ↑  «هشدار میرحسین موسوی دربارهٔ "توطئه رهبری موروثی" در ایران». dw.com. بایگانی‌شده از روی نسخه اصلی در ۱۰ نوامبر ۲۰۲۲. دریافت‌شده در ۲۰۲۲-۱۱-۱۰.
111. ↑  «خبرگان گزارش‌ها دربارهٔ «جانشینی موروثی» مجتبی خامنه‌ای را «شبهه‌پراکنی» خواند». رادیو فردا. بایگانی‌شده از روی نسخه اصلی در ۱۰ نوامبر ۲۰۲۲. دریافت‌شده در ۲۰۲۲-۱۱-۱۰.
112. ↑  «درس خارج فقه آیت‌الله خامنه‌ای و تربیت تکنیسین‌های دیوانسالاری مذهبی»،  رادیوفردا.
113. ↑  «تأیید رهبری آیت‌الله خامنه‌ای از سوی علمای بزرگ»،  خبرآنلاین.
114. ↑  «هاشمی شاهرودی؛ حذف شده در دوره خمینی، مقبول خامنه‌ای»،  رادیوفردا.
115. ↑  «نظرات آقایان آیات استادی، محسنی گرکانی، هاشمی، و مجتهدی در خصوص اعلمیت یا اصلح بودن تقلید از آیت‌الله العظمی خامنه ای»،  صالحات.
116. ↑  «ظرات آقایان آیات حکیم، نجفی خوانساری، شفیعی، و قزلجه ای در خصوص اعلمیت یا اصلح بودن تقلید از آیت‌الله العظمی خامنه ای»،  صالحات.
117. ↑  «اعلمیت یا اصلح بودن تقلید از خامنه‌ای»،  صالحات.
118. ↑  «فضل‌الله هرگز مرجعیت آیت‌الله خامنه‌ای را نپذیرفت»،  دویچه‌وله.
119. ↑  «آذری قمی از چه کسی عذرخواهی کرد؛ آیت‌الله خامنه‌ای یا مردم؟»،  بی‌بی‌سی.
120. ↑  «مهدی خزعلی: پدرم مخالف مرجعیت آیت‌الله خامنه‌ای بود و زیر فشار دفتر رهبری استعفا کرد»،  رادیوفردا.
121. ↑  «مخالفان مرجعیت رهبری در جامعهٔ مدرسین»،  سایت شخصی کدیور.
122. ↑  «آیت الله مؤمن، فقیهی دوچهره»،  رادیوفردا.
123. ↑  خامنه‌ای، درر الفوائد فی اجوبه القائد.
124. ↑  Abrahamian, A History of Modern Iran, 182.
125. ↑  «مستندات یک عملیات رسانه‌ای: تثبیت رهبری 'آیت‌الله خامنه‌ای'»،  بی‌بی‌سی.
126. ↑  «جلسه خبرگان رهبری و انتخاب علی خامنه ای به رهبری»،  رادیوفردا.
127. ↑  «سال سرنوشت ساز ۶۸: تصویر آیت‌الله خامنه‌ای در خاطرات هاشمی رفسنجانی»،  بی‌بی‌سی.
128. ↑  «نگاهی تاریخی به حذف شرط مرجعیت از شروط مورد نیاز رهبری»،  مهرنیوز.
129. ↑  Hovsepian-Bearce, Political Ideology…, 103.
130. ↑  Hovsepian-Bearce, Political Ideology…, 70.
131. ↑  Hovsepian-Bearce, Political Ideology…, 80.
132. ↑  Hovsepian-Bearce, Political Ideology…, 103.
133. ↑  «انسان 250 ساله» چگونه خلق شد؟»،  تسنیم.
134. ↑  Hovsepian-Bearce, Political Ideology…, 103.
135. ↑  «متن درس خارج فقه رهبر انقلاب در موضوع غنا و موسیقی منتشر شد»،  تسنیم.
136. ↑  «کتاب «فلسطین» از منظر رهبر معظم انقلاب اسلامی منتشر شد»،  ایسنا.
137. ↑  «کتاب «دو امام مجاهد» به چاپ یازدهم رسید»،  مهرنیوز.
138. ↑  “Ayatollah Khamenei Appeals to Western Youth on Islam and Prejudice”,  The New York Times.
139. ↑  «واکنش‌ها به تمجید خامنه‌ای از دانشجویان حامی غزه در آمریکا». بی‌بی‌سی فارسی. ۳۰ مه ۲۰۲۴. دریافت‌شده در ۹ ژوئن ۲۰۲۴.
140. ↑  ««تهاجم ترکیبی» رمز عملیات جدید خامنه‌ای»،  صدای آمریکا.
141. ↑  «فرمان تهاجم ترکیبی و جهاد تبیین»،  روزنامه اعتماد.
142. ↑  «تأسیس مجمع جهانی اهل بیت (ع)»،  مرکز دایرةالمعارف بزرگ اسلامی.
143. ↑  «رئیس جدید دانشگاه المصطفی را بشناسید»،  خبرگزاری تسنیم.
144. ↑  آذرنگ، «بنیاد دایرةالمعارف اسلامی»، دانشنامه جهان اسلام.
145. ↑  «بنیاد حفظ آثار و نشر ارزش‌های دفاع مقدس»،  خبرگزاری تسنیم.
146. ↑  «مجمع تقریب مذاهب تشکیل شد»،  ایرنا.
147. ↑  «همه چیز دربارهٔ شورای عالی فضای مجازی»،  باشگاه خبرنگاران جوان.
148. ↑  «شورای عالی قرآن»،  خبرگزاری تسنیم.
149. ↑  «فرسایش زبان فارسی»،  ایرنا.
150. ↑  شرح اسم، زندگی‌نامه آیت الله سید علی حسینی خامنه ای 71-72.
151. ↑  «مطروحه‌ای از رهبر انقلاب»،  خامنه‌ای دات‌آی‌آر.
152. 1 2  «نگاه رهبر انقلاب به زبان فارسی»،  خبرگزاری تسنیم.
153. ↑  «علاقه آیت‌الله خامنه‌ای به شعر و ادبیات»،  نسیم آنلاین.
154. 1 2  “Ali Khamenei”,  britannica.
155. ↑  «نظر آقای رئیس‌جمهور به نظر بنده نزدیک‌تر است»،  رادیو فردا.
156. ↑  «آیت‌الله خامنه‌ای ورود واکسن کرونا از آمریکا و بریتانیا را ممنوع کرد». BBC News فارسی. بایگانی‌شده از روی نسخه اصلی در ۹ نوامبر ۲۰۲۲. دریافت‌شده در ۲۰۲۲-۱۱-۰۹.
157. ↑  «خامنه‌ای تقصیر وضعیت وخیم اقتصادی را متوجه «مسئولان دهه ۹۰» دانست.»،  رادیوفردا.
158. ↑  «Khamenei plays down Iran’s economic woes»،  middle-east-online.
159. ↑  «Iran looks to science as source of pride»،  Boston Globe.
160. ↑  «Science over ethics?»،  channel4news.
161. ↑  Majd,, The Ayatollah Begs to Differ, 59.
162. ↑  Amin Saikal, Iran Rising: The Survival and Future of the Islamic Republic, 95.
163. ↑  اسد، «تحلیل گفتمانی سیاست خارجی آیت الله خامنه ای»، پژوهش‌های سیاست اسلامی.
164. ↑  «Iran's supreme leader accuses Saudis of 'genocide' in Yemen». The Guardian. بایگانی‌شده از روی نسخه اصلی در ۱۳ اکتبر ۲۰۲۲. دریافت‌شده در ۱۲ اکتبر ۲۰۲۲.
165. ↑  «L’Iran et les EtatsUnis après l’accord sur le nucléaire: paix froide ou réconciliation?»،  carin.
166. ↑  "Assad meets Khamenei in first Iran visit since Syrian war began" (به انگلیسی). 2019-02-25. Archived from the original on 11 December 2020. Retrieved 2022-11-10.
167. ↑  “The Latest: Indonesia sends 34 tons of aid for Rohingya”,  NY Daily News.
168. ↑  «اقتصاد اسلامی»،  دفترحفظ ونشرآثارآیت الله خامنه ای.
169. ↑  «طراحی مدل تعاملی گونه‌های فرهنگ سازمانی»،  فرهنگ دردانشگاه اسلامی.
170. ↑  «اقتصاد مقاومتی، قرارگاه اقتصاد مقاومتی»،  دفترحفظ ونشرآثارآیت الله خامنه ای.
171. ↑  «جهش تولید»،  دفترحفظ ونشرآثارآیت الله خامنه ای.
172. ↑  «Khamenei says Iran should increase military might to prevent war»،  reuters20.
173. ↑  «khamenei's First Speech of 2021: Reemphasizing U.S. Weakness, Iranian Self-Reliance»،  Washington Institute.
174. ↑  «'انتقام سخت' کشته شدن قاسم سلیمانی؛ 'زمان مناسبی' که نرسید و 'مکان مناسبی' که پیدا نشد». BBC News فارسی. بایگانی‌شده از روی نسخه اصلی در ۱۳ اکتبر ۲۰۲۲. دریافت‌شده در ۲۰۲۲-۱۰-۱۳.
175. ↑  “"An Iran option the US prefers to ignore"”,  Asia Times.
176. 1 2  “When the Ayatollah Said No to Nukes”,  Foreign Policy.
177. ↑  «Iran says will not halt uranium enrichment»،  Reuters.
178. ↑  “Did Iran’s supreme leader issue a fatwa against”,  Washington Post.
179. ↑  «ند پرایس می‌گوید فتوای خامنه‌ای هرگز مبنای تصمیم آمریکا برای جلوگیری از دستیابی به سلاح هسته‌ای نبوده است». صدای آمریکا. بایگانی‌شده از روی نسخه اصلی در ۳ اکتبر ۲۰۲۲. دریافت‌شده در ۲۰۲۲-۱۰-۱۳.
180. ↑  «ولی فقیه، مشروعیت خود را از مردم می‌گیرد یا خدا؟»،  بی‌بی‌سی فارسی.
181. ↑  «ولایت فقیه و حکم حاکم»،  خامنه‌ای دات‌آی‌آر.
182. ↑  «اظهارات رهبر دربارهٔ «ولایت مطلقه فقیه»»،  رادیو فردا.
183. ↑  «حرفی نمی‌زنم مگر آنکه دستور باشد»،  بی‌بی‌سی فارسی.
184. ↑  «عقب‌نشینی فقه سنتی در برابر هنر؟»،  بی‌بی‌سی فارسی.
185. ↑  «در مخاطب‌شناسی دچار توهم بودیم»،  خامنه‌ای دات‌آی‌آر.
186. ↑  Hovsepian-Bearce, Political Ideology…, 83.
187. ↑  «شاخصه‌های زن در انقلاب اسلامی»،  رادیو فرانسه فارسی.
188. ↑  «حضور زنان در صحنه»،  دفترحفظ ونشرآثارآیت الله خامنه ای.
189. 1 2  «راهکارهای مقابله با فرهنگ غرب»،  جهاددانشگاهی.
190. 1 2  Hughes, “Women and Reform in Iran”, University of Rhode Island.
191. ↑  «حضور زنان در مناصب اجرایی افتخار ندارد»،  بی‌بی‌سی فارسی.
192. ↑  «بیانات در دیدار جمعی از مداحان»،  خامنه‌ای دات‌آی‌آر.
193. ↑  Sadjadpour, Karim، «Reading Khamenei: The World View of Iran's Most Powerful Leader».
194. ↑  «وقتی سیا اصطلاح «تئوری توطئه» را اختراع کرد»،  مشرق‌نیوز.
195. ↑  «امام مذاکره با آمریکا را ممنوع کرد»،  ایسنا.
196. ↑  آبراهامیان، کودتا، ۳۰۶.
197. ↑  «انگلیس خبیث داعش را برای مقابله با ایران درست کرد»،  رادیو فردا.
198. ↑  «بحران کشمیر؛ نتیجه معاهده انگلیسی»،  خامنه‌ای دات‌آی‌آر.
199. ↑  «خامنه‌ای خواستار خودداری از سفرهای خارجی»،  بی‌بی‌سی فارسی.
200. ↑  «Why Iran's Anti-Semitism Matters»،  The Atlantic.
201. ↑  «Iranian Leader: Israel A "Cancerous Tumor»،  CBS News.
202. ↑  «Khamenei: Israel will no longer exist in 25 years»،  Al Monitor.
203. ↑  Khameneʿi, ʿAlī, “John L. Esposito”, The Oxford Encyclopedia of the Islamic World.
204. ↑  Farda, Radio (2019-11-15). "Iran's Khamenei Says Islamic Republic Not Enemy Of Jewish People". Radio Free Europe / Radio Liberty. Retrieved 2024-08-01.
205. ↑  "Khamenei: Iran not calling for elimination of Jews, wants non-sectarian Israel". Reuters. 2019-11-15. Retrieved 2024-08-01.
206. ↑  Kirsh, Elana; Pacchiani, Gianluca; Sokol, Sam; Fabian, Emanuel; Hafezi, Parisa; Rasheed, Ahmed; Bassam, Laila (2020-05-20). "Khamenei explains 'final solution' poster: I want Israel destroyed, not all Jews". The Times of Israel. Retrieved 2024-08-01.
207. ↑  «آیت الله خامنه ای: باید نگاهمان به شرق باشد»،  بی‌بی‌سی.
208. ↑  «رویکرد نگاه به شرق از دیدگاه رهبر انقلاب»،  خبرآنلاین.
209. ↑  «رهبر ایران: روابط با شرق و غرب باید تقویت شود»،  یورونیوز.
210. ↑  «Iran's Khamenei questions 'certainty' of Holocaust»،  Jerusalem Post.
211. ↑  تسنیم. «خامنه‌ای به جوانان فرانسه: از رئیس‌جمهورتان بپرسید چرا تردید در هولوکاست، جُرم اما اهانت به پیامبر آزاد است؟».
212. ↑  «دیوان عالی ایران حکم اعدام به اتهام توهین به پیامبر اسلام را «تأیید کرد»». رادیو فردا. بایگانی‌شده از روی نسخه اصلی در ۱۷ اکتبر ۲۰۲۲. دریافت‌شده در ۲۰۲۲-۱۰-۱۳.
213. ↑  — ماده ۵۱۳، قانون مجازات اسلامی ایران
214. ↑  «Iran leader wins plaudits over sectarian strife fatwawar»،  reuters20.
215. ↑  «وحدت اسلامی»،  دفترحفظ ونشرآثارآیت الله خامنه ای.
216. ↑  Economist Intelligence, The China challenge.
217. ↑  «فوربس: پوتین در صدر فهرست قدرتمندترین شخصیت‌های جهان قرار گرفت». بی‌بی‌سی فارسی. بایگانی‌شده از روی نسخه اصلی در ۲۳ اکتبر ۲۰۲۲. دریافت‌شده در ۲۷ نوامبر ۲۰۲۲.
218. ↑  “ali hoseini khamenei”,  forbes.
219. ↑  «آیت الله خامنه‌ای؛ مرد فضاهای خالی»،  بی‌بی‌سی فارسی.
220. ↑  «آقای خامنه‌ای توان درس گرفتن از تاریخ ندارد»،  اینستاگرام بی‌بی‌سی فارسی.
221. ↑  «دیدگاه جهانی قدرتمندترین رهبر ایران»،  موقوفه کارنگی.
222. ↑  Sadjadpour, Karim (۳ اکتبر ۲۰۱۹). "Iranian Supreme Leader Ali Khamenei Is One Despot Trump Might Not Win Over". Time (به انگلیسی). Archived from the original on 9 December 2022. Retrieved 27 November 2022.
223. ↑  «درندگان آزادی رسانه‌ها»،  صدای آمریکا.
224. ↑  «درندگان آزادی اطلاع‌رسانی در جهان»،  رادیو فردا.
225. ↑  “Spotlight on Press Tyrants”,  cpj.org.
226. ↑  «مجلس ششم، ضعف نمایندگان یا مشکل ساختاری؟». بی‌بی‌سی فارسی. ۲۳ مه ۲۰۰۴. بایگانی‌شده از روی نسخه اصلی در ۲۴ اکتبر ۲۰۱۱. دریافت‌شده در ۲۷ نوامبر ۲۰۲۲.
227. ↑  “Iran's constitutional dictatorship furthers 'conspiracy'”,  euronews.
228. 1 2  Wallechinsky، Tyrants, The World's Worst Dictators.
229. ↑  «متا حساب‌های خامنه‌ای در اینستاگرام را مسدود کرد». صدای آمریکا. ۲۰۲۴-۰۲-۰۸. دریافت‌شده در ۲۰۲۴-۰۲-۱۳.
230. ↑  «تمام صفحه‌های علی خامنه‌ای در رسانه‌های اجتماعی اینستاگرام و فیس‌بوک بسته شدند». ایران اینترنشنال. ۲۰۲۴-۰۲-۱۳. دریافت‌شده در ۲۰۲۴-۰۲-۱۳.
231. ↑  «انتقاد از خامنه‌ای چقدر هزینه دارد؟»،  بی‌بی‌سی فارسی.
232. ↑  «فتوای خامنه‌ای هرگز مبنای تصمیم آمریکا نبوده است»،  صدای آمریکا.
233. ↑  “netanyahu-whips-out-book-of-khameneis-speeches”,  timesofisrael.
234. ↑  «لفاظی‌های خبیثانه خامنه‌ای»،  سایت میلیون ایران.
235. ↑  «واکنش‌ها به کاربرد کلیدواژه یهودی‌ستیزانه»،  دویچه‌وله.
236. ↑  «اقتصاد مقاومتی»،  بی‌بی‌سی فارسی.
237. ↑  «بینش «قلعه‌ای» خامنه‌ای»،  رادیو فردا.
238. ↑  میشل و  وودز، رهبر، ۳۵۱–۳۵۲.
239. ↑  «ترامپ به توییت خامنه‌ای به فارسی پاسخ داد»،  رادیو فردا.
240. ↑  «ابوالفضل قدیانی: خامنه‌ای نمی‌تواند ملت ایران را با اعدام و بگیر و ببندِ معترضان مرعوب کند». رادیو فردا. بایگانی‌شده از روی نسخه اصلی در ۸ ژانویه ۲۰۲۳. دریافت‌شده در ۲۰۲۲-۱۲-۲۴.
241. ↑  «ابوالفضل قدیانی خطاب به خامنه‌ای: هنوز عطش خونریزی مستبد فرو ننشسته است». iranwire.com. بایگانی‌شده از روی نسخه اصلی در ۲۴ دسامبر ۲۰۲۲. دریافت‌شده در ۲۰۲۲-۱۲-۲۴.
242. ↑  «ابوالفضل قدیانی: خامنه‌ای بزرگ‌ترین دشمن مردم ایران است». ار. اف. ای - RFI. ۲۰۲۲-۱۲-۲۷. بایگانی‌شده از روی نسخه اصلی در ۲۱ مارس ۲۰۲۳. دریافت‌شده در ۲۰۲۲-۱۲-۲۸.
243. ↑  «ابوالفضل قدیانی: خامنه‌ای «محارب و مفسد فی‌الارض» است؛ راهی جز خیابان نیست و حکومت رفتنی است». صدای آمریکا. بایگانی‌شده از روی نسخه اصلی در ۴ فوریه ۲۰۲۳. دریافت‌شده در ۲۰۲۲-۱۲-۲۸.
244. ↑  «قدیانی: خامنه‌ای مصداق مفسد فی‌الارض و محارب است، این حکومت رفتنی است». رادیو فردا. بایگانی‌شده از روی نسخه اصلی در ۱۸ ژانویه ۲۰۲۳. دریافت‌شده در ۲۰۲۲-۱۲-۲۸.
245. ↑  «ابوالفضل قدیانی بعد از انتقادات تند از علی خامنه‌ای: به زندان می‌روم». صدای آمریکا. ۲۰۲۳-۰۷-۱۶. بایگانی‌شده از روی نسخه اصلی در ۲۸ اکتبر ۲۰۲۳. دریافت‌شده در ۲۰۲۳-۱۲-۱۴.
246. ↑  «آیت‌الله خامنه‌ای ورود واکسن کرونا از آمریکا و بریتانیا را ممنوع کرد». BBC News فارسی. بایگانی‌شده از روی نسخه اصلی در ۹ نوامبر ۲۰۲۲. دریافت‌شده در ۲۰۲۳-۰۱-۰۸.
247. ↑  «خامنه‌ای ورود واکسن آمریکایی و انگلیسی را ممنوع کرد؛ «اصراری به بازگشت آمریکا به برجام نیست»». رادیو فردا. بایگانی‌شده از روی نسخه اصلی در ۸ ژانویه ۲۰۲۳. دریافت‌شده در ۲۰۲۳-۰۱-۰۸.
248. ↑  «واردات واکسن فایزرِ اهدایی افراد خیّر از آمریکا «منتفی شد»». رادیو فردا. بایگانی‌شده از روی نسخه اصلی در ۸ ژانویه ۲۰۲۳. دریافت‌شده در ۲۰۲۳-۰۱-۰۸.
249. ↑  «ممنوعیت خرید واکسن بریتانیا و آمریکا؛ خشم شمار زیادی از ایرانیان از سخنان آیت‌الله خامنه‌ای». BBC News فارسی. بایگانی‌شده از روی نسخه اصلی در ۸ ژانویه ۲۰۲۳. دریافت‌شده در ۲۰۲۳-۰۱-۰۸.
250. 1 2  «توئیتر ادعای خامنه‌ای دربارهٔ واکسن کرونا را از حساب‌های کاربری وی حدف کرد». رادیو فردا. بایگانی‌شده از روی نسخه اصلی در ۹ ژانویه ۲۰۲۳. دریافت‌شده در ۲۰۲۳-۰۱-۰۹.
251. ↑  ﴿وَكَذَٰلِكَ جَعَلْنَا لِكُلِّ نَبِيٍّ عَدُوًّا شَيَاطِينَ الْإِنْسِ وَالْجِنِّ يُوحِي بَعْضُهُمْ إِلَىٰ بَعْضٍ زُخْرُفَ الْقَوْلِ غُرُورًا ۚ وَلَوْ شَاءَ رَبُّكَ مَا فَعَلُوهُ ۖ فَذَرْهُمْ وَمَا يَفْتَرُونَ﴾(سورهٔ انعام-آیهٔ ۱۱۲)
252. ↑  «سخنرانی نوروزی خطاب به ملت ایران». Khamenei.ir. ۳ فروردین ۱۳۹۹. دریافت‌شده در ۱۷ فروردین ۱۳۹۹.
253. ↑  «عضو خبرگان رهبری: نیروهای آتش به اختیار برای مقابله با جن و انس وارد عمل شوند». رادیوزمانه. ۱۳ فروردین ۱۳۹۹. دریافت‌شده در ۱۴ فروردین ۱۳۹۹.
254. ↑  «گزارش/ از احتمال جنگ ویروس‌ها تا قطعیت جنگ واژه ها/ تریبون‌های تروریسم چگونه اظهارات رهبری را تحریف می‌کنند؟». خبرگزاری تسنیم. ۵ فروردین ۱۳۹۹. دریافت‌شده در ۱۵ فروردین ۱۳۹۹.
255. ↑  پور، قاسم کمال. «محکومیت خامنه‌ای توسط عفو بین‌الملل در ارتباط با ممنوع‌کردن دسترسی مردم ایران به واکسن – dorrtv». بایگانی‌شده از روی نسخه اصلی در ۲۳ نوامبر ۲۰۲۳. دریافت‌شده در ۲۰۲۳-۱۱-۲۳.
256. ↑  «"خامنه‌ای مسئول تبدیل کرونا به فاجعه‌ای ملی است" – DW – ۱۳۹۹/۱/۱۰». dw.com. بایگانی‌شده از روی نسخه اصلی در ۴ فوریه ۲۰۲۳. دریافت‌شده در ۲۰۲۳-۰۱-۰۳.
257. ↑  «۱۰۰ فعال سیاسی و مدنی: علی خامنه‌ای مسئول اول تبدیل کرونا به یک فاجعه ملی است». رادیو فردا. بایگانی‌شده از روی نسخه اصلی در ۳ ژانویه ۲۰۲۳. دریافت‌شده در ۲۰۲۳-۰۱-۰۳.
258. ↑  «یکصد تن از فعالان مدنی و دانشگاهی: علی خامنه‌ای مسئول فاجعه ملی ناشی از گسترش ویروس کرونا در ایران است». ار. اف. ای - RFI. ۲۰۲۰-۰۳-۲۹. بایگانی‌شده از روی نسخه اصلی در ۳ ژانویه ۲۰۲۳. دریافت‌شده در ۲۰۲۳-۰۱-۰۳.
259. ↑  «ابوالفضل قدیانی آیت‌الله خامنه‌ای را در «شیوع وسیع کرونا» مسئول دانست و او را به «فریب افکار عمومی» متهم کرد». ار. اف. ای - RFI. ۲۰۲۰-۰۳-۲۷. بایگانی‌شده از روی نسخه اصلی در ۱۴ فوریه ۲۰۲۳. دریافت‌شده در ۲۰۲۳-۰۲-۱۴.
260. ↑  «ابوالفضل قدیانی آیت‌الله خامنه‌ای را به 'تئوری توطئه و فریب' متهم کرد». BBC News فارسی. بایگانی‌شده از روی نسخه اصلی در ۱۴ فوریه ۲۰۲۳. دریافت‌شده در ۲۰۲۳-۰۲-۱۴.
261. ↑  فردا، رادیو (۲۰۲۰-۰۳-۲۶). «قدیانی: سخنان خامنه‌ای دربارهٔ «جنگ بیولوژیک» برای فریب افکار عمومی است». رادیو فردا. بایگانی‌شده از روی نسخه اصلی در ۱۴ فوریه ۲۰۲۳. دریافت‌شده در ۲۰۲۳-۰۲-۱۴.
262. ↑  «به دلیل کرونا خامنه ای در نشست شعرخوانی هم شرکت نمی‌کند اما هزاران مسجد بازگشایی می‌شوند». ار. اف. ای - RFI. ۲۰۲۰-۰۵-۰۷. بایگانی‌شده از روی نسخه اصلی در ۱۴ فوریه ۲۰۲۳. دریافت‌شده در ۲۰۲۳-۰۲-۱۴.
263. ↑  «اصرار بر برگزاری مراسم محرم به‌رغم هشدارها – DW – ۱۳۹۹/۵/۲۶». dw.com. بایگانی‌شده از روی نسخه اصلی در ۲۰ مارس ۲۰۲۳. دریافت‌شده در ۲۰۲۳-۰۱-۱۳.
264. 1 2  «اصرار بر برگزاری مراسم محرم به‌رغم هشدارها». جستجوگر هوشمند خبری (اخبار لحظه ای ایران و جهان). بایگانی‌شده از روی نسخه اصلی در ۱۳ ژانویه ۲۰۲۳. دریافت‌شده در ۲۰۲۳-۰۱-۱۳.
265. ↑  «سرنوشت منتقدان آِیت الله خامنه‌ای»،  روزآنلاین.
266. ↑  «ایران بزرگ‌ترین زندان روزنامه‌نگاران بعد از چین»،  بی‌بی‌سی فارسی.
267. ↑  The world view of iran's most powerful leader بایگانی‌شده  در ۶ مه ۲۰۱۱ توسط Wayback Machine
268. ↑  «مهدی خزعلی بازداشت شد»،  رادیو فردا.
269. ↑  «عدم کفایت خامنه‌ای برای رهبری قطعی است»،  رادیو فرانسه.
270. ↑  «کنشگران، خواستار استعفای خامنه‌ای»،  رادیو فردا.
271. ↑  «۱۴ فعال حوزه زنان خواستار استعفای خامنه‌ای»،  رادیو فردا.
272. ↑  «قدیانی: سلطه خامنه‌ای و استبداد دینی مشکلی بزرگ‌تر از کرونا»،  amp.dw.com.
273. ↑  «Iran's constitutional dictatorship furthers 'conspiracy'»،  euronews.
274. ↑  «حکم حکومتی رهبر ایران»،  بی‌بی‌سی فارسی.
275. ↑  «انهدام ساختار جمهوری اسلامی ایران»،  بی‌بی‌سی فارسی.
276. ↑  ««قدرت سیاسی پس از انقلاب، با حوزه رابطه ای برقرار کرد که نهاد مرجعیت، به عنوان کانون اقتدار سنتی حوزه علمیه نمی‌توانست از آن برکنار بماند»»،  بی‌بی‌سی.
277. ↑  «اظهارات رهبر جمهوری اسلامی دربارهٔ «ولایت مطلقه فقیه»»،  رادیو فردا.
278. ↑  «Iran's dissident ayatollah»،  BBC.
279. ↑  «چرا آیت‌الله مؤمن به رهبر شدن آیت‌الله خامنه‌ای رای نداد؟»،  دنیای اقتصاد.
280. ↑  «مقتدی صدر با استعفای آیت‌الله حائری از مرجعیت: برای همیشه از سیاست کناره‌گیری می‌کنم»،  یورونیوز.
281. ↑  «امضاکنندگان نامه درخواست استعفای آیت‌الله خامنه‌ای به 'براندازی' متهم شدند». بی‌بی‌سی فارسی. ۱ شهریور ۱۳۹۸. دریافت‌شده در ۱۰ آوریل ۲۰۲۰.
282. ↑  «از سه تا ۱۶ سال زندان؛ احکام قطعی چهار درخواست‌کننده استعفای آیت‌الله خامنه‌ای». بی‌بی‌سی فارسی. ۱۲ فروردین ۱۳۹۹. دریافت‌شده در ۱۰ آوریل ۲۰۲۰.
283. ↑  «ترور میکونوس پس از ۳۰ سال در روایت‌های مقامات جمهوری اسلامی و مخالفان»،  بی‌بی‌سی.
284. ↑  «از آزادی هماهنگ‌کننده تیم ترور میکونوس متاسفم»،  رادیو فردا.
285. ↑  «BERLIN COURT SAYS TOP IRAN LEADERS ORDERED KILLINGs»،  The New York Times.
286. ↑  «اشاره رهبرانقلاب به کدام ماجرا بود/دشمنی مداوم غرب با ایران»،  مهرنیوز.
287. ↑  «German court implicates Iran leaders in '92 killings»،  CNN.
288. ↑  «BERLIN COURT SAYS TOP IRAN LEADERS»،  New York Times.
289. ↑  «جزئیات خواندنی ماجرای میکونوس بعد از ۱۴ سال»،  عصرایران.
290. ↑  «German court rules Iranian leaders ordered Berlin slayings»،  CNN.
291. ↑  «Argentine Judge Indicts 4 Iranian Officials in 1994 Bombing of Jewish Center»،  New York Times.
292. ↑  «Mossad Sheds New Light on Argentina Terrorist Attacks in 1990»،  New York Times.
293. ↑  «رویترز: خامنه‌ای دستور داد «هر کار لازم است بکنید»، «۱۵۰۰» نفر کشته شدند». رادیو فردا. ۲ دی ۱۳۹۸. دریافت‌شده در ۸ دسامبر ۲۰۲۲.
294. ↑  «تاکید دادگاه مردمی آبان بر محاکمه ۱۳ مقام جمهوری اسلامی»،  DW.
295. ↑  "Iran committed 'crimes against humanity' in 2019 crackdown: lawyers" (به انگلیسی). France 24. ۳۰ سپتامبر ۲۰۲۲. Retrieved 19 October 2022.
296. ↑  «حکم دادگاه نمادین آبان: دولت و نیروهای امنیتی ایران به جنایت علیه بشریت دست زده‌اند». بی‌بی‌سی فارسی. دریافت‌شده در ۱۹ اکتبر ۲۰۲۲.
297. ↑  “U.S. Sanctions Supreme Leader of Iran”,  thedailybeast.com.
298. ↑  “Trump puts sanctions on Iranian supreme leader, other top officials”,  reuters.com.
299. ↑  «فرمان اجرایی پرزیدنت ترامپ»،  صدای آمریکا.
300. ↑  «سناتورهای آمریکایی خواهان تحریم خامنه‌ای و رئیسی شدند»،  دویچه‌وله.
301. ↑  «سناتورهای جمهوری‌خواه خواستار تحریم حقوق بشری خامنه‌ای»،  رادیو فردا.
302. ↑  حقوق رهبر انقلاب به روایت اطرافیان چقدر است؟
303. ↑  «نگاهی به سلوک و ساده‌زیستی مقام معظم رهبری- اخبار سیاسی تسنیم». خبرگزاری تسنیم. دریافت‌شده در ۲۰۲۲-۱۰-۲۰.
304. ↑  رئیس دفتر آیت‌الله خامنه‌ای: رهبر زیر خط متوسط زندگی می‌کند
305. ↑  نگاهی به سلوک و ساده‌زیستی مقام معظم رهبری
306. ↑  «روایتی از ساده زیستی مقام معظم رهبری/ تعبیر جالب دکتر شریعتی دربارهٔ رهبر انقلاب». باشگاه خبرنگاران جوان. ۱۳۹۷-۰۴-۰۳. دریافت‌شده در ۲۰۲۲-۱۰-۱۹.
307. ↑  «دارایی ۲۰۰ میلیاردی رهبر جمهوری اسلامی»،  صدای آمریکا.
308. ↑  «برآوردی از ثروت یکی از نهادهای زیر نظر رهبر ایران»،  بی‌بی‌سی فارسی.
309. ↑  «پنج چهره فاسد جمهوری اسلامی»،  توانا.
310. 1 2  «امپراتوری ۹۵ میلیارد دلاری»،  صدای آمریکا.
311. ↑  «امپراتوری ۹۵ میلیارد دلاری»،  رادیو فردا.
312. ↑  «امپراتوری اقتصادی رهبر ایران افشا شد»،  العربیه.
313. ↑  «گزارش اختصاصی رویترز از "امپراتوری مالی خامنه‌ای"»،  دویچه‌وله.
314. ↑  «نهادهای اقتصادی زیر نظر دفتر خامنه‌ای وارد بورس می‌شوند»،  رادیو فردا.
315. ↑  «۳۶ هزار میلیارد تومان درآمد در یک سال»،  صدای آمریکا.
316. ↑  «پولی از بنیاد، وارد انتخابات نمی‌شود»،  خبرگزاری ایلنا.
317. ↑  «گوشه‌ای از امپراتوری مالی خامنه‌ای»،  خبر دات آس.
318. ↑  «گردش مالی بنیاد مستضعفان»،  اراف‌آی.
319. ↑  «ترور علی خامنه‌ای، ۳۵ سال بعد»،  بی‌بی‌سی۲.
320. ↑  «زندگی‌نامه آیت‌الله خامنه‌ای (بخش چهاردهم)- روزی که خامنه‌ای ترور شد»،  رادیوفردا۲.
321. ↑  «عمل جراحی موفقیت‌آمیز رهبر معظم انقلاب»،  خبرگزاری انتخاب.
322. ↑  «آیت‌الله خامنه‌ای در بیمارستان بستری شد»،  بی‌بی‌سی فارسی.
323. ↑  «هاشمی رفسنجانی منتظر مرگ خامنه‌ای است»،  ویکی‌لیکس.
324. ↑  «سندی دربارهٔ سرطان خون آیت‌الله خامنه ای»،  رادیو بین‌المللی فرانسه.
325. ↑  “Iran: guerre de succession en vue au sommet de l'État”,  lefigaro.fr.
326. 1 2  «ماجرای گزارش‌ها دربارهٔ 'بیماری و وخامت حال' آیت‌الله خامنه‌ای چه بود؟»،  بی‌بی‌سی فارسی.
327. ↑  “Journalist Claims Iran's Supreme Leader Transfers Power to Son as Health Deteriorates”,  newsweek.com.
328. ↑  “POWER STRUGGLE Iran’s supreme leader”,  thesun.co.uk.
329. ↑  ««وخیم شدن» وضعیت سلامتی رهبر تکذیب شد»،  رادیو فردا.
330. ↑  «گمانه‌زنی دربارهٔ وخامت حال خامنه‌ای»،  العربیه فارسی.
331. ↑  «لغو ناگهانی دیدار اعضای مجلس خبرگان با خامنه‌ای»،  صدای آمریکا.
332. ↑  «بالا گرفتن گمانه‌زنی‌ها دربارهٔ وضعیت سلامت و حیات خامنه‌ای»،  ایران اینترنشنال.
333. ↑  «ن یویورک تایمز: آیت‌الله خامنه‌ای در بستر بیماری است». BBC News فارسی. ۲۰۲۲-۰۹-۱۶. دریافت‌شده در ۲۰۲۳-۰۵-۱۵.
334. ↑  «نیویورک تایمز: خامنه‌ای پس از وخامت حال و جراحی رفع انسداد روده در بستر بیماری است». ایران اینترنشنال. دریافت‌شده در ۲۰۲۳-۰۵-۱۵.
335. ↑  «خامنه‌ای با درد شدید و تب بالا تحت عمل جراحی قرار گرفت». ایندیپندنت فارسی. ۲۰۲۲-۰۹-۱۷. دریافت‌شده در ۲۰۲۳-۰۵-۱۵.
336. ↑  «نیویورک تایمز: علی خامنه‌ای در بستر بیماری و تحت مراقبت پزشکان است». صدای آمریکا. دریافت‌شده در ۲۰۲۳-۰۵-۱۵.
337. ↑  «نیویورک تایمز می‌گوید علی خامنه‌ای در بستر بیماری است». رادیو فردا. دریافت‌شده در ۲۰۲۳-۰۵-۱۵.
338. ↑  فردا، رادیو (۲۰۲۲-۰۹-۱۷). «انتشار تصاویری از خامنه‌ای در پی گزارش‌هایی از وخامت وضعیت جسمی او». رادیو فردا. دریافت‌شده در ۲۰۲۳-۰۵-۱۵.
339. ↑  فردا، رادیو (۲۰۲۲-۰۹-۳۰). «پافشاری نیویورک تایمز بر درستی گزارشش از وضعیت جسمی خامنه‌ای». رادیو فردا. دریافت‌شده در ۲۰۲۳-۰۵-۱۵.